# Световно първенство по шахмат 2008
Световното първенство по шахмат през 2008 г. се провежда под формата на мач от 12 партии между шампиона Вишванатан Ананд (Индия) и претендента Владимир Крамник (Русия). Ананд побеждава след 11-ата партия с 6,5-4,5 т. и запазва титлата си.
Ананд печели третата и петата партия с черните, както и шестата с белите. Крамник печели само десетата партия с белите. Останалите седем партии завършват реми. 
Залата приема максимум 400 зрители, като за 11-те партии са продадени 3780 билета. Мачът е наблюдаван на живо по интернет от 20 до 30 милиона души. 

## Регламент
Мачът се провежда от 14 октомври до 2 ноември 2008 г. в Бон, Германия при класическа времева контрола - 2 часа за 40 хода плюс 1 час за следващите 20 хода и 15 минути за остатъка от партията с добавяне на 30 секунди на ход, започвайки от 61. ход. Провежда се под егидата на Световната федерация по шахмат - ФИДЕ. Наградният фонд е 1,5 милиона евро и се разделя между двамата играчи по равно, независимо от резултата. При равенство се играе тайбрек - четири партии по ускорен шах при контрола 25 минути и добавяне на 10 секунди на ход. При ново равенство се играят две 5-минутни партии с добавяне на 10 секунди на ход. Ако резултатът все още е равен, се тегли жребий, като спечелилият избира цвета на фигурите си. Белите получават време за игра 6 минути, а черните - 5, като при реми печелят черните. 
Патрон на мача е немският финансов министър Пер Щайнбрюк, основен спонсор е Евоник (Evonik). 
Играят се по две партии в 2 поредни дни, като след тях има един почивен ден. 

## Програма и резултати
| кръг | дата        | Ананд | Крамник |
| ---- | ----------- | ----- | ------- |
| 1    | 14 октомври | ½     | ½       |
| 2    | 15 октомври | ½     | ½       |
| 3    | 17 октомври | 1     | 0       |
| 4    | 18 октомври | ½     | ½       |
| 5    | 20 октомври | 1     | 0       |
| 6    | 21 октомври | 1     | 0       |
| 7    | 23 октомври | ½     | ½       |
| 8    | 24 октомври | ½     | ½       |
| 9    | 26 октомври | ½     | ½       |
| 10   | 27 октомври | 0     | 1       |
| 11   | 29 октомври | ½     | ½       |
|      |             | 6,5   | 4,5     |

## Избрани партии
|   | a | b | c | d | e | f | g | h |   |
| 8 | бяла пешка на черно поле a7 · черна пешка на бяло поле e6 · черна пешка на черно поле f6 · черен цар на черно поле h6 · черна пешка на бяло поле h5 · бяла пешка на черно поле f4 · бял топ на черно поле a3 · бяла пешка на бяло поле f3 · бял цар на бяло поле a2 · бяла пешка на черно поле b2 · бяла пешка на черно поле h2 · черен офицер на бяло поле b1 · черна дама на бяло поле f1 | бяла пешка на черно поле a7 · черна пешка на бяло поле e6 · черна пешка на черно поле f6 · черен цар на черно поле h6 · черна пешка на бяло поле h5 · бяла пешка на черно поле f4 · бял топ на черно поле a3 · бяла пешка на бяло поле f3 · бял цар на бяло поле a2 · бяла пешка на черно поле b2 · бяла пешка на черно поле h2 · черен офицер на бяло поле b1 · черна дама на бяло поле f1 | бяла пешка на черно поле a7 · черна пешка на бяло поле e6 · черна пешка на черно поле f6 · черен цар на черно поле h6 · черна пешка на бяло поле h5 · бяла пешка на черно поле f4 · бял топ на черно поле a3 · бяла пешка на бяло поле f3 · бял цар на бяло поле a2 · бяла пешка на черно поле b2 · бяла пешка на черно поле h2 · черен офицер на бяло поле b1 · черна дама на бяло поле f1 | бяла пешка на черно поле a7 · черна пешка на бяло поле e6 · черна пешка на черно поле f6 · черен цар на черно поле h6 · черна пешка на бяло поле h5 · бяла пешка на черно поле f4 · бял топ на черно поле a3 · бяла пешка на бяло поле f3 · бял цар на бяло поле a2 · бяла пешка на черно поле b2 · бяла пешка на черно поле h2 · черен офицер на бяло поле b1 · черна дама на бяло поле f1 | бяла пешка на черно поле a7 · черна пешка на бяло поле e6 · черна пешка на черно поле f6 · черен цар на черно поле h6 · черна пешка на бяло поле h5 · бяла пешка на черно поле f4 · бял топ на черно поле a3 · бяла пешка на бяло поле f3 · бял цар на бяло поле a2 · бяла пешка на черно поле b2 · бяла пешка на черно поле h2 · черен офицер на бяло поле b1 · черна дама на бяло поле f1 | бяла пешка на черно поле a7 · черна пешка на бяло поле e6 · черна пешка на черно поле f6 · черен цар на черно поле h6 · черна пешка на бяло поле h5 · бяла пешка на черно поле f4 · бял топ на черно поле a3 · бяла пешка на бяло поле f3 · бял цар на бяло поле a2 · бяла пешка на черно поле b2 · бяла пешка на черно поле h2 · черен офицер на бяло поле b1 · черна дама на бяло поле f1 | бяла пешка на черно поле a7 · черна пешка на бяло поле e6 · черна пешка на черно поле f6 · черен цар на черно поле h6 · черна пешка на бяло поле h5 · бяла пешка на черно поле f4 · бял топ на черно поле a3 · бяла пешка на бяло поле f3 · бял цар на бяло поле a2 · бяла пешка на черно поле b2 · бяла пешка на черно поле h2 · черен офицер на бяло поле b1 · черна дама на бяло поле f1 | бяла пешка на черно поле a7 · черна пешка на бяло поле e6 · черна пешка на черно поле f6 · черен цар на черно поле h6 · черна пешка на бяло поле h5 · бяла пешка на черно поле f4 · бял топ на черно поле a3 · бяла пешка на бяло поле f3 · бял цар на бяло поле a2 · бяла пешка на черно поле b2 · бяла пешка на черно поле h2 · черен офицер на бяло поле b1 · черна дама на бяло поле f1 | 8 |
| 7 | бяла пешка на черно поле a7 · черна пешка на бяло поле e6 · черна пешка на черно поле f6 · черен цар на черно поле h6 · черна пешка на бяло поле h5 · бяла пешка на черно поле f4 · бял топ на черно поле a3 · бяла пешка на бяло поле f3 · бял цар на бяло поле a2 · бяла пешка на черно поле b2 · бяла пешка на черно поле h2 · черен офицер на бяло поле b1 · черна дама на бяло поле f1 | бяла пешка на черно поле a7 · черна пешка на бяло поле e6 · черна пешка на черно поле f6 · черен цар на черно поле h6 · черна пешка на бяло поле h5 · бяла пешка на черно поле f4 · бял топ на черно поле a3 · бяла пешка на бяло поле f3 · бял цар на бяло поле a2 · бяла пешка на черно поле b2 · бяла пешка на черно поле h2 · черен офицер на бяло поле b1 · черна дама на бяло поле f1 | бяла пешка на черно поле a7 · черна пешка на бяло поле e6 · черна пешка на черно поле f6 · черен цар на черно поле h6 · черна пешка на бяло поле h5 · бяла пешка на черно поле f4 · бял топ на черно поле a3 · бяла пешка на бяло поле f3 · бял цар на бяло поле a2 · бяла пешка на черно поле b2 · бяла пешка на черно поле h2 · черен офицер на бяло поле b1 · черна дама на бяло поле f1 | бяла пешка на черно поле a7 · черна пешка на бяло поле e6 · черна пешка на черно поле f6 · черен цар на черно поле h6 · черна пешка на бяло поле h5 · бяла пешка на черно поле f4 · бял топ на черно поле a3 · бяла пешка на бяло поле f3 · бял цар на бяло поле a2 · бяла пешка на черно поле b2 · бяла пешка на черно поле h2 · черен офицер на бяло поле b1 · черна дама на бяло поле f1 | бяла пешка на черно поле a7 · черна пешка на бяло поле e6 · черна пешка на черно поле f6 · черен цар на черно поле h6 · черна пешка на бяло поле h5 · бяла пешка на черно поле f4 · бял топ на черно поле a3 · бяла пешка на бяло поле f3 · бял цар на бяло поле a2 · бяла пешка на черно поле b2 · бяла пешка на черно поле h2 · черен офицер на бяло поле b1 · черна дама на бяло поле f1 | бяла пешка на черно поле a7 · черна пешка на бяло поле e6 · черна пешка на черно поле f6 · черен цар на черно поле h6 · черна пешка на бяло поле h5 · бяла пешка на черно поле f4 · бял топ на черно поле a3 · бяла пешка на бяло поле f3 · бял цар на бяло поле a2 · бяла пешка на черно поле b2 · бяла пешка на черно поле h2 · черен офицер на бяло поле b1 · черна дама на бяло поле f1 | бяла пешка на черно поле a7 · черна пешка на бяло поле e6 · черна пешка на черно поле f6 · черен цар на черно поле h6 · черна пешка на бяло поле h5 · бяла пешка на черно поле f4 · бял топ на черно поле a3 · бяла пешка на бяло поле f3 · бял цар на бяло поле a2 · бяла пешка на черно поле b2 · бяла пешка на черно поле h2 · черен офицер на бяло поле b1 · черна дама на бяло поле f1 | бяла пешка на черно поле a7 · черна пешка на бяло поле e6 · черна пешка на черно поле f6 · черен цар на черно поле h6 · черна пешка на бяло поле h5 · бяла пешка на черно поле f4 · бял топ на черно поле a3 · бяла пешка на бяло поле f3 · бял цар на бяло поле a2 · бяла пешка на черно поле b2 · бяла пешка на черно поле h2 · черен офицер на бяло поле b1 · черна дама на бяло поле f1 | 7 |
| 6 | бяла пешка на черно поле a7 · черна пешка на бяло поле e6 · черна пешка на черно поле f6 · черен цар на черно поле h6 · черна пешка на бяло поле h5 · бяла пешка на черно поле f4 · бял топ на черно поле a3 · бяла пешка на бяло поле f3 · бял цар на бяло поле a2 · бяла пешка на черно поле b2 · бяла пешка на черно поле h2 · черен офицер на бяло поле b1 · черна дама на бяло поле f1 | бяла пешка на черно поле a7 · черна пешка на бяло поле e6 · черна пешка на черно поле f6 · черен цар на черно поле h6 · черна пешка на бяло поле h5 · бяла пешка на черно поле f4 · бял топ на черно поле a3 · бяла пешка на бяло поле f3 · бял цар на бяло поле a2 · бяла пешка на черно поле b2 · бяла пешка на черно поле h2 · черен офицер на бяло поле b1 · черна дама на бяло поле f1 | бяла пешка на черно поле a7 · черна пешка на бяло поле e6 · черна пешка на черно поле f6 · черен цар на черно поле h6 · черна пешка на бяло поле h5 · бяла пешка на черно поле f4 · бял топ на черно поле a3 · бяла пешка на бяло поле f3 · бял цар на бяло поле a2 · бяла пешка на черно поле b2 · бяла пешка на черно поле h2 · черен офицер на бяло поле b1 · черна дама на бяло поле f1 | бяла пешка на черно поле a7 · черна пешка на бяло поле e6 · черна пешка на черно поле f6 · черен цар на черно поле h6 · черна пешка на бяло поле h5 · бяла пешка на черно поле f4 · бял топ на черно поле a3 · бяла пешка на бяло поле f3 · бял цар на бяло поле a2 · бяла пешка на черно поле b2 · бяла пешка на черно поле h2 · черен офицер на бяло поле b1 · черна дама на бяло поле f1 | бяла пешка на черно поле a7 · черна пешка на бяло поле e6 · черна пешка на черно поле f6 · черен цар на черно поле h6 · черна пешка на бяло поле h5 · бяла пешка на черно поле f4 · бял топ на черно поле a3 · бяла пешка на бяло поле f3 · бял цар на бяло поле a2 · бяла пешка на черно поле b2 · бяла пешка на черно поле h2 · черен офицер на бяло поле b1 · черна дама на бяло поле f1 | бяла пешка на черно поле a7 · черна пешка на бяло поле e6 · черна пешка на черно поле f6 · черен цар на черно поле h6 · черна пешка на бяло поле h5 · бяла пешка на черно поле f4 · бял топ на черно поле a3 · бяла пешка на бяло поле f3 · бял цар на бяло поле a2 · бяла пешка на черно поле b2 · бяла пешка на черно поле h2 · черен офицер на бяло поле b1 · черна дама на бяло поле f1 | бяла пешка на черно поле a7 · черна пешка на бяло поле e6 · черна пешка на черно поле f6 · черен цар на черно поле h6 · черна пешка на бяло поле h5 · бяла пешка на черно поле f4 · бял топ на черно поле a3 · бяла пешка на бяло поле f3 · бял цар на бяло поле a2 · бяла пешка на черно поле b2 · бяла пешка на черно поле h2 · черен офицер на бяло поле b1 · черна дама на бяло поле f1 | бяла пешка на черно поле a7 · черна пешка на бяло поле e6 · черна пешка на черно поле f6 · черен цар на черно поле h6 · черна пешка на бяло поле h5 · бяла пешка на черно поле f4 · бял топ на черно поле a3 · бяла пешка на бяло поле f3 · бял цар на бяло поле a2 · бяла пешка на черно поле b2 · бяла пешка на черно поле h2 · черен офицер на бяло поле b1 · черна дама на бяло поле f1 | 6 |
| 5 | бяла пешка на черно поле a7 · черна пешка на бяло поле e6 · черна пешка на черно поле f6 · черен цар на черно поле h6 · черна пешка на бяло поле h5 · бяла пешка на черно поле f4 · бял топ на черно поле a3 · бяла пешка на бяло поле f3 · бял цар на бяло поле a2 · бяла пешка на черно поле b2 · бяла пешка на черно поле h2 · черен офицер на бяло поле b1 · черна дама на бяло поле f1 | бяла пешка на черно поле a7 · черна пешка на бяло поле e6 · черна пешка на черно поле f6 · черен цар на черно поле h6 · черна пешка на бяло поле h5 · бяла пешка на черно поле f4 · бял топ на черно поле a3 · бяла пешка на бяло поле f3 · бял цар на бяло поле a2 · бяла пешка на черно поле b2 · бяла пешка на черно поле h2 · черен офицер на бяло поле b1 · черна дама на бяло поле f1 | бяла пешка на черно поле a7 · черна пешка на бяло поле e6 · черна пешка на черно поле f6 · черен цар на черно поле h6 · черна пешка на бяло поле h5 · бяла пешка на черно поле f4 · бял топ на черно поле a3 · бяла пешка на бяло поле f3 · бял цар на бяло поле a2 · бяла пешка на черно поле b2 · бяла пешка на черно поле h2 · черен офицер на бяло поле b1 · черна дама на бяло поле f1 | бяла пешка на черно поле a7 · черна пешка на бяло поле e6 · черна пешка на черно поле f6 · черен цар на черно поле h6 · черна пешка на бяло поле h5 · бяла пешка на черно поле f4 · бял топ на черно поле a3 · бяла пешка на бяло поле f3 · бял цар на бяло поле a2 · бяла пешка на черно поле b2 · бяла пешка на черно поле h2 · черен офицер на бяло поле b1 · черна дама на бяло поле f1 | бяла пешка на черно поле a7 · черна пешка на бяло поле e6 · черна пешка на черно поле f6 · черен цар на черно поле h6 · черна пешка на бяло поле h5 · бяла пешка на черно поле f4 · бял топ на черно поле a3 · бяла пешка на бяло поле f3 · бял цар на бяло поле a2 · бяла пешка на черно поле b2 · бяла пешка на черно поле h2 · черен офицер на бяло поле b1 · черна дама на бяло поле f1 | бяла пешка на черно поле a7 · черна пешка на бяло поле e6 · черна пешка на черно поле f6 · черен цар на черно поле h6 · черна пешка на бяло поле h5 · бяла пешка на черно поле f4 · бял топ на черно поле a3 · бяла пешка на бяло поле f3 · бял цар на бяло поле a2 · бяла пешка на черно поле b2 · бяла пешка на черно поле h2 · черен офицер на бяло поле b1 · черна дама на бяло поле f1 | бяла пешка на черно поле a7 · черна пешка на бяло поле e6 · черна пешка на черно поле f6 · черен цар на черно поле h6 · черна пешка на бяло поле h5 · бяла пешка на черно поле f4 · бял топ на черно поле a3 · бяла пешка на бяло поле f3 · бял цар на бяло поле a2 · бяла пешка на черно поле b2 · бяла пешка на черно поле h2 · черен офицер на бяло поле b1 · черна дама на бяло поле f1 | бяла пешка на черно поле a7 · черна пешка на бяло поле e6 · черна пешка на черно поле f6 · черен цар на черно поле h6 · черна пешка на бяло поле h5 · бяла пешка на черно поле f4 · бял топ на черно поле a3 · бяла пешка на бяло поле f3 · бял цар на бяло поле a2 · бяла пешка на черно поле b2 · бяла пешка на черно поле h2 · черен офицер на бяло поле b1 · черна дама на бяло поле f1 | 5 |
| 4 | бяла пешка на черно поле a7 · черна пешка на бяло поле e6 · черна пешка на черно поле f6 · черен цар на черно поле h6 · черна пешка на бяло поле h5 · бяла пешка на черно поле f4 · бял топ на черно поле a3 · бяла пешка на бяло поле f3 · бял цар на бяло поле a2 · бяла пешка на черно поле b2 · бяла пешка на черно поле h2 · черен офицер на бяло поле b1 · черна дама на бяло поле f1 | бяла пешка на черно поле a7 · черна пешка на бяло поле e6 · черна пешка на черно поле f6 · черен цар на черно поле h6 · черна пешка на бяло поле h5 · бяла пешка на черно поле f4 · бял топ на черно поле a3 · бяла пешка на бяло поле f3 · бял цар на бяло поле a2 · бяла пешка на черно поле b2 · бяла пешка на черно поле h2 · черен офицер на бяло поле b1 · черна дама на бяло поле f1 | бяла пешка на черно поле a7 · черна пешка на бяло поле e6 · черна пешка на черно поле f6 · черен цар на черно поле h6 · черна пешка на бяло поле h5 · бяла пешка на черно поле f4 · бял топ на черно поле a3 · бяла пешка на бяло поле f3 · бял цар на бяло поле a2 · бяла пешка на черно поле b2 · бяла пешка на черно поле h2 · черен офицер на бяло поле b1 · черна дама на бяло поле f1 | бяла пешка на черно поле a7 · черна пешка на бяло поле e6 · черна пешка на черно поле f6 · черен цар на черно поле h6 · черна пешка на бяло поле h5 · бяла пешка на черно поле f4 · бял топ на черно поле a3 · бяла пешка на бяло поле f3 · бял цар на бяло поле a2 · бяла пешка на черно поле b2 · бяла пешка на черно поле h2 · черен офицер на бяло поле b1 · черна дама на бяло поле f1 | бяла пешка на черно поле a7 · черна пешка на бяло поле e6 · черна пешка на черно поле f6 · черен цар на черно поле h6 · черна пешка на бяло поле h5 · бяла пешка на черно поле f4 · бял топ на черно поле a3 · бяла пешка на бяло поле f3 · бял цар на бяло поле a2 · бяла пешка на черно поле b2 · бяла пешка на черно поле h2 · черен офицер на бяло поле b1 · черна дама на бяло поле f1 | бяла пешка на черно поле a7 · черна пешка на бяло поле e6 · черна пешка на черно поле f6 · черен цар на черно поле h6 · черна пешка на бяло поле h5 · бяла пешка на черно поле f4 · бял топ на черно поле a3 · бяла пешка на бяло поле f3 · бял цар на бяло поле a2 · бяла пешка на черно поле b2 · бяла пешка на черно поле h2 · черен офицер на бяло поле b1 · черна дама на бяло поле f1 | бяла пешка на черно поле a7 · черна пешка на бяло поле e6 · черна пешка на черно поле f6 · черен цар на черно поле h6 · черна пешка на бяло поле h5 · бяла пешка на черно поле f4 · бял топ на черно поле a3 · бяла пешка на бяло поле f3 · бял цар на бяло поле a2 · бяла пешка на черно поле b2 · бяла пешка на черно поле h2 · черен офицер на бяло поле b1 · черна дама на бяло поле f1 | бяла пешка на черно поле a7 · черна пешка на бяло поле e6 · черна пешка на черно поле f6 · черен цар на черно поле h6 · черна пешка на бяло поле h5 · бяла пешка на черно поле f4 · бял топ на черно поле a3 · бяла пешка на бяло поле f3 · бял цар на бяло поле a2 · бяла пешка на черно поле b2 · бяла пешка на черно поле h2 · черен офицер на бяло поле b1 · черна дама на бяло поле f1 | 4 |
| 3 | бяла пешка на черно поле a7 · черна пешка на бяло поле e6 · черна пешка на черно поле f6 · черен цар на черно поле h6 · черна пешка на бяло поле h5 · бяла пешка на черно поле f4 · бял топ на черно поле a3 · бяла пешка на бяло поле f3 · бял цар на бяло поле a2 · бяла пешка на черно поле b2 · бяла пешка на черно поле h2 · черен офицер на бяло поле b1 · черна дама на бяло поле f1 | бяла пешка на черно поле a7 · черна пешка на бяло поле e6 · черна пешка на черно поле f6 · черен цар на черно поле h6 · черна пешка на бяло поле h5 · бяла пешка на черно поле f4 · бял топ на черно поле a3 · бяла пешка на бяло поле f3 · бял цар на бяло поле a2 · бяла пешка на черно поле b2 · бяла пешка на черно поле h2 · черен офицер на бяло поле b1 · черна дама на бяло поле f1 | бяла пешка на черно поле a7 · черна пешка на бяло поле e6 · черна пешка на черно поле f6 · черен цар на черно поле h6 · черна пешка на бяло поле h5 · бяла пешка на черно поле f4 · бял топ на черно поле a3 · бяла пешка на бяло поле f3 · бял цар на бяло поле a2 · бяла пешка на черно поле b2 · бяла пешка на черно поле h2 · черен офицер на бяло поле b1 · черна дама на бяло поле f1 | бяла пешка на черно поле a7 · черна пешка на бяло поле e6 · черна пешка на черно поле f6 · черен цар на черно поле h6 · черна пешка на бяло поле h5 · бяла пешка на черно поле f4 · бял топ на черно поле a3 · бяла пешка на бяло поле f3 · бял цар на бяло поле a2 · бяла пешка на черно поле b2 · бяла пешка на черно поле h2 · черен офицер на бяло поле b1 · черна дама на бяло поле f1 | бяла пешка на черно поле a7 · черна пешка на бяло поле e6 · черна пешка на черно поле f6 · черен цар на черно поле h6 · черна пешка на бяло поле h5 · бяла пешка на черно поле f4 · бял топ на черно поле a3 · бяла пешка на бяло поле f3 · бял цар на бяло поле a2 · бяла пешка на черно поле b2 · бяла пешка на черно поле h2 · черен офицер на бяло поле b1 · черна дама на бяло поле f1 | бяла пешка на черно поле a7 · черна пешка на бяло поле e6 · черна пешка на черно поле f6 · черен цар на черно поле h6 · черна пешка на бяло поле h5 · бяла пешка на черно поле f4 · бял топ на черно поле a3 · бяла пешка на бяло поле f3 · бял цар на бяло поле a2 · бяла пешка на черно поле b2 · бяла пешка на черно поле h2 · черен офицер на бяло поле b1 · черна дама на бяло поле f1 | бяла пешка на черно поле a7 · черна пешка на бяло поле e6 · черна пешка на черно поле f6 · черен цар на черно поле h6 · черна пешка на бяло поле h5 · бяла пешка на черно поле f4 · бял топ на черно поле a3 · бяла пешка на бяло поле f3 · бял цар на бяло поле a2 · бяла пешка на черно поле b2 · бяла пешка на черно поле h2 · черен офицер на бяло поле b1 · черна дама на бяло поле f1 | бяла пешка на черно поле a7 · черна пешка на бяло поле e6 · черна пешка на черно поле f6 · черен цар на черно поле h6 · черна пешка на бяло поле h5 · бяла пешка на черно поле f4 · бял топ на черно поле a3 · бяла пешка на бяло поле f3 · бял цар на бяло поле a2 · бяла пешка на черно поле b2 · бяла пешка на черно поле h2 · черен офицер на бяло поле b1 · черна дама на бяло поле f1 | 3 |
| 2 | бяла пешка на черно поле a7 · черна пешка на бяло поле e6 · черна пешка на черно поле f6 · черен цар на черно поле h6 · черна пешка на бяло поле h5 · бяла пешка на черно поле f4 · бял топ на черно поле a3 · бяла пешка на бяло поле f3 · бял цар на бяло поле a2 · бяла пешка на черно поле b2 · бяла пешка на черно поле h2 · черен офицер на бяло поле b1 · черна дама на бяло поле f1 | бяла пешка на черно поле a7 · черна пешка на бяло поле e6 · черна пешка на черно поле f6 · черен цар на черно поле h6 · черна пешка на бяло поле h5 · бяла пешка на черно поле f4 · бял топ на черно поле a3 · бяла пешка на бяло поле f3 · бял цар на бяло поле a2 · бяла пешка на черно поле b2 · бяла пешка на черно поле h2 · черен офицер на бяло поле b1 · черна дама на бяло поле f1 | бяла пешка на черно поле a7 · черна пешка на бяло поле e6 · черна пешка на черно поле f6 · черен цар на черно поле h6 · черна пешка на бяло поле h5 · бяла пешка на черно поле f4 · бял топ на черно поле a3 · бяла пешка на бяло поле f3 · бял цар на бяло поле a2 · бяла пешка на черно поле b2 · бяла пешка на черно поле h2 · черен офицер на бяло поле b1 · черна дама на бяло поле f1 | бяла пешка на черно поле a7 · черна пешка на бяло поле e6 · черна пешка на черно поле f6 · черен цар на черно поле h6 · черна пешка на бяло поле h5 · бяла пешка на черно поле f4 · бял топ на черно поле a3 · бяла пешка на бяло поле f3 · бял цар на бяло поле a2 · бяла пешка на черно поле b2 · бяла пешка на черно поле h2 · черен офицер на бяло поле b1 · черна дама на бяло поле f1 | бяла пешка на черно поле a7 · черна пешка на бяло поле e6 · черна пешка на черно поле f6 · черен цар на черно поле h6 · черна пешка на бяло поле h5 · бяла пешка на черно поле f4 · бял топ на черно поле a3 · бяла пешка на бяло поле f3 · бял цар на бяло поле a2 · бяла пешка на черно поле b2 · бяла пешка на черно поле h2 · черен офицер на бяло поле b1 · черна дама на бяло поле f1 | бяла пешка на черно поле a7 · черна пешка на бяло поле e6 · черна пешка на черно поле f6 · черен цар на черно поле h6 · черна пешка на бяло поле h5 · бяла пешка на черно поле f4 · бял топ на черно поле a3 · бяла пешка на бяло поле f3 · бял цар на бяло поле a2 · бяла пешка на черно поле b2 · бяла пешка на черно поле h2 · черен офицер на бяло поле b1 · черна дама на бяло поле f1 | бяла пешка на черно поле a7 · черна пешка на бяло поле e6 · черна пешка на черно поле f6 · черен цар на черно поле h6 · черна пешка на бяло поле h5 · бяла пешка на черно поле f4 · бял топ на черно поле a3 · бяла пешка на бяло поле f3 · бял цар на бяло поле a2 · бяла пешка на черно поле b2 · бяла пешка на черно поле h2 · черен офицер на бяло поле b1 · черна дама на бяло поле f1 | бяла пешка на черно поле a7 · черна пешка на бяло поле e6 · черна пешка на черно поле f6 · черен цар на черно поле h6 · черна пешка на бяло поле h5 · бяла пешка на черно поле f4 · бял топ на черно поле a3 · бяла пешка на бяло поле f3 · бял цар на бяло поле a2 · бяла пешка на черно поле b2 · бяла пешка на черно поле h2 · черен офицер на бяло поле b1 · черна дама на бяло поле f1 | 2 |
| 1 | бяла пешка на черно поле a7 · черна пешка на бяло поле e6 · черна пешка на черно поле f6 · черен цар на черно поле h6 · черна пешка на бяло поле h5 · бяла пешка на черно поле f4 · бял топ на черно поле a3 · бяла пешка на бяло поле f3 · бял цар на бяло поле a2 · бяла пешка на черно поле b2 · бяла пешка на черно поле h2 · черен офицер на бяло поле b1 · черна дама на бяло поле f1 | бяла пешка на черно поле a7 · черна пешка на бяло поле e6 · черна пешка на черно поле f6 · черен цар на черно поле h6 · черна пешка на бяло поле h5 · бяла пешка на черно поле f4 · бял топ на черно поле a3 · бяла пешка на бяло поле f3 · бял цар на бяло поле a2 · бяла пешка на черно поле b2 · бяла пешка на черно поле h2 · черен офицер на бяло поле b1 · черна дама на бяло поле f1 | бяла пешка на черно поле a7 · черна пешка на бяло поле e6 · черна пешка на черно поле f6 · черен цар на черно поле h6 · черна пешка на бяло поле h5 · бяла пешка на черно поле f4 · бял топ на черно поле a3 · бяла пешка на бяло поле f3 · бял цар на бяло поле a2 · бяла пешка на черно поле b2 · бяла пешка на черно поле h2 · черен офицер на бяло поле b1 · черна дама на бяло поле f1 | бяла пешка на черно поле a7 · черна пешка на бяло поле e6 · черна пешка на черно поле f6 · черен цар на черно поле h6 · черна пешка на бяло поле h5 · бяла пешка на черно поле f4 · бял топ на черно поле a3 · бяла пешка на бяло поле f3 · бял цар на бяло поле a2 · бяла пешка на черно поле b2 · бяла пешка на черно поле h2 · черен офицер на бяло поле b1 · черна дама на бяло поле f1 | бяла пешка на черно поле a7 · черна пешка на бяло поле e6 · черна пешка на черно поле f6 · черен цар на черно поле h6 · черна пешка на бяло поле h5 · бяла пешка на черно поле f4 · бял топ на черно поле a3 · бяла пешка на бяло поле f3 · бял цар на бяло поле a2 · бяла пешка на черно поле b2 · бяла пешка на черно поле h2 · черен офицер на бяло поле b1 · черна дама на бяло поле f1 | бяла пешка на черно поле a7 · черна пешка на бяло поле e6 · черна пешка на черно поле f6 · черен цар на черно поле h6 · черна пешка на бяло поле h5 · бяла пешка на черно поле f4 · бял топ на черно поле a3 · бяла пешка на бяло поле f3 · бял цар на бяло поле a2 · бяла пешка на черно поле b2 · бяла пешка на черно поле h2 · черен офицер на бяло поле b1 · черна дама на бяло поле f1 | бяла пешка на черно поле a7 · черна пешка на бяло поле e6 · черна пешка на черно поле f6 · черен цар на черно поле h6 · черна пешка на бяло поле h5 · бяла пешка на черно поле f4 · бял топ на черно поле a3 · бяла пешка на бяло поле f3 · бял цар на бяло поле a2 · бяла пешка на черно поле b2 · бяла пешка на черно поле h2 · черен офицер на бяло поле b1 · черна дама на бяло поле f1 | бяла пешка на черно поле a7 · черна пешка на бяло поле e6 · черна пешка на черно поле f6 · черен цар на черно поле h6 · черна пешка на бяло поле h5 · бяла пешка на черно поле f4 · бял топ на черно поле a3 · бяла пешка на бяло поле f3 · бял цар на бяло поле a2 · бяла пешка на черно поле b2 · бяла пешка на черно поле h2 · черен офицер на бяло поле b1 · черна дама на бяло поле f1 | 1 |
|   | a | b | c | d | e | f | g | h |   |

Владимир Крамник (2772) – Вишванатан Ананд (2783) 0 – 1 

Финален мач за СП, 3-та партия [D49], Бон (Германия), 17.10.2008

1.d4 d5 2.c4 c6 3.Кf3 Кf6 4.Кc3 e6 5.e3 Кbd7 6.Оd3 d:c4 7.О:c4 О5 8.Оd3 a6 9.e4 c5 10.e5 c:d4 11.К:b5 a:b5 12.e:f6 g:f6 13.0-0 Дb6 14.Дe2 Оb7 15.О:b5 Оd6 16.Td1 Tg8 17.g3 Tg4 18.Оf4 О:f4 19.К:d4 h5 20.К:e6 f:e6 21.T:d7 Цf8 22.Дd3 Tg7 23.T:g7 Ц:g7 24.g:f4 Td8 25.Дe2 Цh6 26.Цf1 Tg8 27.a4 Оg2+ 28.Цe1 Оh3 29.Ta3 Tg1+ 30.Цd2 Дd4+ 31.Цc2 Оg4 32.f3 Оf5+ 33.Оd3 Оh3 34.a5 Tg2 35.a6 T:e2+ 36.О:e2 Оf5+ 37.Цb3 Дe3+ 38.Цa2 Д:e2 39.a7 Дc4+ 40.Цa1 Дf1+ 41.Цa2 Оb1+ (диаграма 1) 0 – 1. 
Вишванатан Ананд – Владимир Крамник 1 – 0

Финален мач за СП, 6-а партия [E34], Бон (Германия), 21.10.2008
1.d4 Kf6 2.c4 e6 3.Kc3 Ob4 4.Дc2. Във втората партия Ананд е играл резкия ход 4.f3. Това е много по-позиционен ход. Белите избягват увреждане на пешечната структура, ако черните играят О:c3+, и играят с малкото предимство на двойката офицери. 4...d5 5.c:d5 Д:d5. Най-солидният отговор, разработен от Олег Романишин. Черните търсят размяна на дамите чрез Дf5 или Дe4. Най-острата игра е 5...e:d5 6.Оg5 c5 и води до много бърза победа на черните. За това напомнят партиите Соколов - Аронян (Торино, 2006) и Ушенина - Костенюк (СП 2008). 6.Кf3 Дf5 7.Дb3. Но Ананд иска да спре противника сложно. 7...Кc6 8.Оd2 0-0 9.h3! (диаграма 2). Новинка! По-рано стандартно е било 9.е3. Това създава на Крамник много загриженост. Ударът на g4 може да бъде прелюдия към атака или да постави черната дама на неудобно квадратче. 9...b6 10.g4 Дa5 11.Тc1 Оb7 12.a3 О:c3 13.О:c3 Дd5 14.Д:d5 Анатолий Карпов тогава е във VIP стаята и отхвърля 14. ... e:d5, тъй като офицерът на b7 ще остане затворен. 14. ...К:d5 15.Оd2.
|   | a | b | c | d | e | f | g | h |   |
| 8 | черен топ на бяло поле a8 · черен офицер на бяло поле c8 · черен топ на черно поле f8 · черен цар на бяло поле g8 · черна пешка на черно поле a7 · черна пешка на бяло поле b7 · черна пешка на черно поле c7 · черна пешка на бяло поле f7 · черна пешка на черно поле g7 · черна пешка на бяло поле h7 · черен кон на бяло поле c6 · черна пешка на бяло поле e6 · черен кон на черно поле f6 · черна дама на бяло поле f5 · черен офицер на черно поле b4 · бяла пешка на черно поле d4 · бяла дама на бяло поле b3 · бял кон на черно поле c3 · бял кон на бяло поле f3 · бяла пешка на бяло поле h3 · бяла пешка на бяло поле a2 · бяла пешка на черно поле b2 · бял офицер на черно поле d2 · бяла пешка на бяло поле e2 · бяла пешка на черно поле f2 · бяла пешка на бяло поле g2 · бял топ на черно поле a1 · бял цар на черно поле e1 · бял офицер на бяло поле f1 · бял топ на бяло поле h1 | черен топ на бяло поле a8 · черен офицер на бяло поле c8 · черен топ на черно поле f8 · черен цар на бяло поле g8 · черна пешка на черно поле a7 · черна пешка на бяло поле b7 · черна пешка на черно поле c7 · черна пешка на бяло поле f7 · черна пешка на черно поле g7 · черна пешка на бяло поле h7 · черен кон на бяло поле c6 · черна пешка на бяло поле e6 · черен кон на черно поле f6 · черна дама на бяло поле f5 · черен офицер на черно поле b4 · бяла пешка на черно поле d4 · бяла дама на бяло поле b3 · бял кон на черно поле c3 · бял кон на бяло поле f3 · бяла пешка на бяло поле h3 · бяла пешка на бяло поле a2 · бяла пешка на черно поле b2 · бял офицер на черно поле d2 · бяла пешка на бяло поле e2 · бяла пешка на черно поле f2 · бяла пешка на бяло поле g2 · бял топ на черно поле a1 · бял цар на черно поле e1 · бял офицер на бяло поле f1 · бял топ на бяло поле h1 | черен топ на бяло поле a8 · черен офицер на бяло поле c8 · черен топ на черно поле f8 · черен цар на бяло поле g8 · черна пешка на черно поле a7 · черна пешка на бяло поле b7 · черна пешка на черно поле c7 · черна пешка на бяло поле f7 · черна пешка на черно поле g7 · черна пешка на бяло поле h7 · черен кон на бяло поле c6 · черна пешка на бяло поле e6 · черен кон на черно поле f6 · черна дама на бяло поле f5 · черен офицер на черно поле b4 · бяла пешка на черно поле d4 · бяла дама на бяло поле b3 · бял кон на черно поле c3 · бял кон на бяло поле f3 · бяла пешка на бяло поле h3 · бяла пешка на бяло поле a2 · бяла пешка на черно поле b2 · бял офицер на черно поле d2 · бяла пешка на бяло поле e2 · бяла пешка на черно поле f2 · бяла пешка на бяло поле g2 · бял топ на черно поле a1 · бял цар на черно поле e1 · бял офицер на бяло поле f1 · бял топ на бяло поле h1 | черен топ на бяло поле a8 · черен офицер на бяло поле c8 · черен топ на черно поле f8 · черен цар на бяло поле g8 · черна пешка на черно поле a7 · черна пешка на бяло поле b7 · черна пешка на черно поле c7 · черна пешка на бяло поле f7 · черна пешка на черно поле g7 · черна пешка на бяло поле h7 · черен кон на бяло поле c6 · черна пешка на бяло поле e6 · черен кон на черно поле f6 · черна дама на бяло поле f5 · черен офицер на черно поле b4 · бяла пешка на черно поле d4 · бяла дама на бяло поле b3 · бял кон на черно поле c3 · бял кон на бяло поле f3 · бяла пешка на бяло поле h3 · бяла пешка на бяло поле a2 · бяла пешка на черно поле b2 · бял офицер на черно поле d2 · бяла пешка на бяло поле e2 · бяла пешка на черно поле f2 · бяла пешка на бяло поле g2 · бял топ на черно поле a1 · бял цар на черно поле e1 · бял офицер на бяло поле f1 · бял топ на бяло поле h1 | черен топ на бяло поле a8 · черен офицер на бяло поле c8 · черен топ на черно поле f8 · черен цар на бяло поле g8 · черна пешка на черно поле a7 · черна пешка на бяло поле b7 · черна пешка на черно поле c7 · черна пешка на бяло поле f7 · черна пешка на черно поле g7 · черна пешка на бяло поле h7 · черен кон на бяло поле c6 · черна пешка на бяло поле e6 · черен кон на черно поле f6 · черна дама на бяло поле f5 · черен офицер на черно поле b4 · бяла пешка на черно поле d4 · бяла дама на бяло поле b3 · бял кон на черно поле c3 · бял кон на бяло поле f3 · бяла пешка на бяло поле h3 · бяла пешка на бяло поле a2 · бяла пешка на черно поле b2 · бял офицер на черно поле d2 · бяла пешка на бяло поле e2 · бяла пешка на черно поле f2 · бяла пешка на бяло поле g2 · бял топ на черно поле a1 · бял цар на черно поле e1 · бял офицер на бяло поле f1 · бял топ на бяло поле h1 | черен топ на бяло поле a8 · черен офицер на бяло поле c8 · черен топ на черно поле f8 · черен цар на бяло поле g8 · черна пешка на черно поле a7 · черна пешка на бяло поле b7 · черна пешка на черно поле c7 · черна пешка на бяло поле f7 · черна пешка на черно поле g7 · черна пешка на бяло поле h7 · черен кон на бяло поле c6 · черна пешка на бяло поле e6 · черен кон на черно поле f6 · черна дама на бяло поле f5 · черен офицер на черно поле b4 · бяла пешка на черно поле d4 · бяла дама на бяло поле b3 · бял кон на черно поле c3 · бял кон на бяло поле f3 · бяла пешка на бяло поле h3 · бяла пешка на бяло поле a2 · бяла пешка на черно поле b2 · бял офицер на черно поле d2 · бяла пешка на бяло поле e2 · бяла пешка на черно поле f2 · бяла пешка на бяло поле g2 · бял топ на черно поле a1 · бял цар на черно поле e1 · бял офицер на бяло поле f1 · бял топ на бяло поле h1 | черен топ на бяло поле a8 · черен офицер на бяло поле c8 · черен топ на черно поле f8 · черен цар на бяло поле g8 · черна пешка на черно поле a7 · черна пешка на бяло поле b7 · черна пешка на черно поле c7 · черна пешка на бяло поле f7 · черна пешка на черно поле g7 · черна пешка на бяло поле h7 · черен кон на бяло поле c6 · черна пешка на бяло поле e6 · черен кон на черно поле f6 · черна дама на бяло поле f5 · черен офицер на черно поле b4 · бяла пешка на черно поле d4 · бяла дама на бяло поле b3 · бял кон на черно поле c3 · бял кон на бяло поле f3 · бяла пешка на бяло поле h3 · бяла пешка на бяло поле a2 · бяла пешка на черно поле b2 · бял офицер на черно поле d2 · бяла пешка на бяло поле e2 · бяла пешка на черно поле f2 · бяла пешка на бяло поле g2 · бял топ на черно поле a1 · бял цар на черно поле e1 · бял офицер на бяло поле f1 · бял топ на бяло поле h1 | черен топ на бяло поле a8 · черен офицер на бяло поле c8 · черен топ на черно поле f8 · черен цар на бяло поле g8 · черна пешка на черно поле a7 · черна пешка на бяло поле b7 · черна пешка на черно поле c7 · черна пешка на бяло поле f7 · черна пешка на черно поле g7 · черна пешка на бяло поле h7 · черен кон на бяло поле c6 · черна пешка на бяло поле e6 · черен кон на черно поле f6 · черна дама на бяло поле f5 · черен офицер на черно поле b4 · бяла пешка на черно поле d4 · бяла дама на бяло поле b3 · бял кон на черно поле c3 · бял кон на бяло поле f3 · бяла пешка на бяло поле h3 · бяла пешка на бяло поле a2 · бяла пешка на черно поле b2 · бял офицер на черно поле d2 · бяла пешка на бяло поле e2 · бяла пешка на черно поле f2 · бяла пешка на бяло поле g2 · бял топ на черно поле a1 · бял цар на черно поле e1 · бял офицер на бяло поле f1 · бял топ на бяло поле h1 | 8 |
| 7 | черен топ на бяло поле a8 · черен офицер на бяло поле c8 · черен топ на черно поле f8 · черен цар на бяло поле g8 · черна пешка на черно поле a7 · черна пешка на бяло поле b7 · черна пешка на черно поле c7 · черна пешка на бяло поле f7 · черна пешка на черно поле g7 · черна пешка на бяло поле h7 · черен кон на бяло поле c6 · черна пешка на бяло поле e6 · черен кон на черно поле f6 · черна дама на бяло поле f5 · черен офицер на черно поле b4 · бяла пешка на черно поле d4 · бяла дама на бяло поле b3 · бял кон на черно поле c3 · бял кон на бяло поле f3 · бяла пешка на бяло поле h3 · бяла пешка на бяло поле a2 · бяла пешка на черно поле b2 · бял офицер на черно поле d2 · бяла пешка на бяло поле e2 · бяла пешка на черно поле f2 · бяла пешка на бяло поле g2 · бял топ на черно поле a1 · бял цар на черно поле e1 · бял офицер на бяло поле f1 · бял топ на бяло поле h1 | черен топ на бяло поле a8 · черен офицер на бяло поле c8 · черен топ на черно поле f8 · черен цар на бяло поле g8 · черна пешка на черно поле a7 · черна пешка на бяло поле b7 · черна пешка на черно поле c7 · черна пешка на бяло поле f7 · черна пешка на черно поле g7 · черна пешка на бяло поле h7 · черен кон на бяло поле c6 · черна пешка на бяло поле e6 · черен кон на черно поле f6 · черна дама на бяло поле f5 · черен офицер на черно поле b4 · бяла пешка на черно поле d4 · бяла дама на бяло поле b3 · бял кон на черно поле c3 · бял кон на бяло поле f3 · бяла пешка на бяло поле h3 · бяла пешка на бяло поле a2 · бяла пешка на черно поле b2 · бял офицер на черно поле d2 · бяла пешка на бяло поле e2 · бяла пешка на черно поле f2 · бяла пешка на бяло поле g2 · бял топ на черно поле a1 · бял цар на черно поле e1 · бял офицер на бяло поле f1 · бял топ на бяло поле h1 | черен топ на бяло поле a8 · черен офицер на бяло поле c8 · черен топ на черно поле f8 · черен цар на бяло поле g8 · черна пешка на черно поле a7 · черна пешка на бяло поле b7 · черна пешка на черно поле c7 · черна пешка на бяло поле f7 · черна пешка на черно поле g7 · черна пешка на бяло поле h7 · черен кон на бяло поле c6 · черна пешка на бяло поле e6 · черен кон на черно поле f6 · черна дама на бяло поле f5 · черен офицер на черно поле b4 · бяла пешка на черно поле d4 · бяла дама на бяло поле b3 · бял кон на черно поле c3 · бял кон на бяло поле f3 · бяла пешка на бяло поле h3 · бяла пешка на бяло поле a2 · бяла пешка на черно поле b2 · бял офицер на черно поле d2 · бяла пешка на бяло поле e2 · бяла пешка на черно поле f2 · бяла пешка на бяло поле g2 · бял топ на черно поле a1 · бял цар на черно поле e1 · бял офицер на бяло поле f1 · бял топ на бяло поле h1 | черен топ на бяло поле a8 · черен офицер на бяло поле c8 · черен топ на черно поле f8 · черен цар на бяло поле g8 · черна пешка на черно поле a7 · черна пешка на бяло поле b7 · черна пешка на черно поле c7 · черна пешка на бяло поле f7 · черна пешка на черно поле g7 · черна пешка на бяло поле h7 · черен кон на бяло поле c6 · черна пешка на бяло поле e6 · черен кон на черно поле f6 · черна дама на бяло поле f5 · черен офицер на черно поле b4 · бяла пешка на черно поле d4 · бяла дама на бяло поле b3 · бял кон на черно поле c3 · бял кон на бяло поле f3 · бяла пешка на бяло поле h3 · бяла пешка на бяло поле a2 · бяла пешка на черно поле b2 · бял офицер на черно поле d2 · бяла пешка на бяло поле e2 · бяла пешка на черно поле f2 · бяла пешка на бяло поле g2 · бял топ на черно поле a1 · бял цар на черно поле e1 · бял офицер на бяло поле f1 · бял топ на бяло поле h1 | черен топ на бяло поле a8 · черен офицер на бяло поле c8 · черен топ на черно поле f8 · черен цар на бяло поле g8 · черна пешка на черно поле a7 · черна пешка на бяло поле b7 · черна пешка на черно поле c7 · черна пешка на бяло поле f7 · черна пешка на черно поле g7 · черна пешка на бяло поле h7 · черен кон на бяло поле c6 · черна пешка на бяло поле e6 · черен кон на черно поле f6 · черна дама на бяло поле f5 · черен офицер на черно поле b4 · бяла пешка на черно поле d4 · бяла дама на бяло поле b3 · бял кон на черно поле c3 · бял кон на бяло поле f3 · бяла пешка на бяло поле h3 · бяла пешка на бяло поле a2 · бяла пешка на черно поле b2 · бял офицер на черно поле d2 · бяла пешка на бяло поле e2 · бяла пешка на черно поле f2 · бяла пешка на бяло поле g2 · бял топ на черно поле a1 · бял цар на черно поле e1 · бял офицер на бяло поле f1 · бял топ на бяло поле h1 | черен топ на бяло поле a8 · черен офицер на бяло поле c8 · черен топ на черно поле f8 · черен цар на бяло поле g8 · черна пешка на черно поле a7 · черна пешка на бяло поле b7 · черна пешка на черно поле c7 · черна пешка на бяло поле f7 · черна пешка на черно поле g7 · черна пешка на бяло поле h7 · черен кон на бяло поле c6 · черна пешка на бяло поле e6 · черен кон на черно поле f6 · черна дама на бяло поле f5 · черен офицер на черно поле b4 · бяла пешка на черно поле d4 · бяла дама на бяло поле b3 · бял кон на черно поле c3 · бял кон на бяло поле f3 · бяла пешка на бяло поле h3 · бяла пешка на бяло поле a2 · бяла пешка на черно поле b2 · бял офицер на черно поле d2 · бяла пешка на бяло поле e2 · бяла пешка на черно поле f2 · бяла пешка на бяло поле g2 · бял топ на черно поле a1 · бял цар на черно поле e1 · бял офицер на бяло поле f1 · бял топ на бяло поле h1 | черен топ на бяло поле a8 · черен офицер на бяло поле c8 · черен топ на черно поле f8 · черен цар на бяло поле g8 · черна пешка на черно поле a7 · черна пешка на бяло поле b7 · черна пешка на черно поле c7 · черна пешка на бяло поле f7 · черна пешка на черно поле g7 · черна пешка на бяло поле h7 · черен кон на бяло поле c6 · черна пешка на бяло поле e6 · черен кон на черно поле f6 · черна дама на бяло поле f5 · черен офицер на черно поле b4 · бяла пешка на черно поле d4 · бяла дама на бяло поле b3 · бял кон на черно поле c3 · бял кон на бяло поле f3 · бяла пешка на бяло поле h3 · бяла пешка на бяло поле a2 · бяла пешка на черно поле b2 · бял офицер на черно поле d2 · бяла пешка на бяло поле e2 · бяла пешка на черно поле f2 · бяла пешка на бяло поле g2 · бял топ на черно поле a1 · бял цар на черно поле e1 · бял офицер на бяло поле f1 · бял топ на бяло поле h1 | черен топ на бяло поле a8 · черен офицер на бяло поле c8 · черен топ на черно поле f8 · черен цар на бяло поле g8 · черна пешка на черно поле a7 · черна пешка на бяло поле b7 · черна пешка на черно поле c7 · черна пешка на бяло поле f7 · черна пешка на черно поле g7 · черна пешка на бяло поле h7 · черен кон на бяло поле c6 · черна пешка на бяло поле e6 · черен кон на черно поле f6 · черна дама на бяло поле f5 · черен офицер на черно поле b4 · бяла пешка на черно поле d4 · бяла дама на бяло поле b3 · бял кон на черно поле c3 · бял кон на бяло поле f3 · бяла пешка на бяло поле h3 · бяла пешка на бяло поле a2 · бяла пешка на черно поле b2 · бял офицер на черно поле d2 · бяла пешка на бяло поле e2 · бяла пешка на черно поле f2 · бяла пешка на бяло поле g2 · бял топ на черно поле a1 · бял цар на черно поле e1 · бял офицер на бяло поле f1 · бял топ на бяло поле h1 | 7 |
| 6 | черен топ на бяло поле a8 · черен офицер на бяло поле c8 · черен топ на черно поле f8 · черен цар на бяло поле g8 · черна пешка на черно поле a7 · черна пешка на бяло поле b7 · черна пешка на черно поле c7 · черна пешка на бяло поле f7 · черна пешка на черно поле g7 · черна пешка на бяло поле h7 · черен кон на бяло поле c6 · черна пешка на бяло поле e6 · черен кон на черно поле f6 · черна дама на бяло поле f5 · черен офицер на черно поле b4 · бяла пешка на черно поле d4 · бяла дама на бяло поле b3 · бял кон на черно поле c3 · бял кон на бяло поле f3 · бяла пешка на бяло поле h3 · бяла пешка на бяло поле a2 · бяла пешка на черно поле b2 · бял офицер на черно поле d2 · бяла пешка на бяло поле e2 · бяла пешка на черно поле f2 · бяла пешка на бяло поле g2 · бял топ на черно поле a1 · бял цар на черно поле e1 · бял офицер на бяло поле f1 · бял топ на бяло поле h1 | черен топ на бяло поле a8 · черен офицер на бяло поле c8 · черен топ на черно поле f8 · черен цар на бяло поле g8 · черна пешка на черно поле a7 · черна пешка на бяло поле b7 · черна пешка на черно поле c7 · черна пешка на бяло поле f7 · черна пешка на черно поле g7 · черна пешка на бяло поле h7 · черен кон на бяло поле c6 · черна пешка на бяло поле e6 · черен кон на черно поле f6 · черна дама на бяло поле f5 · черен офицер на черно поле b4 · бяла пешка на черно поле d4 · бяла дама на бяло поле b3 · бял кон на черно поле c3 · бял кон на бяло поле f3 · бяла пешка на бяло поле h3 · бяла пешка на бяло поле a2 · бяла пешка на черно поле b2 · бял офицер на черно поле d2 · бяла пешка на бяло поле e2 · бяла пешка на черно поле f2 · бяла пешка на бяло поле g2 · бял топ на черно поле a1 · бял цар на черно поле e1 · бял офицер на бяло поле f1 · бял топ на бяло поле h1 | черен топ на бяло поле a8 · черен офицер на бяло поле c8 · черен топ на черно поле f8 · черен цар на бяло поле g8 · черна пешка на черно поле a7 · черна пешка на бяло поле b7 · черна пешка на черно поле c7 · черна пешка на бяло поле f7 · черна пешка на черно поле g7 · черна пешка на бяло поле h7 · черен кон на бяло поле c6 · черна пешка на бяло поле e6 · черен кон на черно поле f6 · черна дама на бяло поле f5 · черен офицер на черно поле b4 · бяла пешка на черно поле d4 · бяла дама на бяло поле b3 · бял кон на черно поле c3 · бял кон на бяло поле f3 · бяла пешка на бяло поле h3 · бяла пешка на бяло поле a2 · бяла пешка на черно поле b2 · бял офицер на черно поле d2 · бяла пешка на бяло поле e2 · бяла пешка на черно поле f2 · бяла пешка на бяло поле g2 · бял топ на черно поле a1 · бял цар на черно поле e1 · бял офицер на бяло поле f1 · бял топ на бяло поле h1 | черен топ на бяло поле a8 · черен офицер на бяло поле c8 · черен топ на черно поле f8 · черен цар на бяло поле g8 · черна пешка на черно поле a7 · черна пешка на бяло поле b7 · черна пешка на черно поле c7 · черна пешка на бяло поле f7 · черна пешка на черно поле g7 · черна пешка на бяло поле h7 · черен кон на бяло поле c6 · черна пешка на бяло поле e6 · черен кон на черно поле f6 · черна дама на бяло поле f5 · черен офицер на черно поле b4 · бяла пешка на черно поле d4 · бяла дама на бяло поле b3 · бял кон на черно поле c3 · бял кон на бяло поле f3 · бяла пешка на бяло поле h3 · бяла пешка на бяло поле a2 · бяла пешка на черно поле b2 · бял офицер на черно поле d2 · бяла пешка на бяло поле e2 · бяла пешка на черно поле f2 · бяла пешка на бяло поле g2 · бял топ на черно поле a1 · бял цар на черно поле e1 · бял офицер на бяло поле f1 · бял топ на бяло поле h1 | черен топ на бяло поле a8 · черен офицер на бяло поле c8 · черен топ на черно поле f8 · черен цар на бяло поле g8 · черна пешка на черно поле a7 · черна пешка на бяло поле b7 · черна пешка на черно поле c7 · черна пешка на бяло поле f7 · черна пешка на черно поле g7 · черна пешка на бяло поле h7 · черен кон на бяло поле c6 · черна пешка на бяло поле e6 · черен кон на черно поле f6 · черна дама на бяло поле f5 · черен офицер на черно поле b4 · бяла пешка на черно поле d4 · бяла дама на бяло поле b3 · бял кон на черно поле c3 · бял кон на бяло поле f3 · бяла пешка на бяло поле h3 · бяла пешка на бяло поле a2 · бяла пешка на черно поле b2 · бял офицер на черно поле d2 · бяла пешка на бяло поле e2 · бяла пешка на черно поле f2 · бяла пешка на бяло поле g2 · бял топ на черно поле a1 · бял цар на черно поле e1 · бял офицер на бяло поле f1 · бял топ на бяло поле h1 | черен топ на бяло поле a8 · черен офицер на бяло поле c8 · черен топ на черно поле f8 · черен цар на бяло поле g8 · черна пешка на черно поле a7 · черна пешка на бяло поле b7 · черна пешка на черно поле c7 · черна пешка на бяло поле f7 · черна пешка на черно поле g7 · черна пешка на бяло поле h7 · черен кон на бяло поле c6 · черна пешка на бяло поле e6 · черен кон на черно поле f6 · черна дама на бяло поле f5 · черен офицер на черно поле b4 · бяла пешка на черно поле d4 · бяла дама на бяло поле b3 · бял кон на черно поле c3 · бял кон на бяло поле f3 · бяла пешка на бяло поле h3 · бяла пешка на бяло поле a2 · бяла пешка на черно поле b2 · бял офицер на черно поле d2 · бяла пешка на бяло поле e2 · бяла пешка на черно поле f2 · бяла пешка на бяло поле g2 · бял топ на черно поле a1 · бял цар на черно поле e1 · бял офицер на бяло поле f1 · бял топ на бяло поле h1 | черен топ на бяло поле a8 · черен офицер на бяло поле c8 · черен топ на черно поле f8 · черен цар на бяло поле g8 · черна пешка на черно поле a7 · черна пешка на бяло поле b7 · черна пешка на черно поле c7 · черна пешка на бяло поле f7 · черна пешка на черно поле g7 · черна пешка на бяло поле h7 · черен кон на бяло поле c6 · черна пешка на бяло поле e6 · черен кон на черно поле f6 · черна дама на бяло поле f5 · черен офицер на черно поле b4 · бяла пешка на черно поле d4 · бяла дама на бяло поле b3 · бял кон на черно поле c3 · бял кон на бяло поле f3 · бяла пешка на бяло поле h3 · бяла пешка на бяло поле a2 · бяла пешка на черно поле b2 · бял офицер на черно поле d2 · бяла пешка на бяло поле e2 · бяла пешка на черно поле f2 · бяла пешка на бяло поле g2 · бял топ на черно поле a1 · бял цар на черно поле e1 · бял офицер на бяло поле f1 · бял топ на бяло поле h1 | черен топ на бяло поле a8 · черен офицер на бяло поле c8 · черен топ на черно поле f8 · черен цар на бяло поле g8 · черна пешка на черно поле a7 · черна пешка на бяло поле b7 · черна пешка на черно поле c7 · черна пешка на бяло поле f7 · черна пешка на черно поле g7 · черна пешка на бяло поле h7 · черен кон на бяло поле c6 · черна пешка на бяло поле e6 · черен кон на черно поле f6 · черна дама на бяло поле f5 · черен офицер на черно поле b4 · бяла пешка на черно поле d4 · бяла дама на бяло поле b3 · бял кон на черно поле c3 · бял кон на бяло поле f3 · бяла пешка на бяло поле h3 · бяла пешка на бяло поле a2 · бяла пешка на черно поле b2 · бял офицер на черно поле d2 · бяла пешка на бяло поле e2 · бяла пешка на черно поле f2 · бяла пешка на бяло поле g2 · бял топ на черно поле a1 · бял цар на черно поле e1 · бял офицер на бяло поле f1 · бял топ на бяло поле h1 | 6 |
| 5 | черен топ на бяло поле a8 · черен офицер на бяло поле c8 · черен топ на черно поле f8 · черен цар на бяло поле g8 · черна пешка на черно поле a7 · черна пешка на бяло поле b7 · черна пешка на черно поле c7 · черна пешка на бяло поле f7 · черна пешка на черно поле g7 · черна пешка на бяло поле h7 · черен кон на бяло поле c6 · черна пешка на бяло поле e6 · черен кон на черно поле f6 · черна дама на бяло поле f5 · черен офицер на черно поле b4 · бяла пешка на черно поле d4 · бяла дама на бяло поле b3 · бял кон на черно поле c3 · бял кон на бяло поле f3 · бяла пешка на бяло поле h3 · бяла пешка на бяло поле a2 · бяла пешка на черно поле b2 · бял офицер на черно поле d2 · бяла пешка на бяло поле e2 · бяла пешка на черно поле f2 · бяла пешка на бяло поле g2 · бял топ на черно поле a1 · бял цар на черно поле e1 · бял офицер на бяло поле f1 · бял топ на бяло поле h1 | черен топ на бяло поле a8 · черен офицер на бяло поле c8 · черен топ на черно поле f8 · черен цар на бяло поле g8 · черна пешка на черно поле a7 · черна пешка на бяло поле b7 · черна пешка на черно поле c7 · черна пешка на бяло поле f7 · черна пешка на черно поле g7 · черна пешка на бяло поле h7 · черен кон на бяло поле c6 · черна пешка на бяло поле e6 · черен кон на черно поле f6 · черна дама на бяло поле f5 · черен офицер на черно поле b4 · бяла пешка на черно поле d4 · бяла дама на бяло поле b3 · бял кон на черно поле c3 · бял кон на бяло поле f3 · бяла пешка на бяло поле h3 · бяла пешка на бяло поле a2 · бяла пешка на черно поле b2 · бял офицер на черно поле d2 · бяла пешка на бяло поле e2 · бяла пешка на черно поле f2 · бяла пешка на бяло поле g2 · бял топ на черно поле a1 · бял цар на черно поле e1 · бял офицер на бяло поле f1 · бял топ на бяло поле h1 | черен топ на бяло поле a8 · черен офицер на бяло поле c8 · черен топ на черно поле f8 · черен цар на бяло поле g8 · черна пешка на черно поле a7 · черна пешка на бяло поле b7 · черна пешка на черно поле c7 · черна пешка на бяло поле f7 · черна пешка на черно поле g7 · черна пешка на бяло поле h7 · черен кон на бяло поле c6 · черна пешка на бяло поле e6 · черен кон на черно поле f6 · черна дама на бяло поле f5 · черен офицер на черно поле b4 · бяла пешка на черно поле d4 · бяла дама на бяло поле b3 · бял кон на черно поле c3 · бял кон на бяло поле f3 · бяла пешка на бяло поле h3 · бяла пешка на бяло поле a2 · бяла пешка на черно поле b2 · бял офицер на черно поле d2 · бяла пешка на бяло поле e2 · бяла пешка на черно поле f2 · бяла пешка на бяло поле g2 · бял топ на черно поле a1 · бял цар на черно поле e1 · бял офицер на бяло поле f1 · бял топ на бяло поле h1 | черен топ на бяло поле a8 · черен офицер на бяло поле c8 · черен топ на черно поле f8 · черен цар на бяло поле g8 · черна пешка на черно поле a7 · черна пешка на бяло поле b7 · черна пешка на черно поле c7 · черна пешка на бяло поле f7 · черна пешка на черно поле g7 · черна пешка на бяло поле h7 · черен кон на бяло поле c6 · черна пешка на бяло поле e6 · черен кон на черно поле f6 · черна дама на бяло поле f5 · черен офицер на черно поле b4 · бяла пешка на черно поле d4 · бяла дама на бяло поле b3 · бял кон на черно поле c3 · бял кон на бяло поле f3 · бяла пешка на бяло поле h3 · бяла пешка на бяло поле a2 · бяла пешка на черно поле b2 · бял офицер на черно поле d2 · бяла пешка на бяло поле e2 · бяла пешка на черно поле f2 · бяла пешка на бяло поле g2 · бял топ на черно поле a1 · бял цар на черно поле e1 · бял офицер на бяло поле f1 · бял топ на бяло поле h1 | черен топ на бяло поле a8 · черен офицер на бяло поле c8 · черен топ на черно поле f8 · черен цар на бяло поле g8 · черна пешка на черно поле a7 · черна пешка на бяло поле b7 · черна пешка на черно поле c7 · черна пешка на бяло поле f7 · черна пешка на черно поле g7 · черна пешка на бяло поле h7 · черен кон на бяло поле c6 · черна пешка на бяло поле e6 · черен кон на черно поле f6 · черна дама на бяло поле f5 · черен офицер на черно поле b4 · бяла пешка на черно поле d4 · бяла дама на бяло поле b3 · бял кон на черно поле c3 · бял кон на бяло поле f3 · бяла пешка на бяло поле h3 · бяла пешка на бяло поле a2 · бяла пешка на черно поле b2 · бял офицер на черно поле d2 · бяла пешка на бяло поле e2 · бяла пешка на черно поле f2 · бяла пешка на бяло поле g2 · бял топ на черно поле a1 · бял цар на черно поле e1 · бял офицер на бяло поле f1 · бял топ на бяло поле h1 | черен топ на бяло поле a8 · черен офицер на бяло поле c8 · черен топ на черно поле f8 · черен цар на бяло поле g8 · черна пешка на черно поле a7 · черна пешка на бяло поле b7 · черна пешка на черно поле c7 · черна пешка на бяло поле f7 · черна пешка на черно поле g7 · черна пешка на бяло поле h7 · черен кон на бяло поле c6 · черна пешка на бяло поле e6 · черен кон на черно поле f6 · черна дама на бяло поле f5 · черен офицер на черно поле b4 · бяла пешка на черно поле d4 · бяла дама на бяло поле b3 · бял кон на черно поле c3 · бял кон на бяло поле f3 · бяла пешка на бяло поле h3 · бяла пешка на бяло поле a2 · бяла пешка на черно поле b2 · бял офицер на черно поле d2 · бяла пешка на бяло поле e2 · бяла пешка на черно поле f2 · бяла пешка на бяло поле g2 · бял топ на черно поле a1 · бял цар на черно поле e1 · бял офицер на бяло поле f1 · бял топ на бяло поле h1 | черен топ на бяло поле a8 · черен офицер на бяло поле c8 · черен топ на черно поле f8 · черен цар на бяло поле g8 · черна пешка на черно поле a7 · черна пешка на бяло поле b7 · черна пешка на черно поле c7 · черна пешка на бяло поле f7 · черна пешка на черно поле g7 · черна пешка на бяло поле h7 · черен кон на бяло поле c6 · черна пешка на бяло поле e6 · черен кон на черно поле f6 · черна дама на бяло поле f5 · черен офицер на черно поле b4 · бяла пешка на черно поле d4 · бяла дама на бяло поле b3 · бял кон на черно поле c3 · бял кон на бяло поле f3 · бяла пешка на бяло поле h3 · бяла пешка на бяло поле a2 · бяла пешка на черно поле b2 · бял офицер на черно поле d2 · бяла пешка на бяло поле e2 · бяла пешка на черно поле f2 · бяла пешка на бяло поле g2 · бял топ на черно поле a1 · бял цар на черно поле e1 · бял офицер на бяло поле f1 · бял топ на бяло поле h1 | черен топ на бяло поле a8 · черен офицер на бяло поле c8 · черен топ на черно поле f8 · черен цар на бяло поле g8 · черна пешка на черно поле a7 · черна пешка на бяло поле b7 · черна пешка на черно поле c7 · черна пешка на бяло поле f7 · черна пешка на черно поле g7 · черна пешка на бяло поле h7 · черен кон на бяло поле c6 · черна пешка на бяло поле e6 · черен кон на черно поле f6 · черна дама на бяло поле f5 · черен офицер на черно поле b4 · бяла пешка на черно поле d4 · бяла дама на бяло поле b3 · бял кон на черно поле c3 · бял кон на бяло поле f3 · бяла пешка на бяло поле h3 · бяла пешка на бяло поле a2 · бяла пешка на черно поле b2 · бял офицер на черно поле d2 · бяла пешка на бяло поле e2 · бяла пешка на черно поле f2 · бяла пешка на бяло поле g2 · бял топ на черно поле a1 · бял цар на черно поле e1 · бял офицер на бяло поле f1 · бял топ на бяло поле h1 | 5 |
| 4 | черен топ на бяло поле a8 · черен офицер на бяло поле c8 · черен топ на черно поле f8 · черен цар на бяло поле g8 · черна пешка на черно поле a7 · черна пешка на бяло поле b7 · черна пешка на черно поле c7 · черна пешка на бяло поле f7 · черна пешка на черно поле g7 · черна пешка на бяло поле h7 · черен кон на бяло поле c6 · черна пешка на бяло поле e6 · черен кон на черно поле f6 · черна дама на бяло поле f5 · черен офицер на черно поле b4 · бяла пешка на черно поле d4 · бяла дама на бяло поле b3 · бял кон на черно поле c3 · бял кон на бяло поле f3 · бяла пешка на бяло поле h3 · бяла пешка на бяло поле a2 · бяла пешка на черно поле b2 · бял офицер на черно поле d2 · бяла пешка на бяло поле e2 · бяла пешка на черно поле f2 · бяла пешка на бяло поле g2 · бял топ на черно поле a1 · бял цар на черно поле e1 · бял офицер на бяло поле f1 · бял топ на бяло поле h1 | черен топ на бяло поле a8 · черен офицер на бяло поле c8 · черен топ на черно поле f8 · черен цар на бяло поле g8 · черна пешка на черно поле a7 · черна пешка на бяло поле b7 · черна пешка на черно поле c7 · черна пешка на бяло поле f7 · черна пешка на черно поле g7 · черна пешка на бяло поле h7 · черен кон на бяло поле c6 · черна пешка на бяло поле e6 · черен кон на черно поле f6 · черна дама на бяло поле f5 · черен офицер на черно поле b4 · бяла пешка на черно поле d4 · бяла дама на бяло поле b3 · бял кон на черно поле c3 · бял кон на бяло поле f3 · бяла пешка на бяло поле h3 · бяла пешка на бяло поле a2 · бяла пешка на черно поле b2 · бял офицер на черно поле d2 · бяла пешка на бяло поле e2 · бяла пешка на черно поле f2 · бяла пешка на бяло поле g2 · бял топ на черно поле a1 · бял цар на черно поле e1 · бял офицер на бяло поле f1 · бял топ на бяло поле h1 | черен топ на бяло поле a8 · черен офицер на бяло поле c8 · черен топ на черно поле f8 · черен цар на бяло поле g8 · черна пешка на черно поле a7 · черна пешка на бяло поле b7 · черна пешка на черно поле c7 · черна пешка на бяло поле f7 · черна пешка на черно поле g7 · черна пешка на бяло поле h7 · черен кон на бяло поле c6 · черна пешка на бяло поле e6 · черен кон на черно поле f6 · черна дама на бяло поле f5 · черен офицер на черно поле b4 · бяла пешка на черно поле d4 · бяла дама на бяло поле b3 · бял кон на черно поле c3 · бял кон на бяло поле f3 · бяла пешка на бяло поле h3 · бяла пешка на бяло поле a2 · бяла пешка на черно поле b2 · бял офицер на черно поле d2 · бяла пешка на бяло поле e2 · бяла пешка на черно поле f2 · бяла пешка на бяло поле g2 · бял топ на черно поле a1 · бял цар на черно поле e1 · бял офицер на бяло поле f1 · бял топ на бяло поле h1 | черен топ на бяло поле a8 · черен офицер на бяло поле c8 · черен топ на черно поле f8 · черен цар на бяло поле g8 · черна пешка на черно поле a7 · черна пешка на бяло поле b7 · черна пешка на черно поле c7 · черна пешка на бяло поле f7 · черна пешка на черно поле g7 · черна пешка на бяло поле h7 · черен кон на бяло поле c6 · черна пешка на бяло поле e6 · черен кон на черно поле f6 · черна дама на бяло поле f5 · черен офицер на черно поле b4 · бяла пешка на черно поле d4 · бяла дама на бяло поле b3 · бял кон на черно поле c3 · бял кон на бяло поле f3 · бяла пешка на бяло поле h3 · бяла пешка на бяло поле a2 · бяла пешка на черно поле b2 · бял офицер на черно поле d2 · бяла пешка на бяло поле e2 · бяла пешка на черно поле f2 · бяла пешка на бяло поле g2 · бял топ на черно поле a1 · бял цар на черно поле e1 · бял офицер на бяло поле f1 · бял топ на бяло поле h1 | черен топ на бяло поле a8 · черен офицер на бяло поле c8 · черен топ на черно поле f8 · черен цар на бяло поле g8 · черна пешка на черно поле a7 · черна пешка на бяло поле b7 · черна пешка на черно поле c7 · черна пешка на бяло поле f7 · черна пешка на черно поле g7 · черна пешка на бяло поле h7 · черен кон на бяло поле c6 · черна пешка на бяло поле e6 · черен кон на черно поле f6 · черна дама на бяло поле f5 · черен офицер на черно поле b4 · бяла пешка на черно поле d4 · бяла дама на бяло поле b3 · бял кон на черно поле c3 · бял кон на бяло поле f3 · бяла пешка на бяло поле h3 · бяла пешка на бяло поле a2 · бяла пешка на черно поле b2 · бял офицер на черно поле d2 · бяла пешка на бяло поле e2 · бяла пешка на черно поле f2 · бяла пешка на бяло поле g2 · бял топ на черно поле a1 · бял цар на черно поле e1 · бял офицер на бяло поле f1 · бял топ на бяло поле h1 | черен топ на бяло поле a8 · черен офицер на бяло поле c8 · черен топ на черно поле f8 · черен цар на бяло поле g8 · черна пешка на черно поле a7 · черна пешка на бяло поле b7 · черна пешка на черно поле c7 · черна пешка на бяло поле f7 · черна пешка на черно поле g7 · черна пешка на бяло поле h7 · черен кон на бяло поле c6 · черна пешка на бяло поле e6 · черен кон на черно поле f6 · черна дама на бяло поле f5 · черен офицер на черно поле b4 · бяла пешка на черно поле d4 · бяла дама на бяло поле b3 · бял кон на черно поле c3 · бял кон на бяло поле f3 · бяла пешка на бяло поле h3 · бяла пешка на бяло поле a2 · бяла пешка на черно поле b2 · бял офицер на черно поле d2 · бяла пешка на бяло поле e2 · бяла пешка на черно поле f2 · бяла пешка на бяло поле g2 · бял топ на черно поле a1 · бял цар на черно поле e1 · бял офицер на бяло поле f1 · бял топ на бяло поле h1 | черен топ на бяло поле a8 · черен офицер на бяло поле c8 · черен топ на черно поле f8 · черен цар на бяло поле g8 · черна пешка на черно поле a7 · черна пешка на бяло поле b7 · черна пешка на черно поле c7 · черна пешка на бяло поле f7 · черна пешка на черно поле g7 · черна пешка на бяло поле h7 · черен кон на бяло поле c6 · черна пешка на бяло поле e6 · черен кон на черно поле f6 · черна дама на бяло поле f5 · черен офицер на черно поле b4 · бяла пешка на черно поле d4 · бяла дама на бяло поле b3 · бял кон на черно поле c3 · бял кон на бяло поле f3 · бяла пешка на бяло поле h3 · бяла пешка на бяло поле a2 · бяла пешка на черно поле b2 · бял офицер на черно поле d2 · бяла пешка на бяло поле e2 · бяла пешка на черно поле f2 · бяла пешка на бяло поле g2 · бял топ на черно поле a1 · бял цар на черно поле e1 · бял офицер на бяло поле f1 · бял топ на бяло поле h1 | черен топ на бяло поле a8 · черен офицер на бяло поле c8 · черен топ на черно поле f8 · черен цар на бяло поле g8 · черна пешка на черно поле a7 · черна пешка на бяло поле b7 · черна пешка на черно поле c7 · черна пешка на бяло поле f7 · черна пешка на черно поле g7 · черна пешка на бяло поле h7 · черен кон на бяло поле c6 · черна пешка на бяло поле e6 · черен кон на черно поле f6 · черна дама на бяло поле f5 · черен офицер на черно поле b4 · бяла пешка на черно поле d4 · бяла дама на бяло поле b3 · бял кон на черно поле c3 · бял кон на бяло поле f3 · бяла пешка на бяло поле h3 · бяла пешка на бяло поле a2 · бяла пешка на черно поле b2 · бял офицер на черно поле d2 · бяла пешка на бяло поле e2 · бяла пешка на черно поле f2 · бяла пешка на бяло поле g2 · бял топ на черно поле a1 · бял цар на черно поле e1 · бял офицер на бяло поле f1 · бял топ на бяло поле h1 | 4 |
| 3 | черен топ на бяло поле a8 · черен офицер на бяло поле c8 · черен топ на черно поле f8 · черен цар на бяло поле g8 · черна пешка на черно поле a7 · черна пешка на бяло поле b7 · черна пешка на черно поле c7 · черна пешка на бяло поле f7 · черна пешка на черно поле g7 · черна пешка на бяло поле h7 · черен кон на бяло поле c6 · черна пешка на бяло поле e6 · черен кон на черно поле f6 · черна дама на бяло поле f5 · черен офицер на черно поле b4 · бяла пешка на черно поле d4 · бяла дама на бяло поле b3 · бял кон на черно поле c3 · бял кон на бяло поле f3 · бяла пешка на бяло поле h3 · бяла пешка на бяло поле a2 · бяла пешка на черно поле b2 · бял офицер на черно поле d2 · бяла пешка на бяло поле e2 · бяла пешка на черно поле f2 · бяла пешка на бяло поле g2 · бял топ на черно поле a1 · бял цар на черно поле e1 · бял офицер на бяло поле f1 · бял топ на бяло поле h1 | черен топ на бяло поле a8 · черен офицер на бяло поле c8 · черен топ на черно поле f8 · черен цар на бяло поле g8 · черна пешка на черно поле a7 · черна пешка на бяло поле b7 · черна пешка на черно поле c7 · черна пешка на бяло поле f7 · черна пешка на черно поле g7 · черна пешка на бяло поле h7 · черен кон на бяло поле c6 · черна пешка на бяло поле e6 · черен кон на черно поле f6 · черна дама на бяло поле f5 · черен офицер на черно поле b4 · бяла пешка на черно поле d4 · бяла дама на бяло поле b3 · бял кон на черно поле c3 · бял кон на бяло поле f3 · бяла пешка на бяло поле h3 · бяла пешка на бяло поле a2 · бяла пешка на черно поле b2 · бял офицер на черно поле d2 · бяла пешка на бяло поле e2 · бяла пешка на черно поле f2 · бяла пешка на бяло поле g2 · бял топ на черно поле a1 · бял цар на черно поле e1 · бял офицер на бяло поле f1 · бял топ на бяло поле h1 | черен топ на бяло поле a8 · черен офицер на бяло поле c8 · черен топ на черно поле f8 · черен цар на бяло поле g8 · черна пешка на черно поле a7 · черна пешка на бяло поле b7 · черна пешка на черно поле c7 · черна пешка на бяло поле f7 · черна пешка на черно поле g7 · черна пешка на бяло поле h7 · черен кон на бяло поле c6 · черна пешка на бяло поле e6 · черен кон на черно поле f6 · черна дама на бяло поле f5 · черен офицер на черно поле b4 · бяла пешка на черно поле d4 · бяла дама на бяло поле b3 · бял кон на черно поле c3 · бял кон на бяло поле f3 · бяла пешка на бяло поле h3 · бяла пешка на бяло поле a2 · бяла пешка на черно поле b2 · бял офицер на черно поле d2 · бяла пешка на бяло поле e2 · бяла пешка на черно поле f2 · бяла пешка на бяло поле g2 · бял топ на черно поле a1 · бял цар на черно поле e1 · бял офицер на бяло поле f1 · бял топ на бяло поле h1 | черен топ на бяло поле a8 · черен офицер на бяло поле c8 · черен топ на черно поле f8 · черен цар на бяло поле g8 · черна пешка на черно поле a7 · черна пешка на бяло поле b7 · черна пешка на черно поле c7 · черна пешка на бяло поле f7 · черна пешка на черно поле g7 · черна пешка на бяло поле h7 · черен кон на бяло поле c6 · черна пешка на бяло поле e6 · черен кон на черно поле f6 · черна дама на бяло поле f5 · черен офицер на черно поле b4 · бяла пешка на черно поле d4 · бяла дама на бяло поле b3 · бял кон на черно поле c3 · бял кон на бяло поле f3 · бяла пешка на бяло поле h3 · бяла пешка на бяло поле a2 · бяла пешка на черно поле b2 · бял офицер на черно поле d2 · бяла пешка на бяло поле e2 · бяла пешка на черно поле f2 · бяла пешка на бяло поле g2 · бял топ на черно поле a1 · бял цар на черно поле e1 · бял офицер на бяло поле f1 · бял топ на бяло поле h1 | черен топ на бяло поле a8 · черен офицер на бяло поле c8 · черен топ на черно поле f8 · черен цар на бяло поле g8 · черна пешка на черно поле a7 · черна пешка на бяло поле b7 · черна пешка на черно поле c7 · черна пешка на бяло поле f7 · черна пешка на черно поле g7 · черна пешка на бяло поле h7 · черен кон на бяло поле c6 · черна пешка на бяло поле e6 · черен кон на черно поле f6 · черна дама на бяло поле f5 · черен офицер на черно поле b4 · бяла пешка на черно поле d4 · бяла дама на бяло поле b3 · бял кон на черно поле c3 · бял кон на бяло поле f3 · бяла пешка на бяло поле h3 · бяла пешка на бяло поле a2 · бяла пешка на черно поле b2 · бял офицер на черно поле d2 · бяла пешка на бяло поле e2 · бяла пешка на черно поле f2 · бяла пешка на бяло поле g2 · бял топ на черно поле a1 · бял цар на черно поле e1 · бял офицер на бяло поле f1 · бял топ на бяло поле h1 | черен топ на бяло поле a8 · черен офицер на бяло поле c8 · черен топ на черно поле f8 · черен цар на бяло поле g8 · черна пешка на черно поле a7 · черна пешка на бяло поле b7 · черна пешка на черно поле c7 · черна пешка на бяло поле f7 · черна пешка на черно поле g7 · черна пешка на бяло поле h7 · черен кон на бяло поле c6 · черна пешка на бяло поле e6 · черен кон на черно поле f6 · черна дама на бяло поле f5 · черен офицер на черно поле b4 · бяла пешка на черно поле d4 · бяла дама на бяло поле b3 · бял кон на черно поле c3 · бял кон на бяло поле f3 · бяла пешка на бяло поле h3 · бяла пешка на бяло поле a2 · бяла пешка на черно поле b2 · бял офицер на черно поле d2 · бяла пешка на бяло поле e2 · бяла пешка на черно поле f2 · бяла пешка на бяло поле g2 · бял топ на черно поле a1 · бял цар на черно поле e1 · бял офицер на бяло поле f1 · бял топ на бяло поле h1 | черен топ на бяло поле a8 · черен офицер на бяло поле c8 · черен топ на черно поле f8 · черен цар на бяло поле g8 · черна пешка на черно поле a7 · черна пешка на бяло поле b7 · черна пешка на черно поле c7 · черна пешка на бяло поле f7 · черна пешка на черно поле g7 · черна пешка на бяло поле h7 · черен кон на бяло поле c6 · черна пешка на бяло поле e6 · черен кон на черно поле f6 · черна дама на бяло поле f5 · черен офицер на черно поле b4 · бяла пешка на черно поле d4 · бяла дама на бяло поле b3 · бял кон на черно поле c3 · бял кон на бяло поле f3 · бяла пешка на бяло поле h3 · бяла пешка на бяло поле a2 · бяла пешка на черно поле b2 · бял офицер на черно поле d2 · бяла пешка на бяло поле e2 · бяла пешка на черно поле f2 · бяла пешка на бяло поле g2 · бял топ на черно поле a1 · бял цар на черно поле e1 · бял офицер на бяло поле f1 · бял топ на бяло поле h1 | черен топ на бяло поле a8 · черен офицер на бяло поле c8 · черен топ на черно поле f8 · черен цар на бяло поле g8 · черна пешка на черно поле a7 · черна пешка на бяло поле b7 · черна пешка на черно поле c7 · черна пешка на бяло поле f7 · черна пешка на черно поле g7 · черна пешка на бяло поле h7 · черен кон на бяло поле c6 · черна пешка на бяло поле e6 · черен кон на черно поле f6 · черна дама на бяло поле f5 · черен офицер на черно поле b4 · бяла пешка на черно поле d4 · бяла дама на бяло поле b3 · бял кон на черно поле c3 · бял кон на бяло поле f3 · бяла пешка на бяло поле h3 · бяла пешка на бяло поле a2 · бяла пешка на черно поле b2 · бял офицер на черно поле d2 · бяла пешка на бяло поле e2 · бяла пешка на черно поле f2 · бяла пешка на бяло поле g2 · бял топ на черно поле a1 · бял цар на черно поле e1 · бял офицер на бяло поле f1 · бял топ на бяло поле h1 | 3 |
| 2 | черен топ на бяло поле a8 · черен офицер на бяло поле c8 · черен топ на черно поле f8 · черен цар на бяло поле g8 · черна пешка на черно поле a7 · черна пешка на бяло поле b7 · черна пешка на черно поле c7 · черна пешка на бяло поле f7 · черна пешка на черно поле g7 · черна пешка на бяло поле h7 · черен кон на бяло поле c6 · черна пешка на бяло поле e6 · черен кон на черно поле f6 · черна дама на бяло поле f5 · черен офицер на черно поле b4 · бяла пешка на черно поле d4 · бяла дама на бяло поле b3 · бял кон на черно поле c3 · бял кон на бяло поле f3 · бяла пешка на бяло поле h3 · бяла пешка на бяло поле a2 · бяла пешка на черно поле b2 · бял офицер на черно поле d2 · бяла пешка на бяло поле e2 · бяла пешка на черно поле f2 · бяла пешка на бяло поле g2 · бял топ на черно поле a1 · бял цар на черно поле e1 · бял офицер на бяло поле f1 · бял топ на бяло поле h1 | черен топ на бяло поле a8 · черен офицер на бяло поле c8 · черен топ на черно поле f8 · черен цар на бяло поле g8 · черна пешка на черно поле a7 · черна пешка на бяло поле b7 · черна пешка на черно поле c7 · черна пешка на бяло поле f7 · черна пешка на черно поле g7 · черна пешка на бяло поле h7 · черен кон на бяло поле c6 · черна пешка на бяло поле e6 · черен кон на черно поле f6 · черна дама на бяло поле f5 · черен офицер на черно поле b4 · бяла пешка на черно поле d4 · бяла дама на бяло поле b3 · бял кон на черно поле c3 · бял кон на бяло поле f3 · бяла пешка на бяло поле h3 · бяла пешка на бяло поле a2 · бяла пешка на черно поле b2 · бял офицер на черно поле d2 · бяла пешка на бяло поле e2 · бяла пешка на черно поле f2 · бяла пешка на бяло поле g2 · бял топ на черно поле a1 · бял цар на черно поле e1 · бял офицер на бяло поле f1 · бял топ на бяло поле h1 | черен топ на бяло поле a8 · черен офицер на бяло поле c8 · черен топ на черно поле f8 · черен цар на бяло поле g8 · черна пешка на черно поле a7 · черна пешка на бяло поле b7 · черна пешка на черно поле c7 · черна пешка на бяло поле f7 · черна пешка на черно поле g7 · черна пешка на бяло поле h7 · черен кон на бяло поле c6 · черна пешка на бяло поле e6 · черен кон на черно поле f6 · черна дама на бяло поле f5 · черен офицер на черно поле b4 · бяла пешка на черно поле d4 · бяла дама на бяло поле b3 · бял кон на черно поле c3 · бял кон на бяло поле f3 · бяла пешка на бяло поле h3 · бяла пешка на бяло поле a2 · бяла пешка на черно поле b2 · бял офицер на черно поле d2 · бяла пешка на бяло поле e2 · бяла пешка на черно поле f2 · бяла пешка на бяло поле g2 · бял топ на черно поле a1 · бял цар на черно поле e1 · бял офицер на бяло поле f1 · бял топ на бяло поле h1 | черен топ на бяло поле a8 · черен офицер на бяло поле c8 · черен топ на черно поле f8 · черен цар на бяло поле g8 · черна пешка на черно поле a7 · черна пешка на бяло поле b7 · черна пешка на черно поле c7 · черна пешка на бяло поле f7 · черна пешка на черно поле g7 · черна пешка на бяло поле h7 · черен кон на бяло поле c6 · черна пешка на бяло поле e6 · черен кон на черно поле f6 · черна дама на бяло поле f5 · черен офицер на черно поле b4 · бяла пешка на черно поле d4 · бяла дама на бяло поле b3 · бял кон на черно поле c3 · бял кон на бяло поле f3 · бяла пешка на бяло поле h3 · бяла пешка на бяло поле a2 · бяла пешка на черно поле b2 · бял офицер на черно поле d2 · бяла пешка на бяло поле e2 · бяла пешка на черно поле f2 · бяла пешка на бяло поле g2 · бял топ на черно поле a1 · бял цар на черно поле e1 · бял офицер на бяло поле f1 · бял топ на бяло поле h1 | черен топ на бяло поле a8 · черен офицер на бяло поле c8 · черен топ на черно поле f8 · черен цар на бяло поле g8 · черна пешка на черно поле a7 · черна пешка на бяло поле b7 · черна пешка на черно поле c7 · черна пешка на бяло поле f7 · черна пешка на черно поле g7 · черна пешка на бяло поле h7 · черен кон на бяло поле c6 · черна пешка на бяло поле e6 · черен кон на черно поле f6 · черна дама на бяло поле f5 · черен офицер на черно поле b4 · бяла пешка на черно поле d4 · бяла дама на бяло поле b3 · бял кон на черно поле c3 · бял кон на бяло поле f3 · бяла пешка на бяло поле h3 · бяла пешка на бяло поле a2 · бяла пешка на черно поле b2 · бял офицер на черно поле d2 · бяла пешка на бяло поле e2 · бяла пешка на черно поле f2 · бяла пешка на бяло поле g2 · бял топ на черно поле a1 · бял цар на черно поле e1 · бял офицер на бяло поле f1 · бял топ на бяло поле h1 | черен топ на бяло поле a8 · черен офицер на бяло поле c8 · черен топ на черно поле f8 · черен цар на бяло поле g8 · черна пешка на черно поле a7 · черна пешка на бяло поле b7 · черна пешка на черно поле c7 · черна пешка на бяло поле f7 · черна пешка на черно поле g7 · черна пешка на бяло поле h7 · черен кон на бяло поле c6 · черна пешка на бяло поле e6 · черен кон на черно поле f6 · черна дама на бяло поле f5 · черен офицер на черно поле b4 · бяла пешка на черно поле d4 · бяла дама на бяло поле b3 · бял кон на черно поле c3 · бял кон на бяло поле f3 · бяла пешка на бяло поле h3 · бяла пешка на бяло поле a2 · бяла пешка на черно поле b2 · бял офицер на черно поле d2 · бяла пешка на бяло поле e2 · бяла пешка на черно поле f2 · бяла пешка на бяло поле g2 · бял топ на черно поле a1 · бял цар на черно поле e1 · бял офицер на бяло поле f1 · бял топ на бяло поле h1 | черен топ на бяло поле a8 · черен офицер на бяло поле c8 · черен топ на черно поле f8 · черен цар на бяло поле g8 · черна пешка на черно поле a7 · черна пешка на бяло поле b7 · черна пешка на черно поле c7 · черна пешка на бяло поле f7 · черна пешка на черно поле g7 · черна пешка на бяло поле h7 · черен кон на бяло поле c6 · черна пешка на бяло поле e6 · черен кон на черно поле f6 · черна дама на бяло поле f5 · черен офицер на черно поле b4 · бяла пешка на черно поле d4 · бяла дама на бяло поле b3 · бял кон на черно поле c3 · бял кон на бяло поле f3 · бяла пешка на бяло поле h3 · бяла пешка на бяло поле a2 · бяла пешка на черно поле b2 · бял офицер на черно поле d2 · бяла пешка на бяло поле e2 · бяла пешка на черно поле f2 · бяла пешка на бяло поле g2 · бял топ на черно поле a1 · бял цар на черно поле e1 · бял офицер на бяло поле f1 · бял топ на бяло поле h1 | черен топ на бяло поле a8 · черен офицер на бяло поле c8 · черен топ на черно поле f8 · черен цар на бяло поле g8 · черна пешка на черно поле a7 · черна пешка на бяло поле b7 · черна пешка на черно поле c7 · черна пешка на бяло поле f7 · черна пешка на черно поле g7 · черна пешка на бяло поле h7 · черен кон на бяло поле c6 · черна пешка на бяло поле e6 · черен кон на черно поле f6 · черна дама на бяло поле f5 · черен офицер на черно поле b4 · бяла пешка на черно поле d4 · бяла дама на бяло поле b3 · бял кон на черно поле c3 · бял кон на бяло поле f3 · бяла пешка на бяло поле h3 · бяла пешка на бяло поле a2 · бяла пешка на черно поле b2 · бял офицер на черно поле d2 · бяла пешка на бяло поле e2 · бяла пешка на черно поле f2 · бяла пешка на бяло поле g2 · бял топ на черно поле a1 · бял цар на черно поле e1 · бял офицер на бяло поле f1 · бял топ на бяло поле h1 | 2 |
| 1 | черен топ на бяло поле a8 · черен офицер на бяло поле c8 · черен топ на черно поле f8 · черен цар на бяло поле g8 · черна пешка на черно поле a7 · черна пешка на бяло поле b7 · черна пешка на черно поле c7 · черна пешка на бяло поле f7 · черна пешка на черно поле g7 · черна пешка на бяло поле h7 · черен кон на бяло поле c6 · черна пешка на бяло поле e6 · черен кон на черно поле f6 · черна дама на бяло поле f5 · черен офицер на черно поле b4 · бяла пешка на черно поле d4 · бяла дама на бяло поле b3 · бял кон на черно поле c3 · бял кон на бяло поле f3 · бяла пешка на бяло поле h3 · бяла пешка на бяло поле a2 · бяла пешка на черно поле b2 · бял офицер на черно поле d2 · бяла пешка на бяло поле e2 · бяла пешка на черно поле f2 · бяла пешка на бяло поле g2 · бял топ на черно поле a1 · бял цар на черно поле e1 · бял офицер на бяло поле f1 · бял топ на бяло поле h1 | черен топ на бяло поле a8 · черен офицер на бяло поле c8 · черен топ на черно поле f8 · черен цар на бяло поле g8 · черна пешка на черно поле a7 · черна пешка на бяло поле b7 · черна пешка на черно поле c7 · черна пешка на бяло поле f7 · черна пешка на черно поле g7 · черна пешка на бяло поле h7 · черен кон на бяло поле c6 · черна пешка на бяло поле e6 · черен кон на черно поле f6 · черна дама на бяло поле f5 · черен офицер на черно поле b4 · бяла пешка на черно поле d4 · бяла дама на бяло поле b3 · бял кон на черно поле c3 · бял кон на бяло поле f3 · бяла пешка на бяло поле h3 · бяла пешка на бяло поле a2 · бяла пешка на черно поле b2 · бял офицер на черно поле d2 · бяла пешка на бяло поле e2 · бяла пешка на черно поле f2 · бяла пешка на бяло поле g2 · бял топ на черно поле a1 · бял цар на черно поле e1 · бял офицер на бяло поле f1 · бял топ на бяло поле h1 | черен топ на бяло поле a8 · черен офицер на бяло поле c8 · черен топ на черно поле f8 · черен цар на бяло поле g8 · черна пешка на черно поле a7 · черна пешка на бяло поле b7 · черна пешка на черно поле c7 · черна пешка на бяло поле f7 · черна пешка на черно поле g7 · черна пешка на бяло поле h7 · черен кон на бяло поле c6 · черна пешка на бяло поле e6 · черен кон на черно поле f6 · черна дама на бяло поле f5 · черен офицер на черно поле b4 · бяла пешка на черно поле d4 · бяла дама на бяло поле b3 · бял кон на черно поле c3 · бял кон на бяло поле f3 · бяла пешка на бяло поле h3 · бяла пешка на бяло поле a2 · бяла пешка на черно поле b2 · бял офицер на черно поле d2 · бяла пешка на бяло поле e2 · бяла пешка на черно поле f2 · бяла пешка на бяло поле g2 · бял топ на черно поле a1 · бял цар на черно поле e1 · бял офицер на бяло поле f1 · бял топ на бяло поле h1 | черен топ на бяло поле a8 · черен офицер на бяло поле c8 · черен топ на черно поле f8 · черен цар на бяло поле g8 · черна пешка на черно поле a7 · черна пешка на бяло поле b7 · черна пешка на черно поле c7 · черна пешка на бяло поле f7 · черна пешка на черно поле g7 · черна пешка на бяло поле h7 · черен кон на бяло поле c6 · черна пешка на бяло поле e6 · черен кон на черно поле f6 · черна дама на бяло поле f5 · черен офицер на черно поле b4 · бяла пешка на черно поле d4 · бяла дама на бяло поле b3 · бял кон на черно поле c3 · бял кон на бяло поле f3 · бяла пешка на бяло поле h3 · бяла пешка на бяло поле a2 · бяла пешка на черно поле b2 · бял офицер на черно поле d2 · бяла пешка на бяло поле e2 · бяла пешка на черно поле f2 · бяла пешка на бяло поле g2 · бял топ на черно поле a1 · бял цар на черно поле e1 · бял офицер на бяло поле f1 · бял топ на бяло поле h1 | черен топ на бяло поле a8 · черен офицер на бяло поле c8 · черен топ на черно поле f8 · черен цар на бяло поле g8 · черна пешка на черно поле a7 · черна пешка на бяло поле b7 · черна пешка на черно поле c7 · черна пешка на бяло поле f7 · черна пешка на черно поле g7 · черна пешка на бяло поле h7 · черен кон на бяло поле c6 · черна пешка на бяло поле e6 · черен кон на черно поле f6 · черна дама на бяло поле f5 · черен офицер на черно поле b4 · бяла пешка на черно поле d4 · бяла дама на бяло поле b3 · бял кон на черно поле c3 · бял кон на бяло поле f3 · бяла пешка на бяло поле h3 · бяла пешка на бяло поле a2 · бяла пешка на черно поле b2 · бял офицер на черно поле d2 · бяла пешка на бяло поле e2 · бяла пешка на черно поле f2 · бяла пешка на бяло поле g2 · бял топ на черно поле a1 · бял цар на черно поле e1 · бял офицер на бяло поле f1 · бял топ на бяло поле h1 | черен топ на бяло поле a8 · черен офицер на бяло поле c8 · черен топ на черно поле f8 · черен цар на бяло поле g8 · черна пешка на черно поле a7 · черна пешка на бяло поле b7 · черна пешка на черно поле c7 · черна пешка на бяло поле f7 · черна пешка на черно поле g7 · черна пешка на бяло поле h7 · черен кон на бяло поле c6 · черна пешка на бяло поле e6 · черен кон на черно поле f6 · черна дама на бяло поле f5 · черен офицер на черно поле b4 · бяла пешка на черно поле d4 · бяла дама на бяло поле b3 · бял кон на черно поле c3 · бял кон на бяло поле f3 · бяла пешка на бяло поле h3 · бяла пешка на бяло поле a2 · бяла пешка на черно поле b2 · бял офицер на черно поле d2 · бяла пешка на бяло поле e2 · бяла пешка на черно поле f2 · бяла пешка на бяло поле g2 · бял топ на черно поле a1 · бял цар на черно поле e1 · бял офицер на бяло поле f1 · бял топ на бяло поле h1 | черен топ на бяло поле a8 · черен офицер на бяло поле c8 · черен топ на черно поле f8 · черен цар на бяло поле g8 · черна пешка на черно поле a7 · черна пешка на бяло поле b7 · черна пешка на черно поле c7 · черна пешка на бяло поле f7 · черна пешка на черно поле g7 · черна пешка на бяло поле h7 · черен кон на бяло поле c6 · черна пешка на бяло поле e6 · черен кон на черно поле f6 · черна дама на бяло поле f5 · черен офицер на черно поле b4 · бяла пешка на черно поле d4 · бяла дама на бяло поле b3 · бял кон на черно поле c3 · бял кон на бяло поле f3 · бяла пешка на бяло поле h3 · бяла пешка на бяло поле a2 · бяла пешка на черно поле b2 · бял офицер на черно поле d2 · бяла пешка на бяло поле e2 · бяла пешка на черно поле f2 · бяла пешка на бяло поле g2 · бял топ на черно поле a1 · бял цар на черно поле e1 · бял офицер на бяло поле f1 · бял топ на бяло поле h1 | черен топ на бяло поле a8 · черен офицер на бяло поле c8 · черен топ на черно поле f8 · черен цар на бяло поле g8 · черна пешка на черно поле a7 · черна пешка на бяло поле b7 · черна пешка на черно поле c7 · черна пешка на бяло поле f7 · черна пешка на черно поле g7 · черна пешка на бяло поле h7 · черен кон на бяло поле c6 · черна пешка на бяло поле e6 · черен кон на черно поле f6 · черна дама на бяло поле f5 · черен офицер на черно поле b4 · бяла пешка на черно поле d4 · бяла дама на бяло поле b3 · бял кон на черно поле c3 · бял кон на бяло поле f3 · бяла пешка на бяло поле h3 · бяла пешка на бяло поле a2 · бяла пешка на черно поле b2 · бял офицер на черно поле d2 · бяла пешка на бяло поле e2 · бяла пешка на черно поле f2 · бяла пешка на бяло поле g2 · бял топ на черно поле a1 · бял цар на черно поле e1 · бял офицер на бяло поле f1 · бял топ на бяло поле h1 | 1 |
|   | a | b | c | d | e | f | g | h |   |

|   | a | b | c | d | e | f | g | h |   |
| 8 | черен топ на бяло поле c8 · черен топ на черно поле f8 · черен цар на бяло поле g8 · черна пешка на черно поле a7 · черен офицер на бяло поле b7 · черна пешка на черно поле c7 · черен кон на черно поле e7 · черна пешка на бяло поле f7 · черна пешка на черно поле g7 · черна пешка на бяло поле h7 · черна пешка на черно поле b6 · черна пешка на бяло поле e6 · черен кон на черно поле f6 · бял офицер на черно поле b4 · бяла пешка на черно поле d4 · бяла пешка на бяло поле g4 · бяла пешка на черно поле a3 · бял кон на бяло поле f3 · бяла пешка на бяло поле h3 · бяла пешка на черно поле b2 · бяла пешка на бяло поле e2 · бяла пешка на черно поле f2 · бял офицер на бяло поле g2 · бял топ на черно поле c1 · бял цар на черно поле e1 · бял топ на черно поле g1 | черен топ на бяло поле c8 · черен топ на черно поле f8 · черен цар на бяло поле g8 · черна пешка на черно поле a7 · черен офицер на бяло поле b7 · черна пешка на черно поле c7 · черен кон на черно поле e7 · черна пешка на бяло поле f7 · черна пешка на черно поле g7 · черна пешка на бяло поле h7 · черна пешка на черно поле b6 · черна пешка на бяло поле e6 · черен кон на черно поле f6 · бял офицер на черно поле b4 · бяла пешка на черно поле d4 · бяла пешка на бяло поле g4 · бяла пешка на черно поле a3 · бял кон на бяло поле f3 · бяла пешка на бяло поле h3 · бяла пешка на черно поле b2 · бяла пешка на бяло поле e2 · бяла пешка на черно поле f2 · бял офицер на бяло поле g2 · бял топ на черно поле c1 · бял цар на черно поле e1 · бял топ на черно поле g1 | черен топ на бяло поле c8 · черен топ на черно поле f8 · черен цар на бяло поле g8 · черна пешка на черно поле a7 · черен офицер на бяло поле b7 · черна пешка на черно поле c7 · черен кон на черно поле e7 · черна пешка на бяло поле f7 · черна пешка на черно поле g7 · черна пешка на бяло поле h7 · черна пешка на черно поле b6 · черна пешка на бяло поле e6 · черен кон на черно поле f6 · бял офицер на черно поле b4 · бяла пешка на черно поле d4 · бяла пешка на бяло поле g4 · бяла пешка на черно поле a3 · бял кон на бяло поле f3 · бяла пешка на бяло поле h3 · бяла пешка на черно поле b2 · бяла пешка на бяло поле e2 · бяла пешка на черно поле f2 · бял офицер на бяло поле g2 · бял топ на черно поле c1 · бял цар на черно поле e1 · бял топ на черно поле g1 | черен топ на бяло поле c8 · черен топ на черно поле f8 · черен цар на бяло поле g8 · черна пешка на черно поле a7 · черен офицер на бяло поле b7 · черна пешка на черно поле c7 · черен кон на черно поле e7 · черна пешка на бяло поле f7 · черна пешка на черно поле g7 · черна пешка на бяло поле h7 · черна пешка на черно поле b6 · черна пешка на бяло поле e6 · черен кон на черно поле f6 · бял офицер на черно поле b4 · бяла пешка на черно поле d4 · бяла пешка на бяло поле g4 · бяла пешка на черно поле a3 · бял кон на бяло поле f3 · бяла пешка на бяло поле h3 · бяла пешка на черно поле b2 · бяла пешка на бяло поле e2 · бяла пешка на черно поле f2 · бял офицер на бяло поле g2 · бял топ на черно поле c1 · бял цар на черно поле e1 · бял топ на черно поле g1 | черен топ на бяло поле c8 · черен топ на черно поле f8 · черен цар на бяло поле g8 · черна пешка на черно поле a7 · черен офицер на бяло поле b7 · черна пешка на черно поле c7 · черен кон на черно поле e7 · черна пешка на бяло поле f7 · черна пешка на черно поле g7 · черна пешка на бяло поле h7 · черна пешка на черно поле b6 · черна пешка на бяло поле e6 · черен кон на черно поле f6 · бял офицер на черно поле b4 · бяла пешка на черно поле d4 · бяла пешка на бяло поле g4 · бяла пешка на черно поле a3 · бял кон на бяло поле f3 · бяла пешка на бяло поле h3 · бяла пешка на черно поле b2 · бяла пешка на бяло поле e2 · бяла пешка на черно поле f2 · бял офицер на бяло поле g2 · бял топ на черно поле c1 · бял цар на черно поле e1 · бял топ на черно поле g1 | черен топ на бяло поле c8 · черен топ на черно поле f8 · черен цар на бяло поле g8 · черна пешка на черно поле a7 · черен офицер на бяло поле b7 · черна пешка на черно поле c7 · черен кон на черно поле e7 · черна пешка на бяло поле f7 · черна пешка на черно поле g7 · черна пешка на бяло поле h7 · черна пешка на черно поле b6 · черна пешка на бяло поле e6 · черен кон на черно поле f6 · бял офицер на черно поле b4 · бяла пешка на черно поле d4 · бяла пешка на бяло поле g4 · бяла пешка на черно поле a3 · бял кон на бяло поле f3 · бяла пешка на бяло поле h3 · бяла пешка на черно поле b2 · бяла пешка на бяло поле e2 · бяла пешка на черно поле f2 · бял офицер на бяло поле g2 · бял топ на черно поле c1 · бял цар на черно поле e1 · бял топ на черно поле g1 | черен топ на бяло поле c8 · черен топ на черно поле f8 · черен цар на бяло поле g8 · черна пешка на черно поле a7 · черен офицер на бяло поле b7 · черна пешка на черно поле c7 · черен кон на черно поле e7 · черна пешка на бяло поле f7 · черна пешка на черно поле g7 · черна пешка на бяло поле h7 · черна пешка на черно поле b6 · черна пешка на бяло поле e6 · черен кон на черно поле f6 · бял офицер на черно поле b4 · бяла пешка на черно поле d4 · бяла пешка на бяло поле g4 · бяла пешка на черно поле a3 · бял кон на бяло поле f3 · бяла пешка на бяло поле h3 · бяла пешка на черно поле b2 · бяла пешка на бяло поле e2 · бяла пешка на черно поле f2 · бял офицер на бяло поле g2 · бял топ на черно поле c1 · бял цар на черно поле e1 · бял топ на черно поле g1 | черен топ на бяло поле c8 · черен топ на черно поле f8 · черен цар на бяло поле g8 · черна пешка на черно поле a7 · черен офицер на бяло поле b7 · черна пешка на черно поле c7 · черен кон на черно поле e7 · черна пешка на бяло поле f7 · черна пешка на черно поле g7 · черна пешка на бяло поле h7 · черна пешка на черно поле b6 · черна пешка на бяло поле e6 · черен кон на черно поле f6 · бял офицер на черно поле b4 · бяла пешка на черно поле d4 · бяла пешка на бяло поле g4 · бяла пешка на черно поле a3 · бял кон на бяло поле f3 · бяла пешка на бяло поле h3 · бяла пешка на черно поле b2 · бяла пешка на бяло поле e2 · бяла пешка на черно поле f2 · бял офицер на бяло поле g2 · бял топ на черно поле c1 · бял цар на черно поле e1 · бял топ на черно поле g1 | 8 |
| 7 | черен топ на бяло поле c8 · черен топ на черно поле f8 · черен цар на бяло поле g8 · черна пешка на черно поле a7 · черен офицер на бяло поле b7 · черна пешка на черно поле c7 · черен кон на черно поле e7 · черна пешка на бяло поле f7 · черна пешка на черно поле g7 · черна пешка на бяло поле h7 · черна пешка на черно поле b6 · черна пешка на бяло поле e6 · черен кон на черно поле f6 · бял офицер на черно поле b4 · бяла пешка на черно поле d4 · бяла пешка на бяло поле g4 · бяла пешка на черно поле a3 · бял кон на бяло поле f3 · бяла пешка на бяло поле h3 · бяла пешка на черно поле b2 · бяла пешка на бяло поле e2 · бяла пешка на черно поле f2 · бял офицер на бяло поле g2 · бял топ на черно поле c1 · бял цар на черно поле e1 · бял топ на черно поле g1 | черен топ на бяло поле c8 · черен топ на черно поле f8 · черен цар на бяло поле g8 · черна пешка на черно поле a7 · черен офицер на бяло поле b7 · черна пешка на черно поле c7 · черен кон на черно поле e7 · черна пешка на бяло поле f7 · черна пешка на черно поле g7 · черна пешка на бяло поле h7 · черна пешка на черно поле b6 · черна пешка на бяло поле e6 · черен кон на черно поле f6 · бял офицер на черно поле b4 · бяла пешка на черно поле d4 · бяла пешка на бяло поле g4 · бяла пешка на черно поле a3 · бял кон на бяло поле f3 · бяла пешка на бяло поле h3 · бяла пешка на черно поле b2 · бяла пешка на бяло поле e2 · бяла пешка на черно поле f2 · бял офицер на бяло поле g2 · бял топ на черно поле c1 · бял цар на черно поле e1 · бял топ на черно поле g1 | черен топ на бяло поле c8 · черен топ на черно поле f8 · черен цар на бяло поле g8 · черна пешка на черно поле a7 · черен офицер на бяло поле b7 · черна пешка на черно поле c7 · черен кон на черно поле e7 · черна пешка на бяло поле f7 · черна пешка на черно поле g7 · черна пешка на бяло поле h7 · черна пешка на черно поле b6 · черна пешка на бяло поле e6 · черен кон на черно поле f6 · бял офицер на черно поле b4 · бяла пешка на черно поле d4 · бяла пешка на бяло поле g4 · бяла пешка на черно поле a3 · бял кон на бяло поле f3 · бяла пешка на бяло поле h3 · бяла пешка на черно поле b2 · бяла пешка на бяло поле e2 · бяла пешка на черно поле f2 · бял офицер на бяло поле g2 · бял топ на черно поле c1 · бял цар на черно поле e1 · бял топ на черно поле g1 | черен топ на бяло поле c8 · черен топ на черно поле f8 · черен цар на бяло поле g8 · черна пешка на черно поле a7 · черен офицер на бяло поле b7 · черна пешка на черно поле c7 · черен кон на черно поле e7 · черна пешка на бяло поле f7 · черна пешка на черно поле g7 · черна пешка на бяло поле h7 · черна пешка на черно поле b6 · черна пешка на бяло поле e6 · черен кон на черно поле f6 · бял офицер на черно поле b4 · бяла пешка на черно поле d4 · бяла пешка на бяло поле g4 · бяла пешка на черно поле a3 · бял кон на бяло поле f3 · бяла пешка на бяло поле h3 · бяла пешка на черно поле b2 · бяла пешка на бяло поле e2 · бяла пешка на черно поле f2 · бял офицер на бяло поле g2 · бял топ на черно поле c1 · бял цар на черно поле e1 · бял топ на черно поле g1 | черен топ на бяло поле c8 · черен топ на черно поле f8 · черен цар на бяло поле g8 · черна пешка на черно поле a7 · черен офицер на бяло поле b7 · черна пешка на черно поле c7 · черен кон на черно поле e7 · черна пешка на бяло поле f7 · черна пешка на черно поле g7 · черна пешка на бяло поле h7 · черна пешка на черно поле b6 · черна пешка на бяло поле e6 · черен кон на черно поле f6 · бял офицер на черно поле b4 · бяла пешка на черно поле d4 · бяла пешка на бяло поле g4 · бяла пешка на черно поле a3 · бял кон на бяло поле f3 · бяла пешка на бяло поле h3 · бяла пешка на черно поле b2 · бяла пешка на бяло поле e2 · бяла пешка на черно поле f2 · бял офицер на бяло поле g2 · бял топ на черно поле c1 · бял цар на черно поле e1 · бял топ на черно поле g1 | черен топ на бяло поле c8 · черен топ на черно поле f8 · черен цар на бяло поле g8 · черна пешка на черно поле a7 · черен офицер на бяло поле b7 · черна пешка на черно поле c7 · черен кон на черно поле e7 · черна пешка на бяло поле f7 · черна пешка на черно поле g7 · черна пешка на бяло поле h7 · черна пешка на черно поле b6 · черна пешка на бяло поле e6 · черен кон на черно поле f6 · бял офицер на черно поле b4 · бяла пешка на черно поле d4 · бяла пешка на бяло поле g4 · бяла пешка на черно поле a3 · бял кон на бяло поле f3 · бяла пешка на бяло поле h3 · бяла пешка на черно поле b2 · бяла пешка на бяло поле e2 · бяла пешка на черно поле f2 · бял офицер на бяло поле g2 · бял топ на черно поле c1 · бял цар на черно поле e1 · бял топ на черно поле g1 | черен топ на бяло поле c8 · черен топ на черно поле f8 · черен цар на бяло поле g8 · черна пешка на черно поле a7 · черен офицер на бяло поле b7 · черна пешка на черно поле c7 · черен кон на черно поле e7 · черна пешка на бяло поле f7 · черна пешка на черно поле g7 · черна пешка на бяло поле h7 · черна пешка на черно поле b6 · черна пешка на бяло поле e6 · черен кон на черно поле f6 · бял офицер на черно поле b4 · бяла пешка на черно поле d4 · бяла пешка на бяло поле g4 · бяла пешка на черно поле a3 · бял кон на бяло поле f3 · бяла пешка на бяло поле h3 · бяла пешка на черно поле b2 · бяла пешка на бяло поле e2 · бяла пешка на черно поле f2 · бял офицер на бяло поле g2 · бял топ на черно поле c1 · бял цар на черно поле e1 · бял топ на черно поле g1 | черен топ на бяло поле c8 · черен топ на черно поле f8 · черен цар на бяло поле g8 · черна пешка на черно поле a7 · черен офицер на бяло поле b7 · черна пешка на черно поле c7 · черен кон на черно поле e7 · черна пешка на бяло поле f7 · черна пешка на черно поле g7 · черна пешка на бяло поле h7 · черна пешка на черно поле b6 · черна пешка на бяло поле e6 · черен кон на черно поле f6 · бял офицер на черно поле b4 · бяла пешка на черно поле d4 · бяла пешка на бяло поле g4 · бяла пешка на черно поле a3 · бял кон на бяло поле f3 · бяла пешка на бяло поле h3 · бяла пешка на черно поле b2 · бяла пешка на бяло поле e2 · бяла пешка на черно поле f2 · бял офицер на бяло поле g2 · бял топ на черно поле c1 · бял цар на черно поле e1 · бял топ на черно поле g1 | 7 |
| 6 | черен топ на бяло поле c8 · черен топ на черно поле f8 · черен цар на бяло поле g8 · черна пешка на черно поле a7 · черен офицер на бяло поле b7 · черна пешка на черно поле c7 · черен кон на черно поле e7 · черна пешка на бяло поле f7 · черна пешка на черно поле g7 · черна пешка на бяло поле h7 · черна пешка на черно поле b6 · черна пешка на бяло поле e6 · черен кон на черно поле f6 · бял офицер на черно поле b4 · бяла пешка на черно поле d4 · бяла пешка на бяло поле g4 · бяла пешка на черно поле a3 · бял кон на бяло поле f3 · бяла пешка на бяло поле h3 · бяла пешка на черно поле b2 · бяла пешка на бяло поле e2 · бяла пешка на черно поле f2 · бял офицер на бяло поле g2 · бял топ на черно поле c1 · бял цар на черно поле e1 · бял топ на черно поле g1 | черен топ на бяло поле c8 · черен топ на черно поле f8 · черен цар на бяло поле g8 · черна пешка на черно поле a7 · черен офицер на бяло поле b7 · черна пешка на черно поле c7 · черен кон на черно поле e7 · черна пешка на бяло поле f7 · черна пешка на черно поле g7 · черна пешка на бяло поле h7 · черна пешка на черно поле b6 · черна пешка на бяло поле e6 · черен кон на черно поле f6 · бял офицер на черно поле b4 · бяла пешка на черно поле d4 · бяла пешка на бяло поле g4 · бяла пешка на черно поле a3 · бял кон на бяло поле f3 · бяла пешка на бяло поле h3 · бяла пешка на черно поле b2 · бяла пешка на бяло поле e2 · бяла пешка на черно поле f2 · бял офицер на бяло поле g2 · бял топ на черно поле c1 · бял цар на черно поле e1 · бял топ на черно поле g1 | черен топ на бяло поле c8 · черен топ на черно поле f8 · черен цар на бяло поле g8 · черна пешка на черно поле a7 · черен офицер на бяло поле b7 · черна пешка на черно поле c7 · черен кон на черно поле e7 · черна пешка на бяло поле f7 · черна пешка на черно поле g7 · черна пешка на бяло поле h7 · черна пешка на черно поле b6 · черна пешка на бяло поле e6 · черен кон на черно поле f6 · бял офицер на черно поле b4 · бяла пешка на черно поле d4 · бяла пешка на бяло поле g4 · бяла пешка на черно поле a3 · бял кон на бяло поле f3 · бяла пешка на бяло поле h3 · бяла пешка на черно поле b2 · бяла пешка на бяло поле e2 · бяла пешка на черно поле f2 · бял офицер на бяло поле g2 · бял топ на черно поле c1 · бял цар на черно поле e1 · бял топ на черно поле g1 | черен топ на бяло поле c8 · черен топ на черно поле f8 · черен цар на бяло поле g8 · черна пешка на черно поле a7 · черен офицер на бяло поле b7 · черна пешка на черно поле c7 · черен кон на черно поле e7 · черна пешка на бяло поле f7 · черна пешка на черно поле g7 · черна пешка на бяло поле h7 · черна пешка на черно поле b6 · черна пешка на бяло поле e6 · черен кон на черно поле f6 · бял офицер на черно поле b4 · бяла пешка на черно поле d4 · бяла пешка на бяло поле g4 · бяла пешка на черно поле a3 · бял кон на бяло поле f3 · бяла пешка на бяло поле h3 · бяла пешка на черно поле b2 · бяла пешка на бяло поле e2 · бяла пешка на черно поле f2 · бял офицер на бяло поле g2 · бял топ на черно поле c1 · бял цар на черно поле e1 · бял топ на черно поле g1 | черен топ на бяло поле c8 · черен топ на черно поле f8 · черен цар на бяло поле g8 · черна пешка на черно поле a7 · черен офицер на бяло поле b7 · черна пешка на черно поле c7 · черен кон на черно поле e7 · черна пешка на бяло поле f7 · черна пешка на черно поле g7 · черна пешка на бяло поле h7 · черна пешка на черно поле b6 · черна пешка на бяло поле e6 · черен кон на черно поле f6 · бял офицер на черно поле b4 · бяла пешка на черно поле d4 · бяла пешка на бяло поле g4 · бяла пешка на черно поле a3 · бял кон на бяло поле f3 · бяла пешка на бяло поле h3 · бяла пешка на черно поле b2 · бяла пешка на бяло поле e2 · бяла пешка на черно поле f2 · бял офицер на бяло поле g2 · бял топ на черно поле c1 · бял цар на черно поле e1 · бял топ на черно поле g1 | черен топ на бяло поле c8 · черен топ на черно поле f8 · черен цар на бяло поле g8 · черна пешка на черно поле a7 · черен офицер на бяло поле b7 · черна пешка на черно поле c7 · черен кон на черно поле e7 · черна пешка на бяло поле f7 · черна пешка на черно поле g7 · черна пешка на бяло поле h7 · черна пешка на черно поле b6 · черна пешка на бяло поле e6 · черен кон на черно поле f6 · бял офицер на черно поле b4 · бяла пешка на черно поле d4 · бяла пешка на бяло поле g4 · бяла пешка на черно поле a3 · бял кон на бяло поле f3 · бяла пешка на бяло поле h3 · бяла пешка на черно поле b2 · бяла пешка на бяло поле e2 · бяла пешка на черно поле f2 · бял офицер на бяло поле g2 · бял топ на черно поле c1 · бял цар на черно поле e1 · бял топ на черно поле g1 | черен топ на бяло поле c8 · черен топ на черно поле f8 · черен цар на бяло поле g8 · черна пешка на черно поле a7 · черен офицер на бяло поле b7 · черна пешка на черно поле c7 · черен кон на черно поле e7 · черна пешка на бяло поле f7 · черна пешка на черно поле g7 · черна пешка на бяло поле h7 · черна пешка на черно поле b6 · черна пешка на бяло поле e6 · черен кон на черно поле f6 · бял офицер на черно поле b4 · бяла пешка на черно поле d4 · бяла пешка на бяло поле g4 · бяла пешка на черно поле a3 · бял кон на бяло поле f3 · бяла пешка на бяло поле h3 · бяла пешка на черно поле b2 · бяла пешка на бяло поле e2 · бяла пешка на черно поле f2 · бял офицер на бяло поле g2 · бял топ на черно поле c1 · бял цар на черно поле e1 · бял топ на черно поле g1 | черен топ на бяло поле c8 · черен топ на черно поле f8 · черен цар на бяло поле g8 · черна пешка на черно поле a7 · черен офицер на бяло поле b7 · черна пешка на черно поле c7 · черен кон на черно поле e7 · черна пешка на бяло поле f7 · черна пешка на черно поле g7 · черна пешка на бяло поле h7 · черна пешка на черно поле b6 · черна пешка на бяло поле e6 · черен кон на черно поле f6 · бял офицер на черно поле b4 · бяла пешка на черно поле d4 · бяла пешка на бяло поле g4 · бяла пешка на черно поле a3 · бял кон на бяло поле f3 · бяла пешка на бяло поле h3 · бяла пешка на черно поле b2 · бяла пешка на бяло поле e2 · бяла пешка на черно поле f2 · бял офицер на бяло поле g2 · бял топ на черно поле c1 · бял цар на черно поле e1 · бял топ на черно поле g1 | 6 |
| 5 | черен топ на бяло поле c8 · черен топ на черно поле f8 · черен цар на бяло поле g8 · черна пешка на черно поле a7 · черен офицер на бяло поле b7 · черна пешка на черно поле c7 · черен кон на черно поле e7 · черна пешка на бяло поле f7 · черна пешка на черно поле g7 · черна пешка на бяло поле h7 · черна пешка на черно поле b6 · черна пешка на бяло поле e6 · черен кон на черно поле f6 · бял офицер на черно поле b4 · бяла пешка на черно поле d4 · бяла пешка на бяло поле g4 · бяла пешка на черно поле a3 · бял кон на бяло поле f3 · бяла пешка на бяло поле h3 · бяла пешка на черно поле b2 · бяла пешка на бяло поле e2 · бяла пешка на черно поле f2 · бял офицер на бяло поле g2 · бял топ на черно поле c1 · бял цар на черно поле e1 · бял топ на черно поле g1 | черен топ на бяло поле c8 · черен топ на черно поле f8 · черен цар на бяло поле g8 · черна пешка на черно поле a7 · черен офицер на бяло поле b7 · черна пешка на черно поле c7 · черен кон на черно поле e7 · черна пешка на бяло поле f7 · черна пешка на черно поле g7 · черна пешка на бяло поле h7 · черна пешка на черно поле b6 · черна пешка на бяло поле e6 · черен кон на черно поле f6 · бял офицер на черно поле b4 · бяла пешка на черно поле d4 · бяла пешка на бяло поле g4 · бяла пешка на черно поле a3 · бял кон на бяло поле f3 · бяла пешка на бяло поле h3 · бяла пешка на черно поле b2 · бяла пешка на бяло поле e2 · бяла пешка на черно поле f2 · бял офицер на бяло поле g2 · бял топ на черно поле c1 · бял цар на черно поле e1 · бял топ на черно поле g1 | черен топ на бяло поле c8 · черен топ на черно поле f8 · черен цар на бяло поле g8 · черна пешка на черно поле a7 · черен офицер на бяло поле b7 · черна пешка на черно поле c7 · черен кон на черно поле e7 · черна пешка на бяло поле f7 · черна пешка на черно поле g7 · черна пешка на бяло поле h7 · черна пешка на черно поле b6 · черна пешка на бяло поле e6 · черен кон на черно поле f6 · бял офицер на черно поле b4 · бяла пешка на черно поле d4 · бяла пешка на бяло поле g4 · бяла пешка на черно поле a3 · бял кон на бяло поле f3 · бяла пешка на бяло поле h3 · бяла пешка на черно поле b2 · бяла пешка на бяло поле e2 · бяла пешка на черно поле f2 · бял офицер на бяло поле g2 · бял топ на черно поле c1 · бял цар на черно поле e1 · бял топ на черно поле g1 | черен топ на бяло поле c8 · черен топ на черно поле f8 · черен цар на бяло поле g8 · черна пешка на черно поле a7 · черен офицер на бяло поле b7 · черна пешка на черно поле c7 · черен кон на черно поле e7 · черна пешка на бяло поле f7 · черна пешка на черно поле g7 · черна пешка на бяло поле h7 · черна пешка на черно поле b6 · черна пешка на бяло поле e6 · черен кон на черно поле f6 · бял офицер на черно поле b4 · бяла пешка на черно поле d4 · бяла пешка на бяло поле g4 · бяла пешка на черно поле a3 · бял кон на бяло поле f3 · бяла пешка на бяло поле h3 · бяла пешка на черно поле b2 · бяла пешка на бяло поле e2 · бяла пешка на черно поле f2 · бял офицер на бяло поле g2 · бял топ на черно поле c1 · бял цар на черно поле e1 · бял топ на черно поле g1 | черен топ на бяло поле c8 · черен топ на черно поле f8 · черен цар на бяло поле g8 · черна пешка на черно поле a7 · черен офицер на бяло поле b7 · черна пешка на черно поле c7 · черен кон на черно поле e7 · черна пешка на бяло поле f7 · черна пешка на черно поле g7 · черна пешка на бяло поле h7 · черна пешка на черно поле b6 · черна пешка на бяло поле e6 · черен кон на черно поле f6 · бял офицер на черно поле b4 · бяла пешка на черно поле d4 · бяла пешка на бяло поле g4 · бяла пешка на черно поле a3 · бял кон на бяло поле f3 · бяла пешка на бяло поле h3 · бяла пешка на черно поле b2 · бяла пешка на бяло поле e2 · бяла пешка на черно поле f2 · бял офицер на бяло поле g2 · бял топ на черно поле c1 · бял цар на черно поле e1 · бял топ на черно поле g1 | черен топ на бяло поле c8 · черен топ на черно поле f8 · черен цар на бяло поле g8 · черна пешка на черно поле a7 · черен офицер на бяло поле b7 · черна пешка на черно поле c7 · черен кон на черно поле e7 · черна пешка на бяло поле f7 · черна пешка на черно поле g7 · черна пешка на бяло поле h7 · черна пешка на черно поле b6 · черна пешка на бяло поле e6 · черен кон на черно поле f6 · бял офицер на черно поле b4 · бяла пешка на черно поле d4 · бяла пешка на бяло поле g4 · бяла пешка на черно поле a3 · бял кон на бяло поле f3 · бяла пешка на бяло поле h3 · бяла пешка на черно поле b2 · бяла пешка на бяло поле e2 · бяла пешка на черно поле f2 · бял офицер на бяло поле g2 · бял топ на черно поле c1 · бял цар на черно поле e1 · бял топ на черно поле g1 | черен топ на бяло поле c8 · черен топ на черно поле f8 · черен цар на бяло поле g8 · черна пешка на черно поле a7 · черен офицер на бяло поле b7 · черна пешка на черно поле c7 · черен кон на черно поле e7 · черна пешка на бяло поле f7 · черна пешка на черно поле g7 · черна пешка на бяло поле h7 · черна пешка на черно поле b6 · черна пешка на бяло поле e6 · черен кон на черно поле f6 · бял офицер на черно поле b4 · бяла пешка на черно поле d4 · бяла пешка на бяло поле g4 · бяла пешка на черно поле a3 · бял кон на бяло поле f3 · бяла пешка на бяло поле h3 · бяла пешка на черно поле b2 · бяла пешка на бяло поле e2 · бяла пешка на черно поле f2 · бял офицер на бяло поле g2 · бял топ на черно поле c1 · бял цар на черно поле e1 · бял топ на черно поле g1 | черен топ на бяло поле c8 · черен топ на черно поле f8 · черен цар на бяло поле g8 · черна пешка на черно поле a7 · черен офицер на бяло поле b7 · черна пешка на черно поле c7 · черен кон на черно поле e7 · черна пешка на бяло поле f7 · черна пешка на черно поле g7 · черна пешка на бяло поле h7 · черна пешка на черно поле b6 · черна пешка на бяло поле e6 · черен кон на черно поле f6 · бял офицер на черно поле b4 · бяла пешка на черно поле d4 · бяла пешка на бяло поле g4 · бяла пешка на черно поле a3 · бял кон на бяло поле f3 · бяла пешка на бяло поле h3 · бяла пешка на черно поле b2 · бяла пешка на бяло поле e2 · бяла пешка на черно поле f2 · бял офицер на бяло поле g2 · бял топ на черно поле c1 · бял цар на черно поле e1 · бял топ на черно поле g1 | 5 |
| 4 | черен топ на бяло поле c8 · черен топ на черно поле f8 · черен цар на бяло поле g8 · черна пешка на черно поле a7 · черен офицер на бяло поле b7 · черна пешка на черно поле c7 · черен кон на черно поле e7 · черна пешка на бяло поле f7 · черна пешка на черно поле g7 · черна пешка на бяло поле h7 · черна пешка на черно поле b6 · черна пешка на бяло поле e6 · черен кон на черно поле f6 · бял офицер на черно поле b4 · бяла пешка на черно поле d4 · бяла пешка на бяло поле g4 · бяла пешка на черно поле a3 · бял кон на бяло поле f3 · бяла пешка на бяло поле h3 · бяла пешка на черно поле b2 · бяла пешка на бяло поле e2 · бяла пешка на черно поле f2 · бял офицер на бяло поле g2 · бял топ на черно поле c1 · бял цар на черно поле e1 · бял топ на черно поле g1 | черен топ на бяло поле c8 · черен топ на черно поле f8 · черен цар на бяло поле g8 · черна пешка на черно поле a7 · черен офицер на бяло поле b7 · черна пешка на черно поле c7 · черен кон на черно поле e7 · черна пешка на бяло поле f7 · черна пешка на черно поле g7 · черна пешка на бяло поле h7 · черна пешка на черно поле b6 · черна пешка на бяло поле e6 · черен кон на черно поле f6 · бял офицер на черно поле b4 · бяла пешка на черно поле d4 · бяла пешка на бяло поле g4 · бяла пешка на черно поле a3 · бял кон на бяло поле f3 · бяла пешка на бяло поле h3 · бяла пешка на черно поле b2 · бяла пешка на бяло поле e2 · бяла пешка на черно поле f2 · бял офицер на бяло поле g2 · бял топ на черно поле c1 · бял цар на черно поле e1 · бял топ на черно поле g1 | черен топ на бяло поле c8 · черен топ на черно поле f8 · черен цар на бяло поле g8 · черна пешка на черно поле a7 · черен офицер на бяло поле b7 · черна пешка на черно поле c7 · черен кон на черно поле e7 · черна пешка на бяло поле f7 · черна пешка на черно поле g7 · черна пешка на бяло поле h7 · черна пешка на черно поле b6 · черна пешка на бяло поле e6 · черен кон на черно поле f6 · бял офицер на черно поле b4 · бяла пешка на черно поле d4 · бяла пешка на бяло поле g4 · бяла пешка на черно поле a3 · бял кон на бяло поле f3 · бяла пешка на бяло поле h3 · бяла пешка на черно поле b2 · бяла пешка на бяло поле e2 · бяла пешка на черно поле f2 · бял офицер на бяло поле g2 · бял топ на черно поле c1 · бял цар на черно поле e1 · бял топ на черно поле g1 | черен топ на бяло поле c8 · черен топ на черно поле f8 · черен цар на бяло поле g8 · черна пешка на черно поле a7 · черен офицер на бяло поле b7 · черна пешка на черно поле c7 · черен кон на черно поле e7 · черна пешка на бяло поле f7 · черна пешка на черно поле g7 · черна пешка на бяло поле h7 · черна пешка на черно поле b6 · черна пешка на бяло поле e6 · черен кон на черно поле f6 · бял офицер на черно поле b4 · бяла пешка на черно поле d4 · бяла пешка на бяло поле g4 · бяла пешка на черно поле a3 · бял кон на бяло поле f3 · бяла пешка на бяло поле h3 · бяла пешка на черно поле b2 · бяла пешка на бяло поле e2 · бяла пешка на черно поле f2 · бял офицер на бяло поле g2 · бял топ на черно поле c1 · бял цар на черно поле e1 · бял топ на черно поле g1 | черен топ на бяло поле c8 · черен топ на черно поле f8 · черен цар на бяло поле g8 · черна пешка на черно поле a7 · черен офицер на бяло поле b7 · черна пешка на черно поле c7 · черен кон на черно поле e7 · черна пешка на бяло поле f7 · черна пешка на черно поле g7 · черна пешка на бяло поле h7 · черна пешка на черно поле b6 · черна пешка на бяло поле e6 · черен кон на черно поле f6 · бял офицер на черно поле b4 · бяла пешка на черно поле d4 · бяла пешка на бяло поле g4 · бяла пешка на черно поле a3 · бял кон на бяло поле f3 · бяла пешка на бяло поле h3 · бяла пешка на черно поле b2 · бяла пешка на бяло поле e2 · бяла пешка на черно поле f2 · бял офицер на бяло поле g2 · бял топ на черно поле c1 · бял цар на черно поле e1 · бял топ на черно поле g1 | черен топ на бяло поле c8 · черен топ на черно поле f8 · черен цар на бяло поле g8 · черна пешка на черно поле a7 · черен офицер на бяло поле b7 · черна пешка на черно поле c7 · черен кон на черно поле e7 · черна пешка на бяло поле f7 · черна пешка на черно поле g7 · черна пешка на бяло поле h7 · черна пешка на черно поле b6 · черна пешка на бяло поле e6 · черен кон на черно поле f6 · бял офицер на черно поле b4 · бяла пешка на черно поле d4 · бяла пешка на бяло поле g4 · бяла пешка на черно поле a3 · бял кон на бяло поле f3 · бяла пешка на бяло поле h3 · бяла пешка на черно поле b2 · бяла пешка на бяло поле e2 · бяла пешка на черно поле f2 · бял офицер на бяло поле g2 · бял топ на черно поле c1 · бял цар на черно поле e1 · бял топ на черно поле g1 | черен топ на бяло поле c8 · черен топ на черно поле f8 · черен цар на бяло поле g8 · черна пешка на черно поле a7 · черен офицер на бяло поле b7 · черна пешка на черно поле c7 · черен кон на черно поле e7 · черна пешка на бяло поле f7 · черна пешка на черно поле g7 · черна пешка на бяло поле h7 · черна пешка на черно поле b6 · черна пешка на бяло поле e6 · черен кон на черно поле f6 · бял офицер на черно поле b4 · бяла пешка на черно поле d4 · бяла пешка на бяло поле g4 · бяла пешка на черно поле a3 · бял кон на бяло поле f3 · бяла пешка на бяло поле h3 · бяла пешка на черно поле b2 · бяла пешка на бяло поле e2 · бяла пешка на черно поле f2 · бял офицер на бяло поле g2 · бял топ на черно поле c1 · бял цар на черно поле e1 · бял топ на черно поле g1 | черен топ на бяло поле c8 · черен топ на черно поле f8 · черен цар на бяло поле g8 · черна пешка на черно поле a7 · черен офицер на бяло поле b7 · черна пешка на черно поле c7 · черен кон на черно поле e7 · черна пешка на бяло поле f7 · черна пешка на черно поле g7 · черна пешка на бяло поле h7 · черна пешка на черно поле b6 · черна пешка на бяло поле e6 · черен кон на черно поле f6 · бял офицер на черно поле b4 · бяла пешка на черно поле d4 · бяла пешка на бяло поле g4 · бяла пешка на черно поле a3 · бял кон на бяло поле f3 · бяла пешка на бяло поле h3 · бяла пешка на черно поле b2 · бяла пешка на бяло поле e2 · бяла пешка на черно поле f2 · бял офицер на бяло поле g2 · бял топ на черно поле c1 · бял цар на черно поле e1 · бял топ на черно поле g1 | 4 |
| 3 | черен топ на бяло поле c8 · черен топ на черно поле f8 · черен цар на бяло поле g8 · черна пешка на черно поле a7 · черен офицер на бяло поле b7 · черна пешка на черно поле c7 · черен кон на черно поле e7 · черна пешка на бяло поле f7 · черна пешка на черно поле g7 · черна пешка на бяло поле h7 · черна пешка на черно поле b6 · черна пешка на бяло поле e6 · черен кон на черно поле f6 · бял офицер на черно поле b4 · бяла пешка на черно поле d4 · бяла пешка на бяло поле g4 · бяла пешка на черно поле a3 · бял кон на бяло поле f3 · бяла пешка на бяло поле h3 · бяла пешка на черно поле b2 · бяла пешка на бяло поле e2 · бяла пешка на черно поле f2 · бял офицер на бяло поле g2 · бял топ на черно поле c1 · бял цар на черно поле e1 · бял топ на черно поле g1 | черен топ на бяло поле c8 · черен топ на черно поле f8 · черен цар на бяло поле g8 · черна пешка на черно поле a7 · черен офицер на бяло поле b7 · черна пешка на черно поле c7 · черен кон на черно поле e7 · черна пешка на бяло поле f7 · черна пешка на черно поле g7 · черна пешка на бяло поле h7 · черна пешка на черно поле b6 · черна пешка на бяло поле e6 · черен кон на черно поле f6 · бял офицер на черно поле b4 · бяла пешка на черно поле d4 · бяла пешка на бяло поле g4 · бяла пешка на черно поле a3 · бял кон на бяло поле f3 · бяла пешка на бяло поле h3 · бяла пешка на черно поле b2 · бяла пешка на бяло поле e2 · бяла пешка на черно поле f2 · бял офицер на бяло поле g2 · бял топ на черно поле c1 · бял цар на черно поле e1 · бял топ на черно поле g1 | черен топ на бяло поле c8 · черен топ на черно поле f8 · черен цар на бяло поле g8 · черна пешка на черно поле a7 · черен офицер на бяло поле b7 · черна пешка на черно поле c7 · черен кон на черно поле e7 · черна пешка на бяло поле f7 · черна пешка на черно поле g7 · черна пешка на бяло поле h7 · черна пешка на черно поле b6 · черна пешка на бяло поле e6 · черен кон на черно поле f6 · бял офицер на черно поле b4 · бяла пешка на черно поле d4 · бяла пешка на бяло поле g4 · бяла пешка на черно поле a3 · бял кон на бяло поле f3 · бяла пешка на бяло поле h3 · бяла пешка на черно поле b2 · бяла пешка на бяло поле e2 · бяла пешка на черно поле f2 · бял офицер на бяло поле g2 · бял топ на черно поле c1 · бял цар на черно поле e1 · бял топ на черно поле g1 | черен топ на бяло поле c8 · черен топ на черно поле f8 · черен цар на бяло поле g8 · черна пешка на черно поле a7 · черен офицер на бяло поле b7 · черна пешка на черно поле c7 · черен кон на черно поле e7 · черна пешка на бяло поле f7 · черна пешка на черно поле g7 · черна пешка на бяло поле h7 · черна пешка на черно поле b6 · черна пешка на бяло поле e6 · черен кон на черно поле f6 · бял офицер на черно поле b4 · бяла пешка на черно поле d4 · бяла пешка на бяло поле g4 · бяла пешка на черно поле a3 · бял кон на бяло поле f3 · бяла пешка на бяло поле h3 · бяла пешка на черно поле b2 · бяла пешка на бяло поле e2 · бяла пешка на черно поле f2 · бял офицер на бяло поле g2 · бял топ на черно поле c1 · бял цар на черно поле e1 · бял топ на черно поле g1 | черен топ на бяло поле c8 · черен топ на черно поле f8 · черен цар на бяло поле g8 · черна пешка на черно поле a7 · черен офицер на бяло поле b7 · черна пешка на черно поле c7 · черен кон на черно поле e7 · черна пешка на бяло поле f7 · черна пешка на черно поле g7 · черна пешка на бяло поле h7 · черна пешка на черно поле b6 · черна пешка на бяло поле e6 · черен кон на черно поле f6 · бял офицер на черно поле b4 · бяла пешка на черно поле d4 · бяла пешка на бяло поле g4 · бяла пешка на черно поле a3 · бял кон на бяло поле f3 · бяла пешка на бяло поле h3 · бяла пешка на черно поле b2 · бяла пешка на бяло поле e2 · бяла пешка на черно поле f2 · бял офицер на бяло поле g2 · бял топ на черно поле c1 · бял цар на черно поле e1 · бял топ на черно поле g1 | черен топ на бяло поле c8 · черен топ на черно поле f8 · черен цар на бяло поле g8 · черна пешка на черно поле a7 · черен офицер на бяло поле b7 · черна пешка на черно поле c7 · черен кон на черно поле e7 · черна пешка на бяло поле f7 · черна пешка на черно поле g7 · черна пешка на бяло поле h7 · черна пешка на черно поле b6 · черна пешка на бяло поле e6 · черен кон на черно поле f6 · бял офицер на черно поле b4 · бяла пешка на черно поле d4 · бяла пешка на бяло поле g4 · бяла пешка на черно поле a3 · бял кон на бяло поле f3 · бяла пешка на бяло поле h3 · бяла пешка на черно поле b2 · бяла пешка на бяло поле e2 · бяла пешка на черно поле f2 · бял офицер на бяло поле g2 · бял топ на черно поле c1 · бял цар на черно поле e1 · бял топ на черно поле g1 | черен топ на бяло поле c8 · черен топ на черно поле f8 · черен цар на бяло поле g8 · черна пешка на черно поле a7 · черен офицер на бяло поле b7 · черна пешка на черно поле c7 · черен кон на черно поле e7 · черна пешка на бяло поле f7 · черна пешка на черно поле g7 · черна пешка на бяло поле h7 · черна пешка на черно поле b6 · черна пешка на бяло поле e6 · черен кон на черно поле f6 · бял офицер на черно поле b4 · бяла пешка на черно поле d4 · бяла пешка на бяло поле g4 · бяла пешка на черно поле a3 · бял кон на бяло поле f3 · бяла пешка на бяло поле h3 · бяла пешка на черно поле b2 · бяла пешка на бяло поле e2 · бяла пешка на черно поле f2 · бял офицер на бяло поле g2 · бял топ на черно поле c1 · бял цар на черно поле e1 · бял топ на черно поле g1 | черен топ на бяло поле c8 · черен топ на черно поле f8 · черен цар на бяло поле g8 · черна пешка на черно поле a7 · черен офицер на бяло поле b7 · черна пешка на черно поле c7 · черен кон на черно поле e7 · черна пешка на бяло поле f7 · черна пешка на черно поле g7 · черна пешка на бяло поле h7 · черна пешка на черно поле b6 · черна пешка на бяло поле e6 · черен кон на черно поле f6 · бял офицер на черно поле b4 · бяла пешка на черно поле d4 · бяла пешка на бяло поле g4 · бяла пешка на черно поле a3 · бял кон на бяло поле f3 · бяла пешка на бяло поле h3 · бяла пешка на черно поле b2 · бяла пешка на бяло поле e2 · бяла пешка на черно поле f2 · бял офицер на бяло поле g2 · бял топ на черно поле c1 · бял цар на черно поле e1 · бял топ на черно поле g1 | 3 |
| 2 | черен топ на бяло поле c8 · черен топ на черно поле f8 · черен цар на бяло поле g8 · черна пешка на черно поле a7 · черен офицер на бяло поле b7 · черна пешка на черно поле c7 · черен кон на черно поле e7 · черна пешка на бяло поле f7 · черна пешка на черно поле g7 · черна пешка на бяло поле h7 · черна пешка на черно поле b6 · черна пешка на бяло поле e6 · черен кон на черно поле f6 · бял офицер на черно поле b4 · бяла пешка на черно поле d4 · бяла пешка на бяло поле g4 · бяла пешка на черно поле a3 · бял кон на бяло поле f3 · бяла пешка на бяло поле h3 · бяла пешка на черно поле b2 · бяла пешка на бяло поле e2 · бяла пешка на черно поле f2 · бял офицер на бяло поле g2 · бял топ на черно поле c1 · бял цар на черно поле e1 · бял топ на черно поле g1 | черен топ на бяло поле c8 · черен топ на черно поле f8 · черен цар на бяло поле g8 · черна пешка на черно поле a7 · черен офицер на бяло поле b7 · черна пешка на черно поле c7 · черен кон на черно поле e7 · черна пешка на бяло поле f7 · черна пешка на черно поле g7 · черна пешка на бяло поле h7 · черна пешка на черно поле b6 · черна пешка на бяло поле e6 · черен кон на черно поле f6 · бял офицер на черно поле b4 · бяла пешка на черно поле d4 · бяла пешка на бяло поле g4 · бяла пешка на черно поле a3 · бял кон на бяло поле f3 · бяла пешка на бяло поле h3 · бяла пешка на черно поле b2 · бяла пешка на бяло поле e2 · бяла пешка на черно поле f2 · бял офицер на бяло поле g2 · бял топ на черно поле c1 · бял цар на черно поле e1 · бял топ на черно поле g1 | черен топ на бяло поле c8 · черен топ на черно поле f8 · черен цар на бяло поле g8 · черна пешка на черно поле a7 · черен офицер на бяло поле b7 · черна пешка на черно поле c7 · черен кон на черно поле e7 · черна пешка на бяло поле f7 · черна пешка на черно поле g7 · черна пешка на бяло поле h7 · черна пешка на черно поле b6 · черна пешка на бяло поле e6 · черен кон на черно поле f6 · бял офицер на черно поле b4 · бяла пешка на черно поле d4 · бяла пешка на бяло поле g4 · бяла пешка на черно поле a3 · бял кон на бяло поле f3 · бяла пешка на бяло поле h3 · бяла пешка на черно поле b2 · бяла пешка на бяло поле e2 · бяла пешка на черно поле f2 · бял офицер на бяло поле g2 · бял топ на черно поле c1 · бял цар на черно поле e1 · бял топ на черно поле g1 | черен топ на бяло поле c8 · черен топ на черно поле f8 · черен цар на бяло поле g8 · черна пешка на черно поле a7 · черен офицер на бяло поле b7 · черна пешка на черно поле c7 · черен кон на черно поле e7 · черна пешка на бяло поле f7 · черна пешка на черно поле g7 · черна пешка на бяло поле h7 · черна пешка на черно поле b6 · черна пешка на бяло поле e6 · черен кон на черно поле f6 · бял офицер на черно поле b4 · бяла пешка на черно поле d4 · бяла пешка на бяло поле g4 · бяла пешка на черно поле a3 · бял кон на бяло поле f3 · бяла пешка на бяло поле h3 · бяла пешка на черно поле b2 · бяла пешка на бяло поле e2 · бяла пешка на черно поле f2 · бял офицер на бяло поле g2 · бял топ на черно поле c1 · бял цар на черно поле e1 · бял топ на черно поле g1 | черен топ на бяло поле c8 · черен топ на черно поле f8 · черен цар на бяло поле g8 · черна пешка на черно поле a7 · черен офицер на бяло поле b7 · черна пешка на черно поле c7 · черен кон на черно поле e7 · черна пешка на бяло поле f7 · черна пешка на черно поле g7 · черна пешка на бяло поле h7 · черна пешка на черно поле b6 · черна пешка на бяло поле e6 · черен кон на черно поле f6 · бял офицер на черно поле b4 · бяла пешка на черно поле d4 · бяла пешка на бяло поле g4 · бяла пешка на черно поле a3 · бял кон на бяло поле f3 · бяла пешка на бяло поле h3 · бяла пешка на черно поле b2 · бяла пешка на бяло поле e2 · бяла пешка на черно поле f2 · бял офицер на бяло поле g2 · бял топ на черно поле c1 · бял цар на черно поле e1 · бял топ на черно поле g1 | черен топ на бяло поле c8 · черен топ на черно поле f8 · черен цар на бяло поле g8 · черна пешка на черно поле a7 · черен офицер на бяло поле b7 · черна пешка на черно поле c7 · черен кон на черно поле e7 · черна пешка на бяло поле f7 · черна пешка на черно поле g7 · черна пешка на бяло поле h7 · черна пешка на черно поле b6 · черна пешка на бяло поле e6 · черен кон на черно поле f6 · бял офицер на черно поле b4 · бяла пешка на черно поле d4 · бяла пешка на бяло поле g4 · бяла пешка на черно поле a3 · бял кон на бяло поле f3 · бяла пешка на бяло поле h3 · бяла пешка на черно поле b2 · бяла пешка на бяло поле e2 · бяла пешка на черно поле f2 · бял офицер на бяло поле g2 · бял топ на черно поле c1 · бял цар на черно поле e1 · бял топ на черно поле g1 | черен топ на бяло поле c8 · черен топ на черно поле f8 · черен цар на бяло поле g8 · черна пешка на черно поле a7 · черен офицер на бяло поле b7 · черна пешка на черно поле c7 · черен кон на черно поле e7 · черна пешка на бяло поле f7 · черна пешка на черно поле g7 · черна пешка на бяло поле h7 · черна пешка на черно поле b6 · черна пешка на бяло поле e6 · черен кон на черно поле f6 · бял офицер на черно поле b4 · бяла пешка на черно поле d4 · бяла пешка на бяло поле g4 · бяла пешка на черно поле a3 · бял кон на бяло поле f3 · бяла пешка на бяло поле h3 · бяла пешка на черно поле b2 · бяла пешка на бяло поле e2 · бяла пешка на черно поле f2 · бял офицер на бяло поле g2 · бял топ на черно поле c1 · бял цар на черно поле e1 · бял топ на черно поле g1 | черен топ на бяло поле c8 · черен топ на черно поле f8 · черен цар на бяло поле g8 · черна пешка на черно поле a7 · черен офицер на бяло поле b7 · черна пешка на черно поле c7 · черен кон на черно поле e7 · черна пешка на бяло поле f7 · черна пешка на черно поле g7 · черна пешка на бяло поле h7 · черна пешка на черно поле b6 · черна пешка на бяло поле e6 · черен кон на черно поле f6 · бял офицер на черно поле b4 · бяла пешка на черно поле d4 · бяла пешка на бяло поле g4 · бяла пешка на черно поле a3 · бял кон на бяло поле f3 · бяла пешка на бяло поле h3 · бяла пешка на черно поле b2 · бяла пешка на бяло поле e2 · бяла пешка на черно поле f2 · бял офицер на бяло поле g2 · бял топ на черно поле c1 · бял цар на черно поле e1 · бял топ на черно поле g1 | 2 |
| 1 | черен топ на бяло поле c8 · черен топ на черно поле f8 · черен цар на бяло поле g8 · черна пешка на черно поле a7 · черен офицер на бяло поле b7 · черна пешка на черно поле c7 · черен кон на черно поле e7 · черна пешка на бяло поле f7 · черна пешка на черно поле g7 · черна пешка на бяло поле h7 · черна пешка на черно поле b6 · черна пешка на бяло поле e6 · черен кон на черно поле f6 · бял офицер на черно поле b4 · бяла пешка на черно поле d4 · бяла пешка на бяло поле g4 · бяла пешка на черно поле a3 · бял кон на бяло поле f3 · бяла пешка на бяло поле h3 · бяла пешка на черно поле b2 · бяла пешка на бяло поле e2 · бяла пешка на черно поле f2 · бял офицер на бяло поле g2 · бял топ на черно поле c1 · бял цар на черно поле e1 · бял топ на черно поле g1 | черен топ на бяло поле c8 · черен топ на черно поле f8 · черен цар на бяло поле g8 · черна пешка на черно поле a7 · черен офицер на бяло поле b7 · черна пешка на черно поле c7 · черен кон на черно поле e7 · черна пешка на бяло поле f7 · черна пешка на черно поле g7 · черна пешка на бяло поле h7 · черна пешка на черно поле b6 · черна пешка на бяло поле e6 · черен кон на черно поле f6 · бял офицер на черно поле b4 · бяла пешка на черно поле d4 · бяла пешка на бяло поле g4 · бяла пешка на черно поле a3 · бял кон на бяло поле f3 · бяла пешка на бяло поле h3 · бяла пешка на черно поле b2 · бяла пешка на бяло поле e2 · бяла пешка на черно поле f2 · бял офицер на бяло поле g2 · бял топ на черно поле c1 · бял цар на черно поле e1 · бял топ на черно поле g1 | черен топ на бяло поле c8 · черен топ на черно поле f8 · черен цар на бяло поле g8 · черна пешка на черно поле a7 · черен офицер на бяло поле b7 · черна пешка на черно поле c7 · черен кон на черно поле e7 · черна пешка на бяло поле f7 · черна пешка на черно поле g7 · черна пешка на бяло поле h7 · черна пешка на черно поле b6 · черна пешка на бяло поле e6 · черен кон на черно поле f6 · бял офицер на черно поле b4 · бяла пешка на черно поле d4 · бяла пешка на бяло поле g4 · бяла пешка на черно поле a3 · бял кон на бяло поле f3 · бяла пешка на бяло поле h3 · бяла пешка на черно поле b2 · бяла пешка на бяло поле e2 · бяла пешка на черно поле f2 · бял офицер на бяло поле g2 · бял топ на черно поле c1 · бял цар на черно поле e1 · бял топ на черно поле g1 | черен топ на бяло поле c8 · черен топ на черно поле f8 · черен цар на бяло поле g8 · черна пешка на черно поле a7 · черен офицер на бяло поле b7 · черна пешка на черно поле c7 · черен кон на черно поле e7 · черна пешка на бяло поле f7 · черна пешка на черно поле g7 · черна пешка на бяло поле h7 · черна пешка на черно поле b6 · черна пешка на бяло поле e6 · черен кон на черно поле f6 · бял офицер на черно поле b4 · бяла пешка на черно поле d4 · бяла пешка на бяло поле g4 · бяла пешка на черно поле a3 · бял кон на бяло поле f3 · бяла пешка на бяло поле h3 · бяла пешка на черно поле b2 · бяла пешка на бяло поле e2 · бяла пешка на черно поле f2 · бял офицер на бяло поле g2 · бял топ на черно поле c1 · бял цар на черно поле e1 · бял топ на черно поле g1 | черен топ на бяло поле c8 · черен топ на черно поле f8 · черен цар на бяло поле g8 · черна пешка на черно поле a7 · черен офицер на бяло поле b7 · черна пешка на черно поле c7 · черен кон на черно поле e7 · черна пешка на бяло поле f7 · черна пешка на черно поле g7 · черна пешка на бяло поле h7 · черна пешка на черно поле b6 · черна пешка на бяло поле e6 · черен кон на черно поле f6 · бял офицер на черно поле b4 · бяла пешка на черно поле d4 · бяла пешка на бяло поле g4 · бяла пешка на черно поле a3 · бял кон на бяло поле f3 · бяла пешка на бяло поле h3 · бяла пешка на черно поле b2 · бяла пешка на бяло поле e2 · бяла пешка на черно поле f2 · бял офицер на бяло поле g2 · бял топ на черно поле c1 · бял цар на черно поле e1 · бял топ на черно поле g1 | черен топ на бяло поле c8 · черен топ на черно поле f8 · черен цар на бяло поле g8 · черна пешка на черно поле a7 · черен офицер на бяло поле b7 · черна пешка на черно поле c7 · черен кон на черно поле e7 · черна пешка на бяло поле f7 · черна пешка на черно поле g7 · черна пешка на бяло поле h7 · черна пешка на черно поле b6 · черна пешка на бяло поле e6 · черен кон на черно поле f6 · бял офицер на черно поле b4 · бяла пешка на черно поле d4 · бяла пешка на бяло поле g4 · бяла пешка на черно поле a3 · бял кон на бяло поле f3 · бяла пешка на бяло поле h3 · бяла пешка на черно поле b2 · бяла пешка на бяло поле e2 · бяла пешка на черно поле f2 · бял офицер на бяло поле g2 · бял топ на черно поле c1 · бял цар на черно поле e1 · бял топ на черно поле g1 | черен топ на бяло поле c8 · черен топ на черно поле f8 · черен цар на бяло поле g8 · черна пешка на черно поле a7 · черен офицер на бяло поле b7 · черна пешка на черно поле c7 · черен кон на черно поле e7 · черна пешка на бяло поле f7 · черна пешка на черно поле g7 · черна пешка на бяло поле h7 · черна пешка на черно поле b6 · черна пешка на бяло поле e6 · черен кон на черно поле f6 · бял офицер на черно поле b4 · бяла пешка на черно поле d4 · бяла пешка на бяло поле g4 · бяла пешка на черно поле a3 · бял кон на бяло поле f3 · бяла пешка на бяло поле h3 · бяла пешка на черно поле b2 · бяла пешка на бяло поле e2 · бяла пешка на черно поле f2 · бял офицер на бяло поле g2 · бял топ на черно поле c1 · бял цар на черно поле e1 · бял топ на черно поле g1 | черен топ на бяло поле c8 · черен топ на черно поле f8 · черен цар на бяло поле g8 · черна пешка на черно поле a7 · черен офицер на бяло поле b7 · черна пешка на черно поле c7 · черен кон на черно поле e7 · черна пешка на бяло поле f7 · черна пешка на черно поле g7 · черна пешка на бяло поле h7 · черна пешка на черно поле b6 · черна пешка на бяло поле e6 · черен кон на черно поле f6 · бял офицер на черно поле b4 · бяла пешка на черно поле d4 · бяла пешка на бяло поле g4 · бяла пешка на черно поле a3 · бял кон на бяло поле f3 · бяла пешка на бяло поле h3 · бяла пешка на черно поле b2 · бяла пешка на бяло поле e2 · бяла пешка на черно поле f2 · бял офицер на бяло поле g2 · бял топ на черно поле c1 · бял цар на черно поле e1 · бял топ на черно поле g1 | 1 |
|   | a | b | c | d | e | f | g | h |   |

|   | a | b | c | d | e | f | g | h |   |
| 8 | черен топ на бяло поле c8 · черен топ на черно поле d8 · черен цар на бяло поле g8 · черна пешка на черно поле a7 · черен кон на черно поле e7 · черна пешка на бяло поле f7 · черна пешка на черно поле g7 · черна пешка на бяло поле h7 · черна пешка на черно поле b6 · черна пешка на бяло поле e6 · черен кон на черно поле f6 · бяла пешка на черно поле c5 · бял кон на черно поле e5 · бял офицер на черно поле b4 · бяла пешка на бяло поле g4 · бяла пешка на черно поле a3 · бяла пешка на бяло поле h3 · бяла пешка на черно поле b2 · бяла пешка на бяло поле e2 · бяла пешка на черно поле f2 · бял топ на бяло поле g2 · бял топ на черно поле c1 · бял цар на черно поле e1 | черен топ на бяло поле c8 · черен топ на черно поле d8 · черен цар на бяло поле g8 · черна пешка на черно поле a7 · черен кон на черно поле e7 · черна пешка на бяло поле f7 · черна пешка на черно поле g7 · черна пешка на бяло поле h7 · черна пешка на черно поле b6 · черна пешка на бяло поле e6 · черен кон на черно поле f6 · бяла пешка на черно поле c5 · бял кон на черно поле e5 · бял офицер на черно поле b4 · бяла пешка на бяло поле g4 · бяла пешка на черно поле a3 · бяла пешка на бяло поле h3 · бяла пешка на черно поле b2 · бяла пешка на бяло поле e2 · бяла пешка на черно поле f2 · бял топ на бяло поле g2 · бял топ на черно поле c1 · бял цар на черно поле e1 | черен топ на бяло поле c8 · черен топ на черно поле d8 · черен цар на бяло поле g8 · черна пешка на черно поле a7 · черен кон на черно поле e7 · черна пешка на бяло поле f7 · черна пешка на черно поле g7 · черна пешка на бяло поле h7 · черна пешка на черно поле b6 · черна пешка на бяло поле e6 · черен кон на черно поле f6 · бяла пешка на черно поле c5 · бял кон на черно поле e5 · бял офицер на черно поле b4 · бяла пешка на бяло поле g4 · бяла пешка на черно поле a3 · бяла пешка на бяло поле h3 · бяла пешка на черно поле b2 · бяла пешка на бяло поле e2 · бяла пешка на черно поле f2 · бял топ на бяло поле g2 · бял топ на черно поле c1 · бял цар на черно поле e1 | черен топ на бяло поле c8 · черен топ на черно поле d8 · черен цар на бяло поле g8 · черна пешка на черно поле a7 · черен кон на черно поле e7 · черна пешка на бяло поле f7 · черна пешка на черно поле g7 · черна пешка на бяло поле h7 · черна пешка на черно поле b6 · черна пешка на бяло поле e6 · черен кон на черно поле f6 · бяла пешка на черно поле c5 · бял кон на черно поле e5 · бял офицер на черно поле b4 · бяла пешка на бяло поле g4 · бяла пешка на черно поле a3 · бяла пешка на бяло поле h3 · бяла пешка на черно поле b2 · бяла пешка на бяло поле e2 · бяла пешка на черно поле f2 · бял топ на бяло поле g2 · бял топ на черно поле c1 · бял цар на черно поле e1 | черен топ на бяло поле c8 · черен топ на черно поле d8 · черен цар на бяло поле g8 · черна пешка на черно поле a7 · черен кон на черно поле e7 · черна пешка на бяло поле f7 · черна пешка на черно поле g7 · черна пешка на бяло поле h7 · черна пешка на черно поле b6 · черна пешка на бяло поле e6 · черен кон на черно поле f6 · бяла пешка на черно поле c5 · бял кон на черно поле e5 · бял офицер на черно поле b4 · бяла пешка на бяло поле g4 · бяла пешка на черно поле a3 · бяла пешка на бяло поле h3 · бяла пешка на черно поле b2 · бяла пешка на бяло поле e2 · бяла пешка на черно поле f2 · бял топ на бяло поле g2 · бял топ на черно поле c1 · бял цар на черно поле e1 | черен топ на бяло поле c8 · черен топ на черно поле d8 · черен цар на бяло поле g8 · черна пешка на черно поле a7 · черен кон на черно поле e7 · черна пешка на бяло поле f7 · черна пешка на черно поле g7 · черна пешка на бяло поле h7 · черна пешка на черно поле b6 · черна пешка на бяло поле e6 · черен кон на черно поле f6 · бяла пешка на черно поле c5 · бял кон на черно поле e5 · бял офицер на черно поле b4 · бяла пешка на бяло поле g4 · бяла пешка на черно поле a3 · бяла пешка на бяло поле h3 · бяла пешка на черно поле b2 · бяла пешка на бяло поле e2 · бяла пешка на черно поле f2 · бял топ на бяло поле g2 · бял топ на черно поле c1 · бял цар на черно поле e1 | черен топ на бяло поле c8 · черен топ на черно поле d8 · черен цар на бяло поле g8 · черна пешка на черно поле a7 · черен кон на черно поле e7 · черна пешка на бяло поле f7 · черна пешка на черно поле g7 · черна пешка на бяло поле h7 · черна пешка на черно поле b6 · черна пешка на бяло поле e6 · черен кон на черно поле f6 · бяла пешка на черно поле c5 · бял кон на черно поле e5 · бял офицер на черно поле b4 · бяла пешка на бяло поле g4 · бяла пешка на черно поле a3 · бяла пешка на бяло поле h3 · бяла пешка на черно поле b2 · бяла пешка на бяло поле e2 · бяла пешка на черно поле f2 · бял топ на бяло поле g2 · бял топ на черно поле c1 · бял цар на черно поле e1 | черен топ на бяло поле c8 · черен топ на черно поле d8 · черен цар на бяло поле g8 · черна пешка на черно поле a7 · черен кон на черно поле e7 · черна пешка на бяло поле f7 · черна пешка на черно поле g7 · черна пешка на бяло поле h7 · черна пешка на черно поле b6 · черна пешка на бяло поле e6 · черен кон на черно поле f6 · бяла пешка на черно поле c5 · бял кон на черно поле e5 · бял офицер на черно поле b4 · бяла пешка на бяло поле g4 · бяла пешка на черно поле a3 · бяла пешка на бяло поле h3 · бяла пешка на черно поле b2 · бяла пешка на бяло поле e2 · бяла пешка на черно поле f2 · бял топ на бяло поле g2 · бял топ на черно поле c1 · бял цар на черно поле e1 | 8 |
| 7 | черен топ на бяло поле c8 · черен топ на черно поле d8 · черен цар на бяло поле g8 · черна пешка на черно поле a7 · черен кон на черно поле e7 · черна пешка на бяло поле f7 · черна пешка на черно поле g7 · черна пешка на бяло поле h7 · черна пешка на черно поле b6 · черна пешка на бяло поле e6 · черен кон на черно поле f6 · бяла пешка на черно поле c5 · бял кон на черно поле e5 · бял офицер на черно поле b4 · бяла пешка на бяло поле g4 · бяла пешка на черно поле a3 · бяла пешка на бяло поле h3 · бяла пешка на черно поле b2 · бяла пешка на бяло поле e2 · бяла пешка на черно поле f2 · бял топ на бяло поле g2 · бял топ на черно поле c1 · бял цар на черно поле e1 | черен топ на бяло поле c8 · черен топ на черно поле d8 · черен цар на бяло поле g8 · черна пешка на черно поле a7 · черен кон на черно поле e7 · черна пешка на бяло поле f7 · черна пешка на черно поле g7 · черна пешка на бяло поле h7 · черна пешка на черно поле b6 · черна пешка на бяло поле e6 · черен кон на черно поле f6 · бяла пешка на черно поле c5 · бял кон на черно поле e5 · бял офицер на черно поле b4 · бяла пешка на бяло поле g4 · бяла пешка на черно поле a3 · бяла пешка на бяло поле h3 · бяла пешка на черно поле b2 · бяла пешка на бяло поле e2 · бяла пешка на черно поле f2 · бял топ на бяло поле g2 · бял топ на черно поле c1 · бял цар на черно поле e1 | черен топ на бяло поле c8 · черен топ на черно поле d8 · черен цар на бяло поле g8 · черна пешка на черно поле a7 · черен кон на черно поле e7 · черна пешка на бяло поле f7 · черна пешка на черно поле g7 · черна пешка на бяло поле h7 · черна пешка на черно поле b6 · черна пешка на бяло поле e6 · черен кон на черно поле f6 · бяла пешка на черно поле c5 · бял кон на черно поле e5 · бял офицер на черно поле b4 · бяла пешка на бяло поле g4 · бяла пешка на черно поле a3 · бяла пешка на бяло поле h3 · бяла пешка на черно поле b2 · бяла пешка на бяло поле e2 · бяла пешка на черно поле f2 · бял топ на бяло поле g2 · бял топ на черно поле c1 · бял цар на черно поле e1 | черен топ на бяло поле c8 · черен топ на черно поле d8 · черен цар на бяло поле g8 · черна пешка на черно поле a7 · черен кон на черно поле e7 · черна пешка на бяло поле f7 · черна пешка на черно поле g7 · черна пешка на бяло поле h7 · черна пешка на черно поле b6 · черна пешка на бяло поле e6 · черен кон на черно поле f6 · бяла пешка на черно поле c5 · бял кон на черно поле e5 · бял офицер на черно поле b4 · бяла пешка на бяло поле g4 · бяла пешка на черно поле a3 · бяла пешка на бяло поле h3 · бяла пешка на черно поле b2 · бяла пешка на бяло поле e2 · бяла пешка на черно поле f2 · бял топ на бяло поле g2 · бял топ на черно поле c1 · бял цар на черно поле e1 | черен топ на бяло поле c8 · черен топ на черно поле d8 · черен цар на бяло поле g8 · черна пешка на черно поле a7 · черен кон на черно поле e7 · черна пешка на бяло поле f7 · черна пешка на черно поле g7 · черна пешка на бяло поле h7 · черна пешка на черно поле b6 · черна пешка на бяло поле e6 · черен кон на черно поле f6 · бяла пешка на черно поле c5 · бял кон на черно поле e5 · бял офицер на черно поле b4 · бяла пешка на бяло поле g4 · бяла пешка на черно поле a3 · бяла пешка на бяло поле h3 · бяла пешка на черно поле b2 · бяла пешка на бяло поле e2 · бяла пешка на черно поле f2 · бял топ на бяло поле g2 · бял топ на черно поле c1 · бял цар на черно поле e1 | черен топ на бяло поле c8 · черен топ на черно поле d8 · черен цар на бяло поле g8 · черна пешка на черно поле a7 · черен кон на черно поле e7 · черна пешка на бяло поле f7 · черна пешка на черно поле g7 · черна пешка на бяло поле h7 · черна пешка на черно поле b6 · черна пешка на бяло поле e6 · черен кон на черно поле f6 · бяла пешка на черно поле c5 · бял кон на черно поле e5 · бял офицер на черно поле b4 · бяла пешка на бяло поле g4 · бяла пешка на черно поле a3 · бяла пешка на бяло поле h3 · бяла пешка на черно поле b2 · бяла пешка на бяло поле e2 · бяла пешка на черно поле f2 · бял топ на бяло поле g2 · бял топ на черно поле c1 · бял цар на черно поле e1 | черен топ на бяло поле c8 · черен топ на черно поле d8 · черен цар на бяло поле g8 · черна пешка на черно поле a7 · черен кон на черно поле e7 · черна пешка на бяло поле f7 · черна пешка на черно поле g7 · черна пешка на бяло поле h7 · черна пешка на черно поле b6 · черна пешка на бяло поле e6 · черен кон на черно поле f6 · бяла пешка на черно поле c5 · бял кон на черно поле e5 · бял офицер на черно поле b4 · бяла пешка на бяло поле g4 · бяла пешка на черно поле a3 · бяла пешка на бяло поле h3 · бяла пешка на черно поле b2 · бяла пешка на бяло поле e2 · бяла пешка на черно поле f2 · бял топ на бяло поле g2 · бял топ на черно поле c1 · бял цар на черно поле e1 | черен топ на бяло поле c8 · черен топ на черно поле d8 · черен цар на бяло поле g8 · черна пешка на черно поле a7 · черен кон на черно поле e7 · черна пешка на бяло поле f7 · черна пешка на черно поле g7 · черна пешка на бяло поле h7 · черна пешка на черно поле b6 · черна пешка на бяло поле e6 · черен кон на черно поле f6 · бяла пешка на черно поле c5 · бял кон на черно поле e5 · бял офицер на черно поле b4 · бяла пешка на бяло поле g4 · бяла пешка на черно поле a3 · бяла пешка на бяло поле h3 · бяла пешка на черно поле b2 · бяла пешка на бяло поле e2 · бяла пешка на черно поле f2 · бял топ на бяло поле g2 · бял топ на черно поле c1 · бял цар на черно поле e1 | 7 |
| 6 | черен топ на бяло поле c8 · черен топ на черно поле d8 · черен цар на бяло поле g8 · черна пешка на черно поле a7 · черен кон на черно поле e7 · черна пешка на бяло поле f7 · черна пешка на черно поле g7 · черна пешка на бяло поле h7 · черна пешка на черно поле b6 · черна пешка на бяло поле e6 · черен кон на черно поле f6 · бяла пешка на черно поле c5 · бял кон на черно поле e5 · бял офицер на черно поле b4 · бяла пешка на бяло поле g4 · бяла пешка на черно поле a3 · бяла пешка на бяло поле h3 · бяла пешка на черно поле b2 · бяла пешка на бяло поле e2 · бяла пешка на черно поле f2 · бял топ на бяло поле g2 · бял топ на черно поле c1 · бял цар на черно поле e1 | черен топ на бяло поле c8 · черен топ на черно поле d8 · черен цар на бяло поле g8 · черна пешка на черно поле a7 · черен кон на черно поле e7 · черна пешка на бяло поле f7 · черна пешка на черно поле g7 · черна пешка на бяло поле h7 · черна пешка на черно поле b6 · черна пешка на бяло поле e6 · черен кон на черно поле f6 · бяла пешка на черно поле c5 · бял кон на черно поле e5 · бял офицер на черно поле b4 · бяла пешка на бяло поле g4 · бяла пешка на черно поле a3 · бяла пешка на бяло поле h3 · бяла пешка на черно поле b2 · бяла пешка на бяло поле e2 · бяла пешка на черно поле f2 · бял топ на бяло поле g2 · бял топ на черно поле c1 · бял цар на черно поле e1 | черен топ на бяло поле c8 · черен топ на черно поле d8 · черен цар на бяло поле g8 · черна пешка на черно поле a7 · черен кон на черно поле e7 · черна пешка на бяло поле f7 · черна пешка на черно поле g7 · черна пешка на бяло поле h7 · черна пешка на черно поле b6 · черна пешка на бяло поле e6 · черен кон на черно поле f6 · бяла пешка на черно поле c5 · бял кон на черно поле e5 · бял офицер на черно поле b4 · бяла пешка на бяло поле g4 · бяла пешка на черно поле a3 · бяла пешка на бяло поле h3 · бяла пешка на черно поле b2 · бяла пешка на бяло поле e2 · бяла пешка на черно поле f2 · бял топ на бяло поле g2 · бял топ на черно поле c1 · бял цар на черно поле e1 | черен топ на бяло поле c8 · черен топ на черно поле d8 · черен цар на бяло поле g8 · черна пешка на черно поле a7 · черен кон на черно поле e7 · черна пешка на бяло поле f7 · черна пешка на черно поле g7 · черна пешка на бяло поле h7 · черна пешка на черно поле b6 · черна пешка на бяло поле e6 · черен кон на черно поле f6 · бяла пешка на черно поле c5 · бял кон на черно поле e5 · бял офицер на черно поле b4 · бяла пешка на бяло поле g4 · бяла пешка на черно поле a3 · бяла пешка на бяло поле h3 · бяла пешка на черно поле b2 · бяла пешка на бяло поле e2 · бяла пешка на черно поле f2 · бял топ на бяло поле g2 · бял топ на черно поле c1 · бял цар на черно поле e1 | черен топ на бяло поле c8 · черен топ на черно поле d8 · черен цар на бяло поле g8 · черна пешка на черно поле a7 · черен кон на черно поле e7 · черна пешка на бяло поле f7 · черна пешка на черно поле g7 · черна пешка на бяло поле h7 · черна пешка на черно поле b6 · черна пешка на бяло поле e6 · черен кон на черно поле f6 · бяла пешка на черно поле c5 · бял кон на черно поле e5 · бял офицер на черно поле b4 · бяла пешка на бяло поле g4 · бяла пешка на черно поле a3 · бяла пешка на бяло поле h3 · бяла пешка на черно поле b2 · бяла пешка на бяло поле e2 · бяла пешка на черно поле f2 · бял топ на бяло поле g2 · бял топ на черно поле c1 · бял цар на черно поле e1 | черен топ на бяло поле c8 · черен топ на черно поле d8 · черен цар на бяло поле g8 · черна пешка на черно поле a7 · черен кон на черно поле e7 · черна пешка на бяло поле f7 · черна пешка на черно поле g7 · черна пешка на бяло поле h7 · черна пешка на черно поле b6 · черна пешка на бяло поле e6 · черен кон на черно поле f6 · бяла пешка на черно поле c5 · бял кон на черно поле e5 · бял офицер на черно поле b4 · бяла пешка на бяло поле g4 · бяла пешка на черно поле a3 · бяла пешка на бяло поле h3 · бяла пешка на черно поле b2 · бяла пешка на бяло поле e2 · бяла пешка на черно поле f2 · бял топ на бяло поле g2 · бял топ на черно поле c1 · бял цар на черно поле e1 | черен топ на бяло поле c8 · черен топ на черно поле d8 · черен цар на бяло поле g8 · черна пешка на черно поле a7 · черен кон на черно поле e7 · черна пешка на бяло поле f7 · черна пешка на черно поле g7 · черна пешка на бяло поле h7 · черна пешка на черно поле b6 · черна пешка на бяло поле e6 · черен кон на черно поле f6 · бяла пешка на черно поле c5 · бял кон на черно поле e5 · бял офицер на черно поле b4 · бяла пешка на бяло поле g4 · бяла пешка на черно поле a3 · бяла пешка на бяло поле h3 · бяла пешка на черно поле b2 · бяла пешка на бяло поле e2 · бяла пешка на черно поле f2 · бял топ на бяло поле g2 · бял топ на черно поле c1 · бял цар на черно поле e1 | черен топ на бяло поле c8 · черен топ на черно поле d8 · черен цар на бяло поле g8 · черна пешка на черно поле a7 · черен кон на черно поле e7 · черна пешка на бяло поле f7 · черна пешка на черно поле g7 · черна пешка на бяло поле h7 · черна пешка на черно поле b6 · черна пешка на бяло поле e6 · черен кон на черно поле f6 · бяла пешка на черно поле c5 · бял кон на черно поле e5 · бял офицер на черно поле b4 · бяла пешка на бяло поле g4 · бяла пешка на черно поле a3 · бяла пешка на бяло поле h3 · бяла пешка на черно поле b2 · бяла пешка на бяло поле e2 · бяла пешка на черно поле f2 · бял топ на бяло поле g2 · бял топ на черно поле c1 · бял цар на черно поле e1 | 6 |
| 5 | черен топ на бяло поле c8 · черен топ на черно поле d8 · черен цар на бяло поле g8 · черна пешка на черно поле a7 · черен кон на черно поле e7 · черна пешка на бяло поле f7 · черна пешка на черно поле g7 · черна пешка на бяло поле h7 · черна пешка на черно поле b6 · черна пешка на бяло поле e6 · черен кон на черно поле f6 · бяла пешка на черно поле c5 · бял кон на черно поле e5 · бял офицер на черно поле b4 · бяла пешка на бяло поле g4 · бяла пешка на черно поле a3 · бяла пешка на бяло поле h3 · бяла пешка на черно поле b2 · бяла пешка на бяло поле e2 · бяла пешка на черно поле f2 · бял топ на бяло поле g2 · бял топ на черно поле c1 · бял цар на черно поле e1 | черен топ на бяло поле c8 · черен топ на черно поле d8 · черен цар на бяло поле g8 · черна пешка на черно поле a7 · черен кон на черно поле e7 · черна пешка на бяло поле f7 · черна пешка на черно поле g7 · черна пешка на бяло поле h7 · черна пешка на черно поле b6 · черна пешка на бяло поле e6 · черен кон на черно поле f6 · бяла пешка на черно поле c5 · бял кон на черно поле e5 · бял офицер на черно поле b4 · бяла пешка на бяло поле g4 · бяла пешка на черно поле a3 · бяла пешка на бяло поле h3 · бяла пешка на черно поле b2 · бяла пешка на бяло поле e2 · бяла пешка на черно поле f2 · бял топ на бяло поле g2 · бял топ на черно поле c1 · бял цар на черно поле e1 | черен топ на бяло поле c8 · черен топ на черно поле d8 · черен цар на бяло поле g8 · черна пешка на черно поле a7 · черен кон на черно поле e7 · черна пешка на бяло поле f7 · черна пешка на черно поле g7 · черна пешка на бяло поле h7 · черна пешка на черно поле b6 · черна пешка на бяло поле e6 · черен кон на черно поле f6 · бяла пешка на черно поле c5 · бял кон на черно поле e5 · бял офицер на черно поле b4 · бяла пешка на бяло поле g4 · бяла пешка на черно поле a3 · бяла пешка на бяло поле h3 · бяла пешка на черно поле b2 · бяла пешка на бяло поле e2 · бяла пешка на черно поле f2 · бял топ на бяло поле g2 · бял топ на черно поле c1 · бял цар на черно поле e1 | черен топ на бяло поле c8 · черен топ на черно поле d8 · черен цар на бяло поле g8 · черна пешка на черно поле a7 · черен кон на черно поле e7 · черна пешка на бяло поле f7 · черна пешка на черно поле g7 · черна пешка на бяло поле h7 · черна пешка на черно поле b6 · черна пешка на бяло поле e6 · черен кон на черно поле f6 · бяла пешка на черно поле c5 · бял кон на черно поле e5 · бял офицер на черно поле b4 · бяла пешка на бяло поле g4 · бяла пешка на черно поле a3 · бяла пешка на бяло поле h3 · бяла пешка на черно поле b2 · бяла пешка на бяло поле e2 · бяла пешка на черно поле f2 · бял топ на бяло поле g2 · бял топ на черно поле c1 · бял цар на черно поле e1 | черен топ на бяло поле c8 · черен топ на черно поле d8 · черен цар на бяло поле g8 · черна пешка на черно поле a7 · черен кон на черно поле e7 · черна пешка на бяло поле f7 · черна пешка на черно поле g7 · черна пешка на бяло поле h7 · черна пешка на черно поле b6 · черна пешка на бяло поле e6 · черен кон на черно поле f6 · бяла пешка на черно поле c5 · бял кон на черно поле e5 · бял офицер на черно поле b4 · бяла пешка на бяло поле g4 · бяла пешка на черно поле a3 · бяла пешка на бяло поле h3 · бяла пешка на черно поле b2 · бяла пешка на бяло поле e2 · бяла пешка на черно поле f2 · бял топ на бяло поле g2 · бял топ на черно поле c1 · бял цар на черно поле e1 | черен топ на бяло поле c8 · черен топ на черно поле d8 · черен цар на бяло поле g8 · черна пешка на черно поле a7 · черен кон на черно поле e7 · черна пешка на бяло поле f7 · черна пешка на черно поле g7 · черна пешка на бяло поле h7 · черна пешка на черно поле b6 · черна пешка на бяло поле e6 · черен кон на черно поле f6 · бяла пешка на черно поле c5 · бял кон на черно поле e5 · бял офицер на черно поле b4 · бяла пешка на бяло поле g4 · бяла пешка на черно поле a3 · бяла пешка на бяло поле h3 · бяла пешка на черно поле b2 · бяла пешка на бяло поле e2 · бяла пешка на черно поле f2 · бял топ на бяло поле g2 · бял топ на черно поле c1 · бял цар на черно поле e1 | черен топ на бяло поле c8 · черен топ на черно поле d8 · черен цар на бяло поле g8 · черна пешка на черно поле a7 · черен кон на черно поле e7 · черна пешка на бяло поле f7 · черна пешка на черно поле g7 · черна пешка на бяло поле h7 · черна пешка на черно поле b6 · черна пешка на бяло поле e6 · черен кон на черно поле f6 · бяла пешка на черно поле c5 · бял кон на черно поле e5 · бял офицер на черно поле b4 · бяла пешка на бяло поле g4 · бяла пешка на черно поле a3 · бяла пешка на бяло поле h3 · бяла пешка на черно поле b2 · бяла пешка на бяло поле e2 · бяла пешка на черно поле f2 · бял топ на бяло поле g2 · бял топ на черно поле c1 · бял цар на черно поле e1 | черен топ на бяло поле c8 · черен топ на черно поле d8 · черен цар на бяло поле g8 · черна пешка на черно поле a7 · черен кон на черно поле e7 · черна пешка на бяло поле f7 · черна пешка на черно поле g7 · черна пешка на бяло поле h7 · черна пешка на черно поле b6 · черна пешка на бяло поле e6 · черен кон на черно поле f6 · бяла пешка на черно поле c5 · бял кон на черно поле e5 · бял офицер на черно поле b4 · бяла пешка на бяло поле g4 · бяла пешка на черно поле a3 · бяла пешка на бяло поле h3 · бяла пешка на черно поле b2 · бяла пешка на бяло поле e2 · бяла пешка на черно поле f2 · бял топ на бяло поле g2 · бял топ на черно поле c1 · бял цар на черно поле e1 | 5 |
| 4 | черен топ на бяло поле c8 · черен топ на черно поле d8 · черен цар на бяло поле g8 · черна пешка на черно поле a7 · черен кон на черно поле e7 · черна пешка на бяло поле f7 · черна пешка на черно поле g7 · черна пешка на бяло поле h7 · черна пешка на черно поле b6 · черна пешка на бяло поле e6 · черен кон на черно поле f6 · бяла пешка на черно поле c5 · бял кон на черно поле e5 · бял офицер на черно поле b4 · бяла пешка на бяло поле g4 · бяла пешка на черно поле a3 · бяла пешка на бяло поле h3 · бяла пешка на черно поле b2 · бяла пешка на бяло поле e2 · бяла пешка на черно поле f2 · бял топ на бяло поле g2 · бял топ на черно поле c1 · бял цар на черно поле e1 | черен топ на бяло поле c8 · черен топ на черно поле d8 · черен цар на бяло поле g8 · черна пешка на черно поле a7 · черен кон на черно поле e7 · черна пешка на бяло поле f7 · черна пешка на черно поле g7 · черна пешка на бяло поле h7 · черна пешка на черно поле b6 · черна пешка на бяло поле e6 · черен кон на черно поле f6 · бяла пешка на черно поле c5 · бял кон на черно поле e5 · бял офицер на черно поле b4 · бяла пешка на бяло поле g4 · бяла пешка на черно поле a3 · бяла пешка на бяло поле h3 · бяла пешка на черно поле b2 · бяла пешка на бяло поле e2 · бяла пешка на черно поле f2 · бял топ на бяло поле g2 · бял топ на черно поле c1 · бял цар на черно поле e1 | черен топ на бяло поле c8 · черен топ на черно поле d8 · черен цар на бяло поле g8 · черна пешка на черно поле a7 · черен кон на черно поле e7 · черна пешка на бяло поле f7 · черна пешка на черно поле g7 · черна пешка на бяло поле h7 · черна пешка на черно поле b6 · черна пешка на бяло поле e6 · черен кон на черно поле f6 · бяла пешка на черно поле c5 · бял кон на черно поле e5 · бял офицер на черно поле b4 · бяла пешка на бяло поле g4 · бяла пешка на черно поле a3 · бяла пешка на бяло поле h3 · бяла пешка на черно поле b2 · бяла пешка на бяло поле e2 · бяла пешка на черно поле f2 · бял топ на бяло поле g2 · бял топ на черно поле c1 · бял цар на черно поле e1 | черен топ на бяло поле c8 · черен топ на черно поле d8 · черен цар на бяло поле g8 · черна пешка на черно поле a7 · черен кон на черно поле e7 · черна пешка на бяло поле f7 · черна пешка на черно поле g7 · черна пешка на бяло поле h7 · черна пешка на черно поле b6 · черна пешка на бяло поле e6 · черен кон на черно поле f6 · бяла пешка на черно поле c5 · бял кон на черно поле e5 · бял офицер на черно поле b4 · бяла пешка на бяло поле g4 · бяла пешка на черно поле a3 · бяла пешка на бяло поле h3 · бяла пешка на черно поле b2 · бяла пешка на бяло поле e2 · бяла пешка на черно поле f2 · бял топ на бяло поле g2 · бял топ на черно поле c1 · бял цар на черно поле e1 | черен топ на бяло поле c8 · черен топ на черно поле d8 · черен цар на бяло поле g8 · черна пешка на черно поле a7 · черен кон на черно поле e7 · черна пешка на бяло поле f7 · черна пешка на черно поле g7 · черна пешка на бяло поле h7 · черна пешка на черно поле b6 · черна пешка на бяло поле e6 · черен кон на черно поле f6 · бяла пешка на черно поле c5 · бял кон на черно поле e5 · бял офицер на черно поле b4 · бяла пешка на бяло поле g4 · бяла пешка на черно поле a3 · бяла пешка на бяло поле h3 · бяла пешка на черно поле b2 · бяла пешка на бяло поле e2 · бяла пешка на черно поле f2 · бял топ на бяло поле g2 · бял топ на черно поле c1 · бял цар на черно поле e1 | черен топ на бяло поле c8 · черен топ на черно поле d8 · черен цар на бяло поле g8 · черна пешка на черно поле a7 · черен кон на черно поле e7 · черна пешка на бяло поле f7 · черна пешка на черно поле g7 · черна пешка на бяло поле h7 · черна пешка на черно поле b6 · черна пешка на бяло поле e6 · черен кон на черно поле f6 · бяла пешка на черно поле c5 · бял кон на черно поле e5 · бял офицер на черно поле b4 · бяла пешка на бяло поле g4 · бяла пешка на черно поле a3 · бяла пешка на бяло поле h3 · бяла пешка на черно поле b2 · бяла пешка на бяло поле e2 · бяла пешка на черно поле f2 · бял топ на бяло поле g2 · бял топ на черно поле c1 · бял цар на черно поле e1 | черен топ на бяло поле c8 · черен топ на черно поле d8 · черен цар на бяло поле g8 · черна пешка на черно поле a7 · черен кон на черно поле e7 · черна пешка на бяло поле f7 · черна пешка на черно поле g7 · черна пешка на бяло поле h7 · черна пешка на черно поле b6 · черна пешка на бяло поле e6 · черен кон на черно поле f6 · бяла пешка на черно поле c5 · бял кон на черно поле e5 · бял офицер на черно поле b4 · бяла пешка на бяло поле g4 · бяла пешка на черно поле a3 · бяла пешка на бяло поле h3 · бяла пешка на черно поле b2 · бяла пешка на бяло поле e2 · бяла пешка на черно поле f2 · бял топ на бяло поле g2 · бял топ на черно поле c1 · бял цар на черно поле e1 | черен топ на бяло поле c8 · черен топ на черно поле d8 · черен цар на бяло поле g8 · черна пешка на черно поле a7 · черен кон на черно поле e7 · черна пешка на бяло поле f7 · черна пешка на черно поле g7 · черна пешка на бяло поле h7 · черна пешка на черно поле b6 · черна пешка на бяло поле e6 · черен кон на черно поле f6 · бяла пешка на черно поле c5 · бял кон на черно поле e5 · бял офицер на черно поле b4 · бяла пешка на бяло поле g4 · бяла пешка на черно поле a3 · бяла пешка на бяло поле h3 · бяла пешка на черно поле b2 · бяла пешка на бяло поле e2 · бяла пешка на черно поле f2 · бял топ на бяло поле g2 · бял топ на черно поле c1 · бял цар на черно поле e1 | 4 |
| 3 | черен топ на бяло поле c8 · черен топ на черно поле d8 · черен цар на бяло поле g8 · черна пешка на черно поле a7 · черен кон на черно поле e7 · черна пешка на бяло поле f7 · черна пешка на черно поле g7 · черна пешка на бяло поле h7 · черна пешка на черно поле b6 · черна пешка на бяло поле e6 · черен кон на черно поле f6 · бяла пешка на черно поле c5 · бял кон на черно поле e5 · бял офицер на черно поле b4 · бяла пешка на бяло поле g4 · бяла пешка на черно поле a3 · бяла пешка на бяло поле h3 · бяла пешка на черно поле b2 · бяла пешка на бяло поле e2 · бяла пешка на черно поле f2 · бял топ на бяло поле g2 · бял топ на черно поле c1 · бял цар на черно поле e1 | черен топ на бяло поле c8 · черен топ на черно поле d8 · черен цар на бяло поле g8 · черна пешка на черно поле a7 · черен кон на черно поле e7 · черна пешка на бяло поле f7 · черна пешка на черно поле g7 · черна пешка на бяло поле h7 · черна пешка на черно поле b6 · черна пешка на бяло поле e6 · черен кон на черно поле f6 · бяла пешка на черно поле c5 · бял кон на черно поле e5 · бял офицер на черно поле b4 · бяла пешка на бяло поле g4 · бяла пешка на черно поле a3 · бяла пешка на бяло поле h3 · бяла пешка на черно поле b2 · бяла пешка на бяло поле e2 · бяла пешка на черно поле f2 · бял топ на бяло поле g2 · бял топ на черно поле c1 · бял цар на черно поле e1 | черен топ на бяло поле c8 · черен топ на черно поле d8 · черен цар на бяло поле g8 · черна пешка на черно поле a7 · черен кон на черно поле e7 · черна пешка на бяло поле f7 · черна пешка на черно поле g7 · черна пешка на бяло поле h7 · черна пешка на черно поле b6 · черна пешка на бяло поле e6 · черен кон на черно поле f6 · бяла пешка на черно поле c5 · бял кон на черно поле e5 · бял офицер на черно поле b4 · бяла пешка на бяло поле g4 · бяла пешка на черно поле a3 · бяла пешка на бяло поле h3 · бяла пешка на черно поле b2 · бяла пешка на бяло поле e2 · бяла пешка на черно поле f2 · бял топ на бяло поле g2 · бял топ на черно поле c1 · бял цар на черно поле e1 | черен топ на бяло поле c8 · черен топ на черно поле d8 · черен цар на бяло поле g8 · черна пешка на черно поле a7 · черен кон на черно поле e7 · черна пешка на бяло поле f7 · черна пешка на черно поле g7 · черна пешка на бяло поле h7 · черна пешка на черно поле b6 · черна пешка на бяло поле e6 · черен кон на черно поле f6 · бяла пешка на черно поле c5 · бял кон на черно поле e5 · бял офицер на черно поле b4 · бяла пешка на бяло поле g4 · бяла пешка на черно поле a3 · бяла пешка на бяло поле h3 · бяла пешка на черно поле b2 · бяла пешка на бяло поле e2 · бяла пешка на черно поле f2 · бял топ на бяло поле g2 · бял топ на черно поле c1 · бял цар на черно поле e1 | черен топ на бяло поле c8 · черен топ на черно поле d8 · черен цар на бяло поле g8 · черна пешка на черно поле a7 · черен кон на черно поле e7 · черна пешка на бяло поле f7 · черна пешка на черно поле g7 · черна пешка на бяло поле h7 · черна пешка на черно поле b6 · черна пешка на бяло поле e6 · черен кон на черно поле f6 · бяла пешка на черно поле c5 · бял кон на черно поле e5 · бял офицер на черно поле b4 · бяла пешка на бяло поле g4 · бяла пешка на черно поле a3 · бяла пешка на бяло поле h3 · бяла пешка на черно поле b2 · бяла пешка на бяло поле e2 · бяла пешка на черно поле f2 · бял топ на бяло поле g2 · бял топ на черно поле c1 · бял цар на черно поле e1 | черен топ на бяло поле c8 · черен топ на черно поле d8 · черен цар на бяло поле g8 · черна пешка на черно поле a7 · черен кон на черно поле e7 · черна пешка на бяло поле f7 · черна пешка на черно поле g7 · черна пешка на бяло поле h7 · черна пешка на черно поле b6 · черна пешка на бяло поле e6 · черен кон на черно поле f6 · бяла пешка на черно поле c5 · бял кон на черно поле e5 · бял офицер на черно поле b4 · бяла пешка на бяло поле g4 · бяла пешка на черно поле a3 · бяла пешка на бяло поле h3 · бяла пешка на черно поле b2 · бяла пешка на бяло поле e2 · бяла пешка на черно поле f2 · бял топ на бяло поле g2 · бял топ на черно поле c1 · бял цар на черно поле e1 | черен топ на бяло поле c8 · черен топ на черно поле d8 · черен цар на бяло поле g8 · черна пешка на черно поле a7 · черен кон на черно поле e7 · черна пешка на бяло поле f7 · черна пешка на черно поле g7 · черна пешка на бяло поле h7 · черна пешка на черно поле b6 · черна пешка на бяло поле e6 · черен кон на черно поле f6 · бяла пешка на черно поле c5 · бял кон на черно поле e5 · бял офицер на черно поле b4 · бяла пешка на бяло поле g4 · бяла пешка на черно поле a3 · бяла пешка на бяло поле h3 · бяла пешка на черно поле b2 · бяла пешка на бяло поле e2 · бяла пешка на черно поле f2 · бял топ на бяло поле g2 · бял топ на черно поле c1 · бял цар на черно поле e1 | черен топ на бяло поле c8 · черен топ на черно поле d8 · черен цар на бяло поле g8 · черна пешка на черно поле a7 · черен кон на черно поле e7 · черна пешка на бяло поле f7 · черна пешка на черно поле g7 · черна пешка на бяло поле h7 · черна пешка на черно поле b6 · черна пешка на бяло поле e6 · черен кон на черно поле f6 · бяла пешка на черно поле c5 · бял кон на черно поле e5 · бял офицер на черно поле b4 · бяла пешка на бяло поле g4 · бяла пешка на черно поле a3 · бяла пешка на бяло поле h3 · бяла пешка на черно поле b2 · бяла пешка на бяло поле e2 · бяла пешка на черно поле f2 · бял топ на бяло поле g2 · бял топ на черно поле c1 · бял цар на черно поле e1 | 3 |
| 2 | черен топ на бяло поле c8 · черен топ на черно поле d8 · черен цар на бяло поле g8 · черна пешка на черно поле a7 · черен кон на черно поле e7 · черна пешка на бяло поле f7 · черна пешка на черно поле g7 · черна пешка на бяло поле h7 · черна пешка на черно поле b6 · черна пешка на бяло поле e6 · черен кон на черно поле f6 · бяла пешка на черно поле c5 · бял кон на черно поле e5 · бял офицер на черно поле b4 · бяла пешка на бяло поле g4 · бяла пешка на черно поле a3 · бяла пешка на бяло поле h3 · бяла пешка на черно поле b2 · бяла пешка на бяло поле e2 · бяла пешка на черно поле f2 · бял топ на бяло поле g2 · бял топ на черно поле c1 · бял цар на черно поле e1 | черен топ на бяло поле c8 · черен топ на черно поле d8 · черен цар на бяло поле g8 · черна пешка на черно поле a7 · черен кон на черно поле e7 · черна пешка на бяло поле f7 · черна пешка на черно поле g7 · черна пешка на бяло поле h7 · черна пешка на черно поле b6 · черна пешка на бяло поле e6 · черен кон на черно поле f6 · бяла пешка на черно поле c5 · бял кон на черно поле e5 · бял офицер на черно поле b4 · бяла пешка на бяло поле g4 · бяла пешка на черно поле a3 · бяла пешка на бяло поле h3 · бяла пешка на черно поле b2 · бяла пешка на бяло поле e2 · бяла пешка на черно поле f2 · бял топ на бяло поле g2 · бял топ на черно поле c1 · бял цар на черно поле e1 | черен топ на бяло поле c8 · черен топ на черно поле d8 · черен цар на бяло поле g8 · черна пешка на черно поле a7 · черен кон на черно поле e7 · черна пешка на бяло поле f7 · черна пешка на черно поле g7 · черна пешка на бяло поле h7 · черна пешка на черно поле b6 · черна пешка на бяло поле e6 · черен кон на черно поле f6 · бяла пешка на черно поле c5 · бял кон на черно поле e5 · бял офицер на черно поле b4 · бяла пешка на бяло поле g4 · бяла пешка на черно поле a3 · бяла пешка на бяло поле h3 · бяла пешка на черно поле b2 · бяла пешка на бяло поле e2 · бяла пешка на черно поле f2 · бял топ на бяло поле g2 · бял топ на черно поле c1 · бял цар на черно поле e1 | черен топ на бяло поле c8 · черен топ на черно поле d8 · черен цар на бяло поле g8 · черна пешка на черно поле a7 · черен кон на черно поле e7 · черна пешка на бяло поле f7 · черна пешка на черно поле g7 · черна пешка на бяло поле h7 · черна пешка на черно поле b6 · черна пешка на бяло поле e6 · черен кон на черно поле f6 · бяла пешка на черно поле c5 · бял кон на черно поле e5 · бял офицер на черно поле b4 · бяла пешка на бяло поле g4 · бяла пешка на черно поле a3 · бяла пешка на бяло поле h3 · бяла пешка на черно поле b2 · бяла пешка на бяло поле e2 · бяла пешка на черно поле f2 · бял топ на бяло поле g2 · бял топ на черно поле c1 · бял цар на черно поле e1 | черен топ на бяло поле c8 · черен топ на черно поле d8 · черен цар на бяло поле g8 · черна пешка на черно поле a7 · черен кон на черно поле e7 · черна пешка на бяло поле f7 · черна пешка на черно поле g7 · черна пешка на бяло поле h7 · черна пешка на черно поле b6 · черна пешка на бяло поле e6 · черен кон на черно поле f6 · бяла пешка на черно поле c5 · бял кон на черно поле e5 · бял офицер на черно поле b4 · бяла пешка на бяло поле g4 · бяла пешка на черно поле a3 · бяла пешка на бяло поле h3 · бяла пешка на черно поле b2 · бяла пешка на бяло поле e2 · бяла пешка на черно поле f2 · бял топ на бяло поле g2 · бял топ на черно поле c1 · бял цар на черно поле e1 | черен топ на бяло поле c8 · черен топ на черно поле d8 · черен цар на бяло поле g8 · черна пешка на черно поле a7 · черен кон на черно поле e7 · черна пешка на бяло поле f7 · черна пешка на черно поле g7 · черна пешка на бяло поле h7 · черна пешка на черно поле b6 · черна пешка на бяло поле e6 · черен кон на черно поле f6 · бяла пешка на черно поле c5 · бял кон на черно поле e5 · бял офицер на черно поле b4 · бяла пешка на бяло поле g4 · бяла пешка на черно поле a3 · бяла пешка на бяло поле h3 · бяла пешка на черно поле b2 · бяла пешка на бяло поле e2 · бяла пешка на черно поле f2 · бял топ на бяло поле g2 · бял топ на черно поле c1 · бял цар на черно поле e1 | черен топ на бяло поле c8 · черен топ на черно поле d8 · черен цар на бяло поле g8 · черна пешка на черно поле a7 · черен кон на черно поле e7 · черна пешка на бяло поле f7 · черна пешка на черно поле g7 · черна пешка на бяло поле h7 · черна пешка на черно поле b6 · черна пешка на бяло поле e6 · черен кон на черно поле f6 · бяла пешка на черно поле c5 · бял кон на черно поле e5 · бял офицер на черно поле b4 · бяла пешка на бяло поле g4 · бяла пешка на черно поле a3 · бяла пешка на бяло поле h3 · бяла пешка на черно поле b2 · бяла пешка на бяло поле e2 · бяла пешка на черно поле f2 · бял топ на бяло поле g2 · бял топ на черно поле c1 · бял цар на черно поле e1 | черен топ на бяло поле c8 · черен топ на черно поле d8 · черен цар на бяло поле g8 · черна пешка на черно поле a7 · черен кон на черно поле e7 · черна пешка на бяло поле f7 · черна пешка на черно поле g7 · черна пешка на бяло поле h7 · черна пешка на черно поле b6 · черна пешка на бяло поле e6 · черен кон на черно поле f6 · бяла пешка на черно поле c5 · бял кон на черно поле e5 · бял офицер на черно поле b4 · бяла пешка на бяло поле g4 · бяла пешка на черно поле a3 · бяла пешка на бяло поле h3 · бяла пешка на черно поле b2 · бяла пешка на бяло поле e2 · бяла пешка на черно поле f2 · бял топ на бяло поле g2 · бял топ на черно поле c1 · бял цар на черно поле e1 | 2 |
| 1 | черен топ на бяло поле c8 · черен топ на черно поле d8 · черен цар на бяло поле g8 · черна пешка на черно поле a7 · черен кон на черно поле e7 · черна пешка на бяло поле f7 · черна пешка на черно поле g7 · черна пешка на бяло поле h7 · черна пешка на черно поле b6 · черна пешка на бяло поле e6 · черен кон на черно поле f6 · бяла пешка на черно поле c5 · бял кон на черно поле e5 · бял офицер на черно поле b4 · бяла пешка на бяло поле g4 · бяла пешка на черно поле a3 · бяла пешка на бяло поле h3 · бяла пешка на черно поле b2 · бяла пешка на бяло поле e2 · бяла пешка на черно поле f2 · бял топ на бяло поле g2 · бял топ на черно поле c1 · бял цар на черно поле e1 | черен топ на бяло поле c8 · черен топ на черно поле d8 · черен цар на бяло поле g8 · черна пешка на черно поле a7 · черен кон на черно поле e7 · черна пешка на бяло поле f7 · черна пешка на черно поле g7 · черна пешка на бяло поле h7 · черна пешка на черно поле b6 · черна пешка на бяло поле e6 · черен кон на черно поле f6 · бяла пешка на черно поле c5 · бял кон на черно поле e5 · бял офицер на черно поле b4 · бяла пешка на бяло поле g4 · бяла пешка на черно поле a3 · бяла пешка на бяло поле h3 · бяла пешка на черно поле b2 · бяла пешка на бяло поле e2 · бяла пешка на черно поле f2 · бял топ на бяло поле g2 · бял топ на черно поле c1 · бял цар на черно поле e1 | черен топ на бяло поле c8 · черен топ на черно поле d8 · черен цар на бяло поле g8 · черна пешка на черно поле a7 · черен кон на черно поле e7 · черна пешка на бяло поле f7 · черна пешка на черно поле g7 · черна пешка на бяло поле h7 · черна пешка на черно поле b6 · черна пешка на бяло поле e6 · черен кон на черно поле f6 · бяла пешка на черно поле c5 · бял кон на черно поле e5 · бял офицер на черно поле b4 · бяла пешка на бяло поле g4 · бяла пешка на черно поле a3 · бяла пешка на бяло поле h3 · бяла пешка на черно поле b2 · бяла пешка на бяло поле e2 · бяла пешка на черно поле f2 · бял топ на бяло поле g2 · бял топ на черно поле c1 · бял цар на черно поле e1 | черен топ на бяло поле c8 · черен топ на черно поле d8 · черен цар на бяло поле g8 · черна пешка на черно поле a7 · черен кон на черно поле e7 · черна пешка на бяло поле f7 · черна пешка на черно поле g7 · черна пешка на бяло поле h7 · черна пешка на черно поле b6 · черна пешка на бяло поле e6 · черен кон на черно поле f6 · бяла пешка на черно поле c5 · бял кон на черно поле e5 · бял офицер на черно поле b4 · бяла пешка на бяло поле g4 · бяла пешка на черно поле a3 · бяла пешка на бяло поле h3 · бяла пешка на черно поле b2 · бяла пешка на бяло поле e2 · бяла пешка на черно поле f2 · бял топ на бяло поле g2 · бял топ на черно поле c1 · бял цар на черно поле e1 | черен топ на бяло поле c8 · черен топ на черно поле d8 · черен цар на бяло поле g8 · черна пешка на черно поле a7 · черен кон на черно поле e7 · черна пешка на бяло поле f7 · черна пешка на черно поле g7 · черна пешка на бяло поле h7 · черна пешка на черно поле b6 · черна пешка на бяло поле e6 · черен кон на черно поле f6 · бяла пешка на черно поле c5 · бял кон на черно поле e5 · бял офицер на черно поле b4 · бяла пешка на бяло поле g4 · бяла пешка на черно поле a3 · бяла пешка на бяло поле h3 · бяла пешка на черно поле b2 · бяла пешка на бяло поле e2 · бяла пешка на черно поле f2 · бял топ на бяло поле g2 · бял топ на черно поле c1 · бял цар на черно поле e1 | черен топ на бяло поле c8 · черен топ на черно поле d8 · черен цар на бяло поле g8 · черна пешка на черно поле a7 · черен кон на черно поле e7 · черна пешка на бяло поле f7 · черна пешка на черно поле g7 · черна пешка на бяло поле h7 · черна пешка на черно поле b6 · черна пешка на бяло поле e6 · черен кон на черно поле f6 · бяла пешка на черно поле c5 · бял кон на черно поле e5 · бял офицер на черно поле b4 · бяла пешка на бяло поле g4 · бяла пешка на черно поле a3 · бяла пешка на бяло поле h3 · бяла пешка на черно поле b2 · бяла пешка на бяло поле e2 · бяла пешка на черно поле f2 · бял топ на бяло поле g2 · бял топ на черно поле c1 · бял цар на черно поле e1 | черен топ на бяло поле c8 · черен топ на черно поле d8 · черен цар на бяло поле g8 · черна пешка на черно поле a7 · черен кон на черно поле e7 · черна пешка на бяло поле f7 · черна пешка на черно поле g7 · черна пешка на бяло поле h7 · черна пешка на черно поле b6 · черна пешка на бяло поле e6 · черен кон на черно поле f6 · бяла пешка на черно поле c5 · бял кон на черно поле e5 · бял офицер на черно поле b4 · бяла пешка на бяло поле g4 · бяла пешка на черно поле a3 · бяла пешка на бяло поле h3 · бяла пешка на черно поле b2 · бяла пешка на бяло поле e2 · бяла пешка на черно поле f2 · бял топ на бяло поле g2 · бял топ на черно поле c1 · бял цар на черно поле e1 | черен топ на бяло поле c8 · черен топ на черно поле d8 · черен цар на бяло поле g8 · черна пешка на черно поле a7 · черен кон на черно поле e7 · черна пешка на бяло поле f7 · черна пешка на черно поле g7 · черна пешка на бяло поле h7 · черна пешка на черно поле b6 · черна пешка на бяло поле e6 · черен кон на черно поле f6 · бяла пешка на черно поле c5 · бял кон на черно поле e5 · бял офицер на черно поле b4 · бяла пешка на бяло поле g4 · бяла пешка на черно поле a3 · бяла пешка на бяло поле h3 · бяла пешка на черно поле b2 · бяла пешка на бяло поле e2 · бяла пешка на черно поле f2 · бял топ на бяло поле g2 · бял топ на черно поле c1 · бял цар на черно поле e1 | 1 |
|   | a | b | c | d | e | f | g | h |   |

|   | a | b | c | d | e | f | g | h |   |
| 8 | черен топ на бяло поле c8 · черен цар на бяло поле g8 · черна пешка на черно поле g7 · черна пешка на бяло поле h7 · черна пешка на черно поле a5 · черен кон на бяло поле d5 · бяла пешка на бяло поле f5 · черен кон на бяло поле e4 · бяла пешка на черно поле a3 · бял кон на бяло поле d3 · бяла пешка на черно поле e3 · бяла пешка на бяло поле h3 · бяла пешка на черно поле b2 · бял топ на бяло поле g2 · бял офицер на черно поле c1 · бял цар на черно поле e1 | черен топ на бяло поле c8 · черен цар на бяло поле g8 · черна пешка на черно поле g7 · черна пешка на бяло поле h7 · черна пешка на черно поле a5 · черен кон на бяло поле d5 · бяла пешка на бяло поле f5 · черен кон на бяло поле e4 · бяла пешка на черно поле a3 · бял кон на бяло поле d3 · бяла пешка на черно поле e3 · бяла пешка на бяло поле h3 · бяла пешка на черно поле b2 · бял топ на бяло поле g2 · бял офицер на черно поле c1 · бял цар на черно поле e1 | черен топ на бяло поле c8 · черен цар на бяло поле g8 · черна пешка на черно поле g7 · черна пешка на бяло поле h7 · черна пешка на черно поле a5 · черен кон на бяло поле d5 · бяла пешка на бяло поле f5 · черен кон на бяло поле e4 · бяла пешка на черно поле a3 · бял кон на бяло поле d3 · бяла пешка на черно поле e3 · бяла пешка на бяло поле h3 · бяла пешка на черно поле b2 · бял топ на бяло поле g2 · бял офицер на черно поле c1 · бял цар на черно поле e1 | черен топ на бяло поле c8 · черен цар на бяло поле g8 · черна пешка на черно поле g7 · черна пешка на бяло поле h7 · черна пешка на черно поле a5 · черен кон на бяло поле d5 · бяла пешка на бяло поле f5 · черен кон на бяло поле e4 · бяла пешка на черно поле a3 · бял кон на бяло поле d3 · бяла пешка на черно поле e3 · бяла пешка на бяло поле h3 · бяла пешка на черно поле b2 · бял топ на бяло поле g2 · бял офицер на черно поле c1 · бял цар на черно поле e1 | черен топ на бяло поле c8 · черен цар на бяло поле g8 · черна пешка на черно поле g7 · черна пешка на бяло поле h7 · черна пешка на черно поле a5 · черен кон на бяло поле d5 · бяла пешка на бяло поле f5 · черен кон на бяло поле e4 · бяла пешка на черно поле a3 · бял кон на бяло поле d3 · бяла пешка на черно поле e3 · бяла пешка на бяло поле h3 · бяла пешка на черно поле b2 · бял топ на бяло поле g2 · бял офицер на черно поле c1 · бял цар на черно поле e1 | черен топ на бяло поле c8 · черен цар на бяло поле g8 · черна пешка на черно поле g7 · черна пешка на бяло поле h7 · черна пешка на черно поле a5 · черен кон на бяло поле d5 · бяла пешка на бяло поле f5 · черен кон на бяло поле e4 · бяла пешка на черно поле a3 · бял кон на бяло поле d3 · бяла пешка на черно поле e3 · бяла пешка на бяло поле h3 · бяла пешка на черно поле b2 · бял топ на бяло поле g2 · бял офицер на черно поле c1 · бял цар на черно поле e1 | черен топ на бяло поле c8 · черен цар на бяло поле g8 · черна пешка на черно поле g7 · черна пешка на бяло поле h7 · черна пешка на черно поле a5 · черен кон на бяло поле d5 · бяла пешка на бяло поле f5 · черен кон на бяло поле e4 · бяла пешка на черно поле a3 · бял кон на бяло поле d3 · бяла пешка на черно поле e3 · бяла пешка на бяло поле h3 · бяла пешка на черно поле b2 · бял топ на бяло поле g2 · бял офицер на черно поле c1 · бял цар на черно поле e1 | черен топ на бяло поле c8 · черен цар на бяло поле g8 · черна пешка на черно поле g7 · черна пешка на бяло поле h7 · черна пешка на черно поле a5 · черен кон на бяло поле d5 · бяла пешка на бяло поле f5 · черен кон на бяло поле e4 · бяла пешка на черно поле a3 · бял кон на бяло поле d3 · бяла пешка на черно поле e3 · бяла пешка на бяло поле h3 · бяла пешка на черно поле b2 · бял топ на бяло поле g2 · бял офицер на черно поле c1 · бял цар на черно поле e1 | 8 |
| 7 | черен топ на бяло поле c8 · черен цар на бяло поле g8 · черна пешка на черно поле g7 · черна пешка на бяло поле h7 · черна пешка на черно поле a5 · черен кон на бяло поле d5 · бяла пешка на бяло поле f5 · черен кон на бяло поле e4 · бяла пешка на черно поле a3 · бял кон на бяло поле d3 · бяла пешка на черно поле e3 · бяла пешка на бяло поле h3 · бяла пешка на черно поле b2 · бял топ на бяло поле g2 · бял офицер на черно поле c1 · бял цар на черно поле e1 | черен топ на бяло поле c8 · черен цар на бяло поле g8 · черна пешка на черно поле g7 · черна пешка на бяло поле h7 · черна пешка на черно поле a5 · черен кон на бяло поле d5 · бяла пешка на бяло поле f5 · черен кон на бяло поле e4 · бяла пешка на черно поле a3 · бял кон на бяло поле d3 · бяла пешка на черно поле e3 · бяла пешка на бяло поле h3 · бяла пешка на черно поле b2 · бял топ на бяло поле g2 · бял офицер на черно поле c1 · бял цар на черно поле e1 | черен топ на бяло поле c8 · черен цар на бяло поле g8 · черна пешка на черно поле g7 · черна пешка на бяло поле h7 · черна пешка на черно поле a5 · черен кон на бяло поле d5 · бяла пешка на бяло поле f5 · черен кон на бяло поле e4 · бяла пешка на черно поле a3 · бял кон на бяло поле d3 · бяла пешка на черно поле e3 · бяла пешка на бяло поле h3 · бяла пешка на черно поле b2 · бял топ на бяло поле g2 · бял офицер на черно поле c1 · бял цар на черно поле e1 | черен топ на бяло поле c8 · черен цар на бяло поле g8 · черна пешка на черно поле g7 · черна пешка на бяло поле h7 · черна пешка на черно поле a5 · черен кон на бяло поле d5 · бяла пешка на бяло поле f5 · черен кон на бяло поле e4 · бяла пешка на черно поле a3 · бял кон на бяло поле d3 · бяла пешка на черно поле e3 · бяла пешка на бяло поле h3 · бяла пешка на черно поле b2 · бял топ на бяло поле g2 · бял офицер на черно поле c1 · бял цар на черно поле e1 | черен топ на бяло поле c8 · черен цар на бяло поле g8 · черна пешка на черно поле g7 · черна пешка на бяло поле h7 · черна пешка на черно поле a5 · черен кон на бяло поле d5 · бяла пешка на бяло поле f5 · черен кон на бяло поле e4 · бяла пешка на черно поле a3 · бял кон на бяло поле d3 · бяла пешка на черно поле e3 · бяла пешка на бяло поле h3 · бяла пешка на черно поле b2 · бял топ на бяло поле g2 · бял офицер на черно поле c1 · бял цар на черно поле e1 | черен топ на бяло поле c8 · черен цар на бяло поле g8 · черна пешка на черно поле g7 · черна пешка на бяло поле h7 · черна пешка на черно поле a5 · черен кон на бяло поле d5 · бяла пешка на бяло поле f5 · черен кон на бяло поле e4 · бяла пешка на черно поле a3 · бял кон на бяло поле d3 · бяла пешка на черно поле e3 · бяла пешка на бяло поле h3 · бяла пешка на черно поле b2 · бял топ на бяло поле g2 · бял офицер на черно поле c1 · бял цар на черно поле e1 | черен топ на бяло поле c8 · черен цар на бяло поле g8 · черна пешка на черно поле g7 · черна пешка на бяло поле h7 · черна пешка на черно поле a5 · черен кон на бяло поле d5 · бяла пешка на бяло поле f5 · черен кон на бяло поле e4 · бяла пешка на черно поле a3 · бял кон на бяло поле d3 · бяла пешка на черно поле e3 · бяла пешка на бяло поле h3 · бяла пешка на черно поле b2 · бял топ на бяло поле g2 · бял офицер на черно поле c1 · бял цар на черно поле e1 | черен топ на бяло поле c8 · черен цар на бяло поле g8 · черна пешка на черно поле g7 · черна пешка на бяло поле h7 · черна пешка на черно поле a5 · черен кон на бяло поле d5 · бяла пешка на бяло поле f5 · черен кон на бяло поле e4 · бяла пешка на черно поле a3 · бял кон на бяло поле d3 · бяла пешка на черно поле e3 · бяла пешка на бяло поле h3 · бяла пешка на черно поле b2 · бял топ на бяло поле g2 · бял офицер на черно поле c1 · бял цар на черно поле e1 | 7 |
| 6 | черен топ на бяло поле c8 · черен цар на бяло поле g8 · черна пешка на черно поле g7 · черна пешка на бяло поле h7 · черна пешка на черно поле a5 · черен кон на бяло поле d5 · бяла пешка на бяло поле f5 · черен кон на бяло поле e4 · бяла пешка на черно поле a3 · бял кон на бяло поле d3 · бяла пешка на черно поле e3 · бяла пешка на бяло поле h3 · бяла пешка на черно поле b2 · бял топ на бяло поле g2 · бял офицер на черно поле c1 · бял цар на черно поле e1 | черен топ на бяло поле c8 · черен цар на бяло поле g8 · черна пешка на черно поле g7 · черна пешка на бяло поле h7 · черна пешка на черно поле a5 · черен кон на бяло поле d5 · бяла пешка на бяло поле f5 · черен кон на бяло поле e4 · бяла пешка на черно поле a3 · бял кон на бяло поле d3 · бяла пешка на черно поле e3 · бяла пешка на бяло поле h3 · бяла пешка на черно поле b2 · бял топ на бяло поле g2 · бял офицер на черно поле c1 · бял цар на черно поле e1 | черен топ на бяло поле c8 · черен цар на бяло поле g8 · черна пешка на черно поле g7 · черна пешка на бяло поле h7 · черна пешка на черно поле a5 · черен кон на бяло поле d5 · бяла пешка на бяло поле f5 · черен кон на бяло поле e4 · бяла пешка на черно поле a3 · бял кон на бяло поле d3 · бяла пешка на черно поле e3 · бяла пешка на бяло поле h3 · бяла пешка на черно поле b2 · бял топ на бяло поле g2 · бял офицер на черно поле c1 · бял цар на черно поле e1 | черен топ на бяло поле c8 · черен цар на бяло поле g8 · черна пешка на черно поле g7 · черна пешка на бяло поле h7 · черна пешка на черно поле a5 · черен кон на бяло поле d5 · бяла пешка на бяло поле f5 · черен кон на бяло поле e4 · бяла пешка на черно поле a3 · бял кон на бяло поле d3 · бяла пешка на черно поле e3 · бяла пешка на бяло поле h3 · бяла пешка на черно поле b2 · бял топ на бяло поле g2 · бял офицер на черно поле c1 · бял цар на черно поле e1 | черен топ на бяло поле c8 · черен цар на бяло поле g8 · черна пешка на черно поле g7 · черна пешка на бяло поле h7 · черна пешка на черно поле a5 · черен кон на бяло поле d5 · бяла пешка на бяло поле f5 · черен кон на бяло поле e4 · бяла пешка на черно поле a3 · бял кон на бяло поле d3 · бяла пешка на черно поле e3 · бяла пешка на бяло поле h3 · бяла пешка на черно поле b2 · бял топ на бяло поле g2 · бял офицер на черно поле c1 · бял цар на черно поле e1 | черен топ на бяло поле c8 · черен цар на бяло поле g8 · черна пешка на черно поле g7 · черна пешка на бяло поле h7 · черна пешка на черно поле a5 · черен кон на бяло поле d5 · бяла пешка на бяло поле f5 · черен кон на бяло поле e4 · бяла пешка на черно поле a3 · бял кон на бяло поле d3 · бяла пешка на черно поле e3 · бяла пешка на бяло поле h3 · бяла пешка на черно поле b2 · бял топ на бяло поле g2 · бял офицер на черно поле c1 · бял цар на черно поле e1 | черен топ на бяло поле c8 · черен цар на бяло поле g8 · черна пешка на черно поле g7 · черна пешка на бяло поле h7 · черна пешка на черно поле a5 · черен кон на бяло поле d5 · бяла пешка на бяло поле f5 · черен кон на бяло поле e4 · бяла пешка на черно поле a3 · бял кон на бяло поле d3 · бяла пешка на черно поле e3 · бяла пешка на бяло поле h3 · бяла пешка на черно поле b2 · бял топ на бяло поле g2 · бял офицер на черно поле c1 · бял цар на черно поле e1 | черен топ на бяло поле c8 · черен цар на бяло поле g8 · черна пешка на черно поле g7 · черна пешка на бяло поле h7 · черна пешка на черно поле a5 · черен кон на бяло поле d5 · бяла пешка на бяло поле f5 · черен кон на бяло поле e4 · бяла пешка на черно поле a3 · бял кон на бяло поле d3 · бяла пешка на черно поле e3 · бяла пешка на бяло поле h3 · бяла пешка на черно поле b2 · бял топ на бяло поле g2 · бял офицер на черно поле c1 · бял цар на черно поле e1 | 6 |
| 5 | черен топ на бяло поле c8 · черен цар на бяло поле g8 · черна пешка на черно поле g7 · черна пешка на бяло поле h7 · черна пешка на черно поле a5 · черен кон на бяло поле d5 · бяла пешка на бяло поле f5 · черен кон на бяло поле e4 · бяла пешка на черно поле a3 · бял кон на бяло поле d3 · бяла пешка на черно поле e3 · бяла пешка на бяло поле h3 · бяла пешка на черно поле b2 · бял топ на бяло поле g2 · бял офицер на черно поле c1 · бял цар на черно поле e1 | черен топ на бяло поле c8 · черен цар на бяло поле g8 · черна пешка на черно поле g7 · черна пешка на бяло поле h7 · черна пешка на черно поле a5 · черен кон на бяло поле d5 · бяла пешка на бяло поле f5 · черен кон на бяло поле e4 · бяла пешка на черно поле a3 · бял кон на бяло поле d3 · бяла пешка на черно поле e3 · бяла пешка на бяло поле h3 · бяла пешка на черно поле b2 · бял топ на бяло поле g2 · бял офицер на черно поле c1 · бял цар на черно поле e1 | черен топ на бяло поле c8 · черен цар на бяло поле g8 · черна пешка на черно поле g7 · черна пешка на бяло поле h7 · черна пешка на черно поле a5 · черен кон на бяло поле d5 · бяла пешка на бяло поле f5 · черен кон на бяло поле e4 · бяла пешка на черно поле a3 · бял кон на бяло поле d3 · бяла пешка на черно поле e3 · бяла пешка на бяло поле h3 · бяла пешка на черно поле b2 · бял топ на бяло поле g2 · бял офицер на черно поле c1 · бял цар на черно поле e1 | черен топ на бяло поле c8 · черен цар на бяло поле g8 · черна пешка на черно поле g7 · черна пешка на бяло поле h7 · черна пешка на черно поле a5 · черен кон на бяло поле d5 · бяла пешка на бяло поле f5 · черен кон на бяло поле e4 · бяла пешка на черно поле a3 · бял кон на бяло поле d3 · бяла пешка на черно поле e3 · бяла пешка на бяло поле h3 · бяла пешка на черно поле b2 · бял топ на бяло поле g2 · бял офицер на черно поле c1 · бял цар на черно поле e1 | черен топ на бяло поле c8 · черен цар на бяло поле g8 · черна пешка на черно поле g7 · черна пешка на бяло поле h7 · черна пешка на черно поле a5 · черен кон на бяло поле d5 · бяла пешка на бяло поле f5 · черен кон на бяло поле e4 · бяла пешка на черно поле a3 · бял кон на бяло поле d3 · бяла пешка на черно поле e3 · бяла пешка на бяло поле h3 · бяла пешка на черно поле b2 · бял топ на бяло поле g2 · бял офицер на черно поле c1 · бял цар на черно поле e1 | черен топ на бяло поле c8 · черен цар на бяло поле g8 · черна пешка на черно поле g7 · черна пешка на бяло поле h7 · черна пешка на черно поле a5 · черен кон на бяло поле d5 · бяла пешка на бяло поле f5 · черен кон на бяло поле e4 · бяла пешка на черно поле a3 · бял кон на бяло поле d3 · бяла пешка на черно поле e3 · бяла пешка на бяло поле h3 · бяла пешка на черно поле b2 · бял топ на бяло поле g2 · бял офицер на черно поле c1 · бял цар на черно поле e1 | черен топ на бяло поле c8 · черен цар на бяло поле g8 · черна пешка на черно поле g7 · черна пешка на бяло поле h7 · черна пешка на черно поле a5 · черен кон на бяло поле d5 · бяла пешка на бяло поле f5 · черен кон на бяло поле e4 · бяла пешка на черно поле a3 · бял кон на бяло поле d3 · бяла пешка на черно поле e3 · бяла пешка на бяло поле h3 · бяла пешка на черно поле b2 · бял топ на бяло поле g2 · бял офицер на черно поле c1 · бял цар на черно поле e1 | черен топ на бяло поле c8 · черен цар на бяло поле g8 · черна пешка на черно поле g7 · черна пешка на бяло поле h7 · черна пешка на черно поле a5 · черен кон на бяло поле d5 · бяла пешка на бяло поле f5 · черен кон на бяло поле e4 · бяла пешка на черно поле a3 · бял кон на бяло поле d3 · бяла пешка на черно поле e3 · бяла пешка на бяло поле h3 · бяла пешка на черно поле b2 · бял топ на бяло поле g2 · бял офицер на черно поле c1 · бял цар на черно поле e1 | 5 |
| 4 | черен топ на бяло поле c8 · черен цар на бяло поле g8 · черна пешка на черно поле g7 · черна пешка на бяло поле h7 · черна пешка на черно поле a5 · черен кон на бяло поле d5 · бяла пешка на бяло поле f5 · черен кон на бяло поле e4 · бяла пешка на черно поле a3 · бял кон на бяло поле d3 · бяла пешка на черно поле e3 · бяла пешка на бяло поле h3 · бяла пешка на черно поле b2 · бял топ на бяло поле g2 · бял офицер на черно поле c1 · бял цар на черно поле e1 | черен топ на бяло поле c8 · черен цар на бяло поле g8 · черна пешка на черно поле g7 · черна пешка на бяло поле h7 · черна пешка на черно поле a5 · черен кон на бяло поле d5 · бяла пешка на бяло поле f5 · черен кон на бяло поле e4 · бяла пешка на черно поле a3 · бял кон на бяло поле d3 · бяла пешка на черно поле e3 · бяла пешка на бяло поле h3 · бяла пешка на черно поле b2 · бял топ на бяло поле g2 · бял офицер на черно поле c1 · бял цар на черно поле e1 | черен топ на бяло поле c8 · черен цар на бяло поле g8 · черна пешка на черно поле g7 · черна пешка на бяло поле h7 · черна пешка на черно поле a5 · черен кон на бяло поле d5 · бяла пешка на бяло поле f5 · черен кон на бяло поле e4 · бяла пешка на черно поле a3 · бял кон на бяло поле d3 · бяла пешка на черно поле e3 · бяла пешка на бяло поле h3 · бяла пешка на черно поле b2 · бял топ на бяло поле g2 · бял офицер на черно поле c1 · бял цар на черно поле e1 | черен топ на бяло поле c8 · черен цар на бяло поле g8 · черна пешка на черно поле g7 · черна пешка на бяло поле h7 · черна пешка на черно поле a5 · черен кон на бяло поле d5 · бяла пешка на бяло поле f5 · черен кон на бяло поле e4 · бяла пешка на черно поле a3 · бял кон на бяло поле d3 · бяла пешка на черно поле e3 · бяла пешка на бяло поле h3 · бяла пешка на черно поле b2 · бял топ на бяло поле g2 · бял офицер на черно поле c1 · бял цар на черно поле e1 | черен топ на бяло поле c8 · черен цар на бяло поле g8 · черна пешка на черно поле g7 · черна пешка на бяло поле h7 · черна пешка на черно поле a5 · черен кон на бяло поле d5 · бяла пешка на бяло поле f5 · черен кон на бяло поле e4 · бяла пешка на черно поле a3 · бял кон на бяло поле d3 · бяла пешка на черно поле e3 · бяла пешка на бяло поле h3 · бяла пешка на черно поле b2 · бял топ на бяло поле g2 · бял офицер на черно поле c1 · бял цар на черно поле e1 | черен топ на бяло поле c8 · черен цар на бяло поле g8 · черна пешка на черно поле g7 · черна пешка на бяло поле h7 · черна пешка на черно поле a5 · черен кон на бяло поле d5 · бяла пешка на бяло поле f5 · черен кон на бяло поле e4 · бяла пешка на черно поле a3 · бял кон на бяло поле d3 · бяла пешка на черно поле e3 · бяла пешка на бяло поле h3 · бяла пешка на черно поле b2 · бял топ на бяло поле g2 · бял офицер на черно поле c1 · бял цар на черно поле e1 | черен топ на бяло поле c8 · черен цар на бяло поле g8 · черна пешка на черно поле g7 · черна пешка на бяло поле h7 · черна пешка на черно поле a5 · черен кон на бяло поле d5 · бяла пешка на бяло поле f5 · черен кон на бяло поле e4 · бяла пешка на черно поле a3 · бял кон на бяло поле d3 · бяла пешка на черно поле e3 · бяла пешка на бяло поле h3 · бяла пешка на черно поле b2 · бял топ на бяло поле g2 · бял офицер на черно поле c1 · бял цар на черно поле e1 | черен топ на бяло поле c8 · черен цар на бяло поле g8 · черна пешка на черно поле g7 · черна пешка на бяло поле h7 · черна пешка на черно поле a5 · черен кон на бяло поле d5 · бяла пешка на бяло поле f5 · черен кон на бяло поле e4 · бяла пешка на черно поле a3 · бял кон на бяло поле d3 · бяла пешка на черно поле e3 · бяла пешка на бяло поле h3 · бяла пешка на черно поле b2 · бял топ на бяло поле g2 · бял офицер на черно поле c1 · бял цар на черно поле e1 | 4 |
| 3 | черен топ на бяло поле c8 · черен цар на бяло поле g8 · черна пешка на черно поле g7 · черна пешка на бяло поле h7 · черна пешка на черно поле a5 · черен кон на бяло поле d5 · бяла пешка на бяло поле f5 · черен кон на бяло поле e4 · бяла пешка на черно поле a3 · бял кон на бяло поле d3 · бяла пешка на черно поле e3 · бяла пешка на бяло поле h3 · бяла пешка на черно поле b2 · бял топ на бяло поле g2 · бял офицер на черно поле c1 · бял цар на черно поле e1 | черен топ на бяло поле c8 · черен цар на бяло поле g8 · черна пешка на черно поле g7 · черна пешка на бяло поле h7 · черна пешка на черно поле a5 · черен кон на бяло поле d5 · бяла пешка на бяло поле f5 · черен кон на бяло поле e4 · бяла пешка на черно поле a3 · бял кон на бяло поле d3 · бяла пешка на черно поле e3 · бяла пешка на бяло поле h3 · бяла пешка на черно поле b2 · бял топ на бяло поле g2 · бял офицер на черно поле c1 · бял цар на черно поле e1 | черен топ на бяло поле c8 · черен цар на бяло поле g8 · черна пешка на черно поле g7 · черна пешка на бяло поле h7 · черна пешка на черно поле a5 · черен кон на бяло поле d5 · бяла пешка на бяло поле f5 · черен кон на бяло поле e4 · бяла пешка на черно поле a3 · бял кон на бяло поле d3 · бяла пешка на черно поле e3 · бяла пешка на бяло поле h3 · бяла пешка на черно поле b2 · бял топ на бяло поле g2 · бял офицер на черно поле c1 · бял цар на черно поле e1 | черен топ на бяло поле c8 · черен цар на бяло поле g8 · черна пешка на черно поле g7 · черна пешка на бяло поле h7 · черна пешка на черно поле a5 · черен кон на бяло поле d5 · бяла пешка на бяло поле f5 · черен кон на бяло поле e4 · бяла пешка на черно поле a3 · бял кон на бяло поле d3 · бяла пешка на черно поле e3 · бяла пешка на бяло поле h3 · бяла пешка на черно поле b2 · бял топ на бяло поле g2 · бял офицер на черно поле c1 · бял цар на черно поле e1 | черен топ на бяло поле c8 · черен цар на бяло поле g8 · черна пешка на черно поле g7 · черна пешка на бяло поле h7 · черна пешка на черно поле a5 · черен кон на бяло поле d5 · бяла пешка на бяло поле f5 · черен кон на бяло поле e4 · бяла пешка на черно поле a3 · бял кон на бяло поле d3 · бяла пешка на черно поле e3 · бяла пешка на бяло поле h3 · бяла пешка на черно поле b2 · бял топ на бяло поле g2 · бял офицер на черно поле c1 · бял цар на черно поле e1 | черен топ на бяло поле c8 · черен цар на бяло поле g8 · черна пешка на черно поле g7 · черна пешка на бяло поле h7 · черна пешка на черно поле a5 · черен кон на бяло поле d5 · бяла пешка на бяло поле f5 · черен кон на бяло поле e4 · бяла пешка на черно поле a3 · бял кон на бяло поле d3 · бяла пешка на черно поле e3 · бяла пешка на бяло поле h3 · бяла пешка на черно поле b2 · бял топ на бяло поле g2 · бял офицер на черно поле c1 · бял цар на черно поле e1 | черен топ на бяло поле c8 · черен цар на бяло поле g8 · черна пешка на черно поле g7 · черна пешка на бяло поле h7 · черна пешка на черно поле a5 · черен кон на бяло поле d5 · бяла пешка на бяло поле f5 · черен кон на бяло поле e4 · бяла пешка на черно поле a3 · бял кон на бяло поле d3 · бяла пешка на черно поле e3 · бяла пешка на бяло поле h3 · бяла пешка на черно поле b2 · бял топ на бяло поле g2 · бял офицер на черно поле c1 · бял цар на черно поле e1 | черен топ на бяло поле c8 · черен цар на бяло поле g8 · черна пешка на черно поле g7 · черна пешка на бяло поле h7 · черна пешка на черно поле a5 · черен кон на бяло поле d5 · бяла пешка на бяло поле f5 · черен кон на бяло поле e4 · бяла пешка на черно поле a3 · бял кон на бяло поле d3 · бяла пешка на черно поле e3 · бяла пешка на бяло поле h3 · бяла пешка на черно поле b2 · бял топ на бяло поле g2 · бял офицер на черно поле c1 · бял цар на черно поле e1 | 3 |
| 2 | черен топ на бяло поле c8 · черен цар на бяло поле g8 · черна пешка на черно поле g7 · черна пешка на бяло поле h7 · черна пешка на черно поле a5 · черен кон на бяло поле d5 · бяла пешка на бяло поле f5 · черен кон на бяло поле e4 · бяла пешка на черно поле a3 · бял кон на бяло поле d3 · бяла пешка на черно поле e3 · бяла пешка на бяло поле h3 · бяла пешка на черно поле b2 · бял топ на бяло поле g2 · бял офицер на черно поле c1 · бял цар на черно поле e1 | черен топ на бяло поле c8 · черен цар на бяло поле g8 · черна пешка на черно поле g7 · черна пешка на бяло поле h7 · черна пешка на черно поле a5 · черен кон на бяло поле d5 · бяла пешка на бяло поле f5 · черен кон на бяло поле e4 · бяла пешка на черно поле a3 · бял кон на бяло поле d3 · бяла пешка на черно поле e3 · бяла пешка на бяло поле h3 · бяла пешка на черно поле b2 · бял топ на бяло поле g2 · бял офицер на черно поле c1 · бял цар на черно поле e1 | черен топ на бяло поле c8 · черен цар на бяло поле g8 · черна пешка на черно поле g7 · черна пешка на бяло поле h7 · черна пешка на черно поле a5 · черен кон на бяло поле d5 · бяла пешка на бяло поле f5 · черен кон на бяло поле e4 · бяла пешка на черно поле a3 · бял кон на бяло поле d3 · бяла пешка на черно поле e3 · бяла пешка на бяло поле h3 · бяла пешка на черно поле b2 · бял топ на бяло поле g2 · бял офицер на черно поле c1 · бял цар на черно поле e1 | черен топ на бяло поле c8 · черен цар на бяло поле g8 · черна пешка на черно поле g7 · черна пешка на бяло поле h7 · черна пешка на черно поле a5 · черен кон на бяло поле d5 · бяла пешка на бяло поле f5 · черен кон на бяло поле e4 · бяла пешка на черно поле a3 · бял кон на бяло поле d3 · бяла пешка на черно поле e3 · бяла пешка на бяло поле h3 · бяла пешка на черно поле b2 · бял топ на бяло поле g2 · бял офицер на черно поле c1 · бял цар на черно поле e1 | черен топ на бяло поле c8 · черен цар на бяло поле g8 · черна пешка на черно поле g7 · черна пешка на бяло поле h7 · черна пешка на черно поле a5 · черен кон на бяло поле d5 · бяла пешка на бяло поле f5 · черен кон на бяло поле e4 · бяла пешка на черно поле a3 · бял кон на бяло поле d3 · бяла пешка на черно поле e3 · бяла пешка на бяло поле h3 · бяла пешка на черно поле b2 · бял топ на бяло поле g2 · бял офицер на черно поле c1 · бял цар на черно поле e1 | черен топ на бяло поле c8 · черен цар на бяло поле g8 · черна пешка на черно поле g7 · черна пешка на бяло поле h7 · черна пешка на черно поле a5 · черен кон на бяло поле d5 · бяла пешка на бяло поле f5 · черен кон на бяло поле e4 · бяла пешка на черно поле a3 · бял кон на бяло поле d3 · бяла пешка на черно поле e3 · бяла пешка на бяло поле h3 · бяла пешка на черно поле b2 · бял топ на бяло поле g2 · бял офицер на черно поле c1 · бял цар на черно поле e1 | черен топ на бяло поле c8 · черен цар на бяло поле g8 · черна пешка на черно поле g7 · черна пешка на бяло поле h7 · черна пешка на черно поле a5 · черен кон на бяло поле d5 · бяла пешка на бяло поле f5 · черен кон на бяло поле e4 · бяла пешка на черно поле a3 · бял кон на бяло поле d3 · бяла пешка на черно поле e3 · бяла пешка на бяло поле h3 · бяла пешка на черно поле b2 · бял топ на бяло поле g2 · бял офицер на черно поле c1 · бял цар на черно поле e1 | черен топ на бяло поле c8 · черен цар на бяло поле g8 · черна пешка на черно поле g7 · черна пешка на бяло поле h7 · черна пешка на черно поле a5 · черен кон на бяло поле d5 · бяла пешка на бяло поле f5 · черен кон на бяло поле e4 · бяла пешка на черно поле a3 · бял кон на бяло поле d3 · бяла пешка на черно поле e3 · бяла пешка на бяло поле h3 · бяла пешка на черно поле b2 · бял топ на бяло поле g2 · бял офицер на черно поле c1 · бял цар на черно поле e1 | 2 |
| 1 | черен топ на бяло поле c8 · черен цар на бяло поле g8 · черна пешка на черно поле g7 · черна пешка на бяло поле h7 · черна пешка на черно поле a5 · черен кон на бяло поле d5 · бяла пешка на бяло поле f5 · черен кон на бяло поле e4 · бяла пешка на черно поле a3 · бял кон на бяло поле d3 · бяла пешка на черно поле e3 · бяла пешка на бяло поле h3 · бяла пешка на черно поле b2 · бял топ на бяло поле g2 · бял офицер на черно поле c1 · бял цар на черно поле e1 | черен топ на бяло поле c8 · черен цар на бяло поле g8 · черна пешка на черно поле g7 · черна пешка на бяло поле h7 · черна пешка на черно поле a5 · черен кон на бяло поле d5 · бяла пешка на бяло поле f5 · черен кон на бяло поле e4 · бяла пешка на черно поле a3 · бял кон на бяло поле d3 · бяла пешка на черно поле e3 · бяла пешка на бяло поле h3 · бяла пешка на черно поле b2 · бял топ на бяло поле g2 · бял офицер на черно поле c1 · бял цар на черно поле e1 | черен топ на бяло поле c8 · черен цар на бяло поле g8 · черна пешка на черно поле g7 · черна пешка на бяло поле h7 · черна пешка на черно поле a5 · черен кон на бяло поле d5 · бяла пешка на бяло поле f5 · черен кон на бяло поле e4 · бяла пешка на черно поле a3 · бял кон на бяло поле d3 · бяла пешка на черно поле e3 · бяла пешка на бяло поле h3 · бяла пешка на черно поле b2 · бял топ на бяло поле g2 · бял офицер на черно поле c1 · бял цар на черно поле e1 | черен топ на бяло поле c8 · черен цар на бяло поле g8 · черна пешка на черно поле g7 · черна пешка на бяло поле h7 · черна пешка на черно поле a5 · черен кон на бяло поле d5 · бяла пешка на бяло поле f5 · черен кон на бяло поле e4 · бяла пешка на черно поле a3 · бял кон на бяло поле d3 · бяла пешка на черно поле e3 · бяла пешка на бяло поле h3 · бяла пешка на черно поле b2 · бял топ на бяло поле g2 · бял офицер на черно поле c1 · бял цар на черно поле e1 | черен топ на бяло поле c8 · черен цар на бяло поле g8 · черна пешка на черно поле g7 · черна пешка на бяло поле h7 · черна пешка на черно поле a5 · черен кон на бяло поле d5 · бяла пешка на бяло поле f5 · черен кон на бяло поле e4 · бяла пешка на черно поле a3 · бял кон на бяло поле d3 · бяла пешка на черно поле e3 · бяла пешка на бяло поле h3 · бяла пешка на черно поле b2 · бял топ на бяло поле g2 · бял офицер на черно поле c1 · бял цар на черно поле e1 | черен топ на бяло поле c8 · черен цар на бяло поле g8 · черна пешка на черно поле g7 · черна пешка на бяло поле h7 · черна пешка на черно поле a5 · черен кон на бяло поле d5 · бяла пешка на бяло поле f5 · черен кон на бяло поле e4 · бяла пешка на черно поле a3 · бял кон на бяло поле d3 · бяла пешка на черно поле e3 · бяла пешка на бяло поле h3 · бяла пешка на черно поле b2 · бял топ на бяло поле g2 · бял офицер на черно поле c1 · бял цар на черно поле e1 | черен топ на бяло поле c8 · черен цар на бяло поле g8 · черна пешка на черно поле g7 · черна пешка на бяло поле h7 · черна пешка на черно поле a5 · черен кон на бяло поле d5 · бяла пешка на бяло поле f5 · черен кон на бяло поле e4 · бяла пешка на черно поле a3 · бял кон на бяло поле d3 · бяла пешка на черно поле e3 · бяла пешка на бяло поле h3 · бяла пешка на черно поле b2 · бял топ на бяло поле g2 · бял офицер на черно поле c1 · бял цар на черно поле e1 | черен топ на бяло поле c8 · черен цар на бяло поле g8 · черна пешка на черно поле g7 · черна пешка на бяло поле h7 · черна пешка на черно поле a5 · черен кон на бяло поле d5 · бяла пешка на бяло поле f5 · черен кон на бяло поле e4 · бяла пешка на черно поле a3 · бял кон на бяло поле d3 · бяла пешка на черно поле e3 · бяла пешка на бяло поле h3 · бяла пешка на черно поле b2 · бял топ на бяло поле g2 · бял офицер на черно поле c1 · бял цар на черно поле e1 | 1 |
|   | a | b | c | d | e | f | g | h |   |

|   | a | b | c | d | e | f | g | h |   |
| 8 | черен топ на бяло поле c8 · черен цар на бяло поле g8 · черна пешка на черно поле g7 · черна пешка на бяло поле h7 · черен кон на черно поле f6 · бяла пешка на черно поле e5 · бяла пешка на бяло поле f5 · черна пешка на бяло поле a4 · бяла пешка на черно поле a3 · бял топ на черно поле g3 · бяла пешка на бяло поле h3 · черен кон на черно поле b2 · бяла пешка на черно поле d2 · бял кон на черно поле f2 · бял цар на черно поле e1 | черен топ на бяло поле c8 · черен цар на бяло поле g8 · черна пешка на черно поле g7 · черна пешка на бяло поле h7 · черен кон на черно поле f6 · бяла пешка на черно поле e5 · бяла пешка на бяло поле f5 · черна пешка на бяло поле a4 · бяла пешка на черно поле a3 · бял топ на черно поле g3 · бяла пешка на бяло поле h3 · черен кон на черно поле b2 · бяла пешка на черно поле d2 · бял кон на черно поле f2 · бял цар на черно поле e1 | черен топ на бяло поле c8 · черен цар на бяло поле g8 · черна пешка на черно поле g7 · черна пешка на бяло поле h7 · черен кон на черно поле f6 · бяла пешка на черно поле e5 · бяла пешка на бяло поле f5 · черна пешка на бяло поле a4 · бяла пешка на черно поле a3 · бял топ на черно поле g3 · бяла пешка на бяло поле h3 · черен кон на черно поле b2 · бяла пешка на черно поле d2 · бял кон на черно поле f2 · бял цар на черно поле e1 | черен топ на бяло поле c8 · черен цар на бяло поле g8 · черна пешка на черно поле g7 · черна пешка на бяло поле h7 · черен кон на черно поле f6 · бяла пешка на черно поле e5 · бяла пешка на бяло поле f5 · черна пешка на бяло поле a4 · бяла пешка на черно поле a3 · бял топ на черно поле g3 · бяла пешка на бяло поле h3 · черен кон на черно поле b2 · бяла пешка на черно поле d2 · бял кон на черно поле f2 · бял цар на черно поле e1 | черен топ на бяло поле c8 · черен цар на бяло поле g8 · черна пешка на черно поле g7 · черна пешка на бяло поле h7 · черен кон на черно поле f6 · бяла пешка на черно поле e5 · бяла пешка на бяло поле f5 · черна пешка на бяло поле a4 · бяла пешка на черно поле a3 · бял топ на черно поле g3 · бяла пешка на бяло поле h3 · черен кон на черно поле b2 · бяла пешка на черно поле d2 · бял кон на черно поле f2 · бял цар на черно поле e1 | черен топ на бяло поле c8 · черен цар на бяло поле g8 · черна пешка на черно поле g7 · черна пешка на бяло поле h7 · черен кон на черно поле f6 · бяла пешка на черно поле e5 · бяла пешка на бяло поле f5 · черна пешка на бяло поле a4 · бяла пешка на черно поле a3 · бял топ на черно поле g3 · бяла пешка на бяло поле h3 · черен кон на черно поле b2 · бяла пешка на черно поле d2 · бял кон на черно поле f2 · бял цар на черно поле e1 | черен топ на бяло поле c8 · черен цар на бяло поле g8 · черна пешка на черно поле g7 · черна пешка на бяло поле h7 · черен кон на черно поле f6 · бяла пешка на черно поле e5 · бяла пешка на бяло поле f5 · черна пешка на бяло поле a4 · бяла пешка на черно поле a3 · бял топ на черно поле g3 · бяла пешка на бяло поле h3 · черен кон на черно поле b2 · бяла пешка на черно поле d2 · бял кон на черно поле f2 · бял цар на черно поле e1 | черен топ на бяло поле c8 · черен цар на бяло поле g8 · черна пешка на черно поле g7 · черна пешка на бяло поле h7 · черен кон на черно поле f6 · бяла пешка на черно поле e5 · бяла пешка на бяло поле f5 · черна пешка на бяло поле a4 · бяла пешка на черно поле a3 · бял топ на черно поле g3 · бяла пешка на бяло поле h3 · черен кон на черно поле b2 · бяла пешка на черно поле d2 · бял кон на черно поле f2 · бял цар на черно поле e1 | 8 |
| 7 | черен топ на бяло поле c8 · черен цар на бяло поле g8 · черна пешка на черно поле g7 · черна пешка на бяло поле h7 · черен кон на черно поле f6 · бяла пешка на черно поле e5 · бяла пешка на бяло поле f5 · черна пешка на бяло поле a4 · бяла пешка на черно поле a3 · бял топ на черно поле g3 · бяла пешка на бяло поле h3 · черен кон на черно поле b2 · бяла пешка на черно поле d2 · бял кон на черно поле f2 · бял цар на черно поле e1 | черен топ на бяло поле c8 · черен цар на бяло поле g8 · черна пешка на черно поле g7 · черна пешка на бяло поле h7 · черен кон на черно поле f6 · бяла пешка на черно поле e5 · бяла пешка на бяло поле f5 · черна пешка на бяло поле a4 · бяла пешка на черно поле a3 · бял топ на черно поле g3 · бяла пешка на бяло поле h3 · черен кон на черно поле b2 · бяла пешка на черно поле d2 · бял кон на черно поле f2 · бял цар на черно поле e1 | черен топ на бяло поле c8 · черен цар на бяло поле g8 · черна пешка на черно поле g7 · черна пешка на бяло поле h7 · черен кон на черно поле f6 · бяла пешка на черно поле e5 · бяла пешка на бяло поле f5 · черна пешка на бяло поле a4 · бяла пешка на черно поле a3 · бял топ на черно поле g3 · бяла пешка на бяло поле h3 · черен кон на черно поле b2 · бяла пешка на черно поле d2 · бял кон на черно поле f2 · бял цар на черно поле e1 | черен топ на бяло поле c8 · черен цар на бяло поле g8 · черна пешка на черно поле g7 · черна пешка на бяло поле h7 · черен кон на черно поле f6 · бяла пешка на черно поле e5 · бяла пешка на бяло поле f5 · черна пешка на бяло поле a4 · бяла пешка на черно поле a3 · бял топ на черно поле g3 · бяла пешка на бяло поле h3 · черен кон на черно поле b2 · бяла пешка на черно поле d2 · бял кон на черно поле f2 · бял цар на черно поле e1 | черен топ на бяло поле c8 · черен цар на бяло поле g8 · черна пешка на черно поле g7 · черна пешка на бяло поле h7 · черен кон на черно поле f6 · бяла пешка на черно поле e5 · бяла пешка на бяло поле f5 · черна пешка на бяло поле a4 · бяла пешка на черно поле a3 · бял топ на черно поле g3 · бяла пешка на бяло поле h3 · черен кон на черно поле b2 · бяла пешка на черно поле d2 · бял кон на черно поле f2 · бял цар на черно поле e1 | черен топ на бяло поле c8 · черен цар на бяло поле g8 · черна пешка на черно поле g7 · черна пешка на бяло поле h7 · черен кон на черно поле f6 · бяла пешка на черно поле e5 · бяла пешка на бяло поле f5 · черна пешка на бяло поле a4 · бяла пешка на черно поле a3 · бял топ на черно поле g3 · бяла пешка на бяло поле h3 · черен кон на черно поле b2 · бяла пешка на черно поле d2 · бял кон на черно поле f2 · бял цар на черно поле e1 | черен топ на бяло поле c8 · черен цар на бяло поле g8 · черна пешка на черно поле g7 · черна пешка на бяло поле h7 · черен кон на черно поле f6 · бяла пешка на черно поле e5 · бяла пешка на бяло поле f5 · черна пешка на бяло поле a4 · бяла пешка на черно поле a3 · бял топ на черно поле g3 · бяла пешка на бяло поле h3 · черен кон на черно поле b2 · бяла пешка на черно поле d2 · бял кон на черно поле f2 · бял цар на черно поле e1 | черен топ на бяло поле c8 · черен цар на бяло поле g8 · черна пешка на черно поле g7 · черна пешка на бяло поле h7 · черен кон на черно поле f6 · бяла пешка на черно поле e5 · бяла пешка на бяло поле f5 · черна пешка на бяло поле a4 · бяла пешка на черно поле a3 · бял топ на черно поле g3 · бяла пешка на бяло поле h3 · черен кон на черно поле b2 · бяла пешка на черно поле d2 · бял кон на черно поле f2 · бял цар на черно поле e1 | 7 |
| 6 | черен топ на бяло поле c8 · черен цар на бяло поле g8 · черна пешка на черно поле g7 · черна пешка на бяло поле h7 · черен кон на черно поле f6 · бяла пешка на черно поле e5 · бяла пешка на бяло поле f5 · черна пешка на бяло поле a4 · бяла пешка на черно поле a3 · бял топ на черно поле g3 · бяла пешка на бяло поле h3 · черен кон на черно поле b2 · бяла пешка на черно поле d2 · бял кон на черно поле f2 · бял цар на черно поле e1 | черен топ на бяло поле c8 · черен цар на бяло поле g8 · черна пешка на черно поле g7 · черна пешка на бяло поле h7 · черен кон на черно поле f6 · бяла пешка на черно поле e5 · бяла пешка на бяло поле f5 · черна пешка на бяло поле a4 · бяла пешка на черно поле a3 · бял топ на черно поле g3 · бяла пешка на бяло поле h3 · черен кон на черно поле b2 · бяла пешка на черно поле d2 · бял кон на черно поле f2 · бял цар на черно поле e1 | черен топ на бяло поле c8 · черен цар на бяло поле g8 · черна пешка на черно поле g7 · черна пешка на бяло поле h7 · черен кон на черно поле f6 · бяла пешка на черно поле e5 · бяла пешка на бяло поле f5 · черна пешка на бяло поле a4 · бяла пешка на черно поле a3 · бял топ на черно поле g3 · бяла пешка на бяло поле h3 · черен кон на черно поле b2 · бяла пешка на черно поле d2 · бял кон на черно поле f2 · бял цар на черно поле e1 | черен топ на бяло поле c8 · черен цар на бяло поле g8 · черна пешка на черно поле g7 · черна пешка на бяло поле h7 · черен кон на черно поле f6 · бяла пешка на черно поле e5 · бяла пешка на бяло поле f5 · черна пешка на бяло поле a4 · бяла пешка на черно поле a3 · бял топ на черно поле g3 · бяла пешка на бяло поле h3 · черен кон на черно поле b2 · бяла пешка на черно поле d2 · бял кон на черно поле f2 · бял цар на черно поле e1 | черен топ на бяло поле c8 · черен цар на бяло поле g8 · черна пешка на черно поле g7 · черна пешка на бяло поле h7 · черен кон на черно поле f6 · бяла пешка на черно поле e5 · бяла пешка на бяло поле f5 · черна пешка на бяло поле a4 · бяла пешка на черно поле a3 · бял топ на черно поле g3 · бяла пешка на бяло поле h3 · черен кон на черно поле b2 · бяла пешка на черно поле d2 · бял кон на черно поле f2 · бял цар на черно поле e1 | черен топ на бяло поле c8 · черен цар на бяло поле g8 · черна пешка на черно поле g7 · черна пешка на бяло поле h7 · черен кон на черно поле f6 · бяла пешка на черно поле e5 · бяла пешка на бяло поле f5 · черна пешка на бяло поле a4 · бяла пешка на черно поле a3 · бял топ на черно поле g3 · бяла пешка на бяло поле h3 · черен кон на черно поле b2 · бяла пешка на черно поле d2 · бял кон на черно поле f2 · бял цар на черно поле e1 | черен топ на бяло поле c8 · черен цар на бяло поле g8 · черна пешка на черно поле g7 · черна пешка на бяло поле h7 · черен кон на черно поле f6 · бяла пешка на черно поле e5 · бяла пешка на бяло поле f5 · черна пешка на бяло поле a4 · бяла пешка на черно поле a3 · бял топ на черно поле g3 · бяла пешка на бяло поле h3 · черен кон на черно поле b2 · бяла пешка на черно поле d2 · бял кон на черно поле f2 · бял цар на черно поле e1 | черен топ на бяло поле c8 · черен цар на бяло поле g8 · черна пешка на черно поле g7 · черна пешка на бяло поле h7 · черен кон на черно поле f6 · бяла пешка на черно поле e5 · бяла пешка на бяло поле f5 · черна пешка на бяло поле a4 · бяла пешка на черно поле a3 · бял топ на черно поле g3 · бяла пешка на бяло поле h3 · черен кон на черно поле b2 · бяла пешка на черно поле d2 · бял кон на черно поле f2 · бял цар на черно поле e1 | 6 |
| 5 | черен топ на бяло поле c8 · черен цар на бяло поле g8 · черна пешка на черно поле g7 · черна пешка на бяло поле h7 · черен кон на черно поле f6 · бяла пешка на черно поле e5 · бяла пешка на бяло поле f5 · черна пешка на бяло поле a4 · бяла пешка на черно поле a3 · бял топ на черно поле g3 · бяла пешка на бяло поле h3 · черен кон на черно поле b2 · бяла пешка на черно поле d2 · бял кон на черно поле f2 · бял цар на черно поле e1 | черен топ на бяло поле c8 · черен цар на бяло поле g8 · черна пешка на черно поле g7 · черна пешка на бяло поле h7 · черен кон на черно поле f6 · бяла пешка на черно поле e5 · бяла пешка на бяло поле f5 · черна пешка на бяло поле a4 · бяла пешка на черно поле a3 · бял топ на черно поле g3 · бяла пешка на бяло поле h3 · черен кон на черно поле b2 · бяла пешка на черно поле d2 · бял кон на черно поле f2 · бял цар на черно поле e1 | черен топ на бяло поле c8 · черен цар на бяло поле g8 · черна пешка на черно поле g7 · черна пешка на бяло поле h7 · черен кон на черно поле f6 · бяла пешка на черно поле e5 · бяла пешка на бяло поле f5 · черна пешка на бяло поле a4 · бяла пешка на черно поле a3 · бял топ на черно поле g3 · бяла пешка на бяло поле h3 · черен кон на черно поле b2 · бяла пешка на черно поле d2 · бял кон на черно поле f2 · бял цар на черно поле e1 | черен топ на бяло поле c8 · черен цар на бяло поле g8 · черна пешка на черно поле g7 · черна пешка на бяло поле h7 · черен кон на черно поле f6 · бяла пешка на черно поле e5 · бяла пешка на бяло поле f5 · черна пешка на бяло поле a4 · бяла пешка на черно поле a3 · бял топ на черно поле g3 · бяла пешка на бяло поле h3 · черен кон на черно поле b2 · бяла пешка на черно поле d2 · бял кон на черно поле f2 · бял цар на черно поле e1 | черен топ на бяло поле c8 · черен цар на бяло поле g8 · черна пешка на черно поле g7 · черна пешка на бяло поле h7 · черен кон на черно поле f6 · бяла пешка на черно поле e5 · бяла пешка на бяло поле f5 · черна пешка на бяло поле a4 · бяла пешка на черно поле a3 · бял топ на черно поле g3 · бяла пешка на бяло поле h3 · черен кон на черно поле b2 · бяла пешка на черно поле d2 · бял кон на черно поле f2 · бял цар на черно поле e1 | черен топ на бяло поле c8 · черен цар на бяло поле g8 · черна пешка на черно поле g7 · черна пешка на бяло поле h7 · черен кон на черно поле f6 · бяла пешка на черно поле e5 · бяла пешка на бяло поле f5 · черна пешка на бяло поле a4 · бяла пешка на черно поле a3 · бял топ на черно поле g3 · бяла пешка на бяло поле h3 · черен кон на черно поле b2 · бяла пешка на черно поле d2 · бял кон на черно поле f2 · бял цар на черно поле e1 | черен топ на бяло поле c8 · черен цар на бяло поле g8 · черна пешка на черно поле g7 · черна пешка на бяло поле h7 · черен кон на черно поле f6 · бяла пешка на черно поле e5 · бяла пешка на бяло поле f5 · черна пешка на бяло поле a4 · бяла пешка на черно поле a3 · бял топ на черно поле g3 · бяла пешка на бяло поле h3 · черен кон на черно поле b2 · бяла пешка на черно поле d2 · бял кон на черно поле f2 · бял цар на черно поле e1 | черен топ на бяло поле c8 · черен цар на бяло поле g8 · черна пешка на черно поле g7 · черна пешка на бяло поле h7 · черен кон на черно поле f6 · бяла пешка на черно поле e5 · бяла пешка на бяло поле f5 · черна пешка на бяло поле a4 · бяла пешка на черно поле a3 · бял топ на черно поле g3 · бяла пешка на бяло поле h3 · черен кон на черно поле b2 · бяла пешка на черно поле d2 · бял кон на черно поле f2 · бял цар на черно поле e1 | 5 |
| 4 | черен топ на бяло поле c8 · черен цар на бяло поле g8 · черна пешка на черно поле g7 · черна пешка на бяло поле h7 · черен кон на черно поле f6 · бяла пешка на черно поле e5 · бяла пешка на бяло поле f5 · черна пешка на бяло поле a4 · бяла пешка на черно поле a3 · бял топ на черно поле g3 · бяла пешка на бяло поле h3 · черен кон на черно поле b2 · бяла пешка на черно поле d2 · бял кон на черно поле f2 · бял цар на черно поле e1 | черен топ на бяло поле c8 · черен цар на бяло поле g8 · черна пешка на черно поле g7 · черна пешка на бяло поле h7 · черен кон на черно поле f6 · бяла пешка на черно поле e5 · бяла пешка на бяло поле f5 · черна пешка на бяло поле a4 · бяла пешка на черно поле a3 · бял топ на черно поле g3 · бяла пешка на бяло поле h3 · черен кон на черно поле b2 · бяла пешка на черно поле d2 · бял кон на черно поле f2 · бял цар на черно поле e1 | черен топ на бяло поле c8 · черен цар на бяло поле g8 · черна пешка на черно поле g7 · черна пешка на бяло поле h7 · черен кон на черно поле f6 · бяла пешка на черно поле e5 · бяла пешка на бяло поле f5 · черна пешка на бяло поле a4 · бяла пешка на черно поле a3 · бял топ на черно поле g3 · бяла пешка на бяло поле h3 · черен кон на черно поле b2 · бяла пешка на черно поле d2 · бял кон на черно поле f2 · бял цар на черно поле e1 | черен топ на бяло поле c8 · черен цар на бяло поле g8 · черна пешка на черно поле g7 · черна пешка на бяло поле h7 · черен кон на черно поле f6 · бяла пешка на черно поле e5 · бяла пешка на бяло поле f5 · черна пешка на бяло поле a4 · бяла пешка на черно поле a3 · бял топ на черно поле g3 · бяла пешка на бяло поле h3 · черен кон на черно поле b2 · бяла пешка на черно поле d2 · бял кон на черно поле f2 · бял цар на черно поле e1 | черен топ на бяло поле c8 · черен цар на бяло поле g8 · черна пешка на черно поле g7 · черна пешка на бяло поле h7 · черен кон на черно поле f6 · бяла пешка на черно поле e5 · бяла пешка на бяло поле f5 · черна пешка на бяло поле a4 · бяла пешка на черно поле a3 · бял топ на черно поле g3 · бяла пешка на бяло поле h3 · черен кон на черно поле b2 · бяла пешка на черно поле d2 · бял кон на черно поле f2 · бял цар на черно поле e1 | черен топ на бяло поле c8 · черен цар на бяло поле g8 · черна пешка на черно поле g7 · черна пешка на бяло поле h7 · черен кон на черно поле f6 · бяла пешка на черно поле e5 · бяла пешка на бяло поле f5 · черна пешка на бяло поле a4 · бяла пешка на черно поле a3 · бял топ на черно поле g3 · бяла пешка на бяло поле h3 · черен кон на черно поле b2 · бяла пешка на черно поле d2 · бял кон на черно поле f2 · бял цар на черно поле e1 | черен топ на бяло поле c8 · черен цар на бяло поле g8 · черна пешка на черно поле g7 · черна пешка на бяло поле h7 · черен кон на черно поле f6 · бяла пешка на черно поле e5 · бяла пешка на бяло поле f5 · черна пешка на бяло поле a4 · бяла пешка на черно поле a3 · бял топ на черно поле g3 · бяла пешка на бяло поле h3 · черен кон на черно поле b2 · бяла пешка на черно поле d2 · бял кон на черно поле f2 · бял цар на черно поле e1 | черен топ на бяло поле c8 · черен цар на бяло поле g8 · черна пешка на черно поле g7 · черна пешка на бяло поле h7 · черен кон на черно поле f6 · бяла пешка на черно поле e5 · бяла пешка на бяло поле f5 · черна пешка на бяло поле a4 · бяла пешка на черно поле a3 · бял топ на черно поле g3 · бяла пешка на бяло поле h3 · черен кон на черно поле b2 · бяла пешка на черно поле d2 · бял кон на черно поле f2 · бял цар на черно поле e1 | 4 |
| 3 | черен топ на бяло поле c8 · черен цар на бяло поле g8 · черна пешка на черно поле g7 · черна пешка на бяло поле h7 · черен кон на черно поле f6 · бяла пешка на черно поле e5 · бяла пешка на бяло поле f5 · черна пешка на бяло поле a4 · бяла пешка на черно поле a3 · бял топ на черно поле g3 · бяла пешка на бяло поле h3 · черен кон на черно поле b2 · бяла пешка на черно поле d2 · бял кон на черно поле f2 · бял цар на черно поле e1 | черен топ на бяло поле c8 · черен цар на бяло поле g8 · черна пешка на черно поле g7 · черна пешка на бяло поле h7 · черен кон на черно поле f6 · бяла пешка на черно поле e5 · бяла пешка на бяло поле f5 · черна пешка на бяло поле a4 · бяла пешка на черно поле a3 · бял топ на черно поле g3 · бяла пешка на бяло поле h3 · черен кон на черно поле b2 · бяла пешка на черно поле d2 · бял кон на черно поле f2 · бял цар на черно поле e1 | черен топ на бяло поле c8 · черен цар на бяло поле g8 · черна пешка на черно поле g7 · черна пешка на бяло поле h7 · черен кон на черно поле f6 · бяла пешка на черно поле e5 · бяла пешка на бяло поле f5 · черна пешка на бяло поле a4 · бяла пешка на черно поле a3 · бял топ на черно поле g3 · бяла пешка на бяло поле h3 · черен кон на черно поле b2 · бяла пешка на черно поле d2 · бял кон на черно поле f2 · бял цар на черно поле e1 | черен топ на бяло поле c8 · черен цар на бяло поле g8 · черна пешка на черно поле g7 · черна пешка на бяло поле h7 · черен кон на черно поле f6 · бяла пешка на черно поле e5 · бяла пешка на бяло поле f5 · черна пешка на бяло поле a4 · бяла пешка на черно поле a3 · бял топ на черно поле g3 · бяла пешка на бяло поле h3 · черен кон на черно поле b2 · бяла пешка на черно поле d2 · бял кон на черно поле f2 · бял цар на черно поле e1 | черен топ на бяло поле c8 · черен цар на бяло поле g8 · черна пешка на черно поле g7 · черна пешка на бяло поле h7 · черен кон на черно поле f6 · бяла пешка на черно поле e5 · бяла пешка на бяло поле f5 · черна пешка на бяло поле a4 · бяла пешка на черно поле a3 · бял топ на черно поле g3 · бяла пешка на бяло поле h3 · черен кон на черно поле b2 · бяла пешка на черно поле d2 · бял кон на черно поле f2 · бял цар на черно поле e1 | черен топ на бяло поле c8 · черен цар на бяло поле g8 · черна пешка на черно поле g7 · черна пешка на бяло поле h7 · черен кон на черно поле f6 · бяла пешка на черно поле e5 · бяла пешка на бяло поле f5 · черна пешка на бяло поле a4 · бяла пешка на черно поле a3 · бял топ на черно поле g3 · бяла пешка на бяло поле h3 · черен кон на черно поле b2 · бяла пешка на черно поле d2 · бял кон на черно поле f2 · бял цар на черно поле e1 | черен топ на бяло поле c8 · черен цар на бяло поле g8 · черна пешка на черно поле g7 · черна пешка на бяло поле h7 · черен кон на черно поле f6 · бяла пешка на черно поле e5 · бяла пешка на бяло поле f5 · черна пешка на бяло поле a4 · бяла пешка на черно поле a3 · бял топ на черно поле g3 · бяла пешка на бяло поле h3 · черен кон на черно поле b2 · бяла пешка на черно поле d2 · бял кон на черно поле f2 · бял цар на черно поле e1 | черен топ на бяло поле c8 · черен цар на бяло поле g8 · черна пешка на черно поле g7 · черна пешка на бяло поле h7 · черен кон на черно поле f6 · бяла пешка на черно поле e5 · бяла пешка на бяло поле f5 · черна пешка на бяло поле a4 · бяла пешка на черно поле a3 · бял топ на черно поле g3 · бяла пешка на бяло поле h3 · черен кон на черно поле b2 · бяла пешка на черно поле d2 · бял кон на черно поле f2 · бял цар на черно поле e1 | 3 |
| 2 | черен топ на бяло поле c8 · черен цар на бяло поле g8 · черна пешка на черно поле g7 · черна пешка на бяло поле h7 · черен кон на черно поле f6 · бяла пешка на черно поле e5 · бяла пешка на бяло поле f5 · черна пешка на бяло поле a4 · бяла пешка на черно поле a3 · бял топ на черно поле g3 · бяла пешка на бяло поле h3 · черен кон на черно поле b2 · бяла пешка на черно поле d2 · бял кон на черно поле f2 · бял цар на черно поле e1 | черен топ на бяло поле c8 · черен цар на бяло поле g8 · черна пешка на черно поле g7 · черна пешка на бяло поле h7 · черен кон на черно поле f6 · бяла пешка на черно поле e5 · бяла пешка на бяло поле f5 · черна пешка на бяло поле a4 · бяла пешка на черно поле a3 · бял топ на черно поле g3 · бяла пешка на бяло поле h3 · черен кон на черно поле b2 · бяла пешка на черно поле d2 · бял кон на черно поле f2 · бял цар на черно поле e1 | черен топ на бяло поле c8 · черен цар на бяло поле g8 · черна пешка на черно поле g7 · черна пешка на бяло поле h7 · черен кон на черно поле f6 · бяла пешка на черно поле e5 · бяла пешка на бяло поле f5 · черна пешка на бяло поле a4 · бяла пешка на черно поле a3 · бял топ на черно поле g3 · бяла пешка на бяло поле h3 · черен кон на черно поле b2 · бяла пешка на черно поле d2 · бял кон на черно поле f2 · бял цар на черно поле e1 | черен топ на бяло поле c8 · черен цар на бяло поле g8 · черна пешка на черно поле g7 · черна пешка на бяло поле h7 · черен кон на черно поле f6 · бяла пешка на черно поле e5 · бяла пешка на бяло поле f5 · черна пешка на бяло поле a4 · бяла пешка на черно поле a3 · бял топ на черно поле g3 · бяла пешка на бяло поле h3 · черен кон на черно поле b2 · бяла пешка на черно поле d2 · бял кон на черно поле f2 · бял цар на черно поле e1 | черен топ на бяло поле c8 · черен цар на бяло поле g8 · черна пешка на черно поле g7 · черна пешка на бяло поле h7 · черен кон на черно поле f6 · бяла пешка на черно поле e5 · бяла пешка на бяло поле f5 · черна пешка на бяло поле a4 · бяла пешка на черно поле a3 · бял топ на черно поле g3 · бяла пешка на бяло поле h3 · черен кон на черно поле b2 · бяла пешка на черно поле d2 · бял кон на черно поле f2 · бял цар на черно поле e1 | черен топ на бяло поле c8 · черен цар на бяло поле g8 · черна пешка на черно поле g7 · черна пешка на бяло поле h7 · черен кон на черно поле f6 · бяла пешка на черно поле e5 · бяла пешка на бяло поле f5 · черна пешка на бяло поле a4 · бяла пешка на черно поле a3 · бял топ на черно поле g3 · бяла пешка на бяло поле h3 · черен кон на черно поле b2 · бяла пешка на черно поле d2 · бял кон на черно поле f2 · бял цар на черно поле e1 | черен топ на бяло поле c8 · черен цар на бяло поле g8 · черна пешка на черно поле g7 · черна пешка на бяло поле h7 · черен кон на черно поле f6 · бяла пешка на черно поле e5 · бяла пешка на бяло поле f5 · черна пешка на бяло поле a4 · бяла пешка на черно поле a3 · бял топ на черно поле g3 · бяла пешка на бяло поле h3 · черен кон на черно поле b2 · бяла пешка на черно поле d2 · бял кон на черно поле f2 · бял цар на черно поле e1 | черен топ на бяло поле c8 · черен цар на бяло поле g8 · черна пешка на черно поле g7 · черна пешка на бяло поле h7 · черен кон на черно поле f6 · бяла пешка на черно поле e5 · бяла пешка на бяло поле f5 · черна пешка на бяло поле a4 · бяла пешка на черно поле a3 · бял топ на черно поле g3 · бяла пешка на бяло поле h3 · черен кон на черно поле b2 · бяла пешка на черно поле d2 · бял кон на черно поле f2 · бял цар на черно поле e1 | 2 |
| 1 | черен топ на бяло поле c8 · черен цар на бяло поле g8 · черна пешка на черно поле g7 · черна пешка на бяло поле h7 · черен кон на черно поле f6 · бяла пешка на черно поле e5 · бяла пешка на бяло поле f5 · черна пешка на бяло поле a4 · бяла пешка на черно поле a3 · бял топ на черно поле g3 · бяла пешка на бяло поле h3 · черен кон на черно поле b2 · бяла пешка на черно поле d2 · бял кон на черно поле f2 · бял цар на черно поле e1 | черен топ на бяло поле c8 · черен цар на бяло поле g8 · черна пешка на черно поле g7 · черна пешка на бяло поле h7 · черен кон на черно поле f6 · бяла пешка на черно поле e5 · бяла пешка на бяло поле f5 · черна пешка на бяло поле a4 · бяла пешка на черно поле a3 · бял топ на черно поле g3 · бяла пешка на бяло поле h3 · черен кон на черно поле b2 · бяла пешка на черно поле d2 · бял кон на черно поле f2 · бял цар на черно поле e1 | черен топ на бяло поле c8 · черен цар на бяло поле g8 · черна пешка на черно поле g7 · черна пешка на бяло поле h7 · черен кон на черно поле f6 · бяла пешка на черно поле e5 · бяла пешка на бяло поле f5 · черна пешка на бяло поле a4 · бяла пешка на черно поле a3 · бял топ на черно поле g3 · бяла пешка на бяло поле h3 · черен кон на черно поле b2 · бяла пешка на черно поле d2 · бял кон на черно поле f2 · бял цар на черно поле e1 | черен топ на бяло поле c8 · черен цар на бяло поле g8 · черна пешка на черно поле g7 · черна пешка на бяло поле h7 · черен кон на черно поле f6 · бяла пешка на черно поле e5 · бяла пешка на бяло поле f5 · черна пешка на бяло поле a4 · бяла пешка на черно поле a3 · бял топ на черно поле g3 · бяла пешка на бяло поле h3 · черен кон на черно поле b2 · бяла пешка на черно поле d2 · бял кон на черно поле f2 · бял цар на черно поле e1 | черен топ на бяло поле c8 · черен цар на бяло поле g8 · черна пешка на черно поле g7 · черна пешка на бяло поле h7 · черен кон на черно поле f6 · бяла пешка на черно поле e5 · бяла пешка на бяло поле f5 · черна пешка на бяло поле a4 · бяла пешка на черно поле a3 · бял топ на черно поле g3 · бяла пешка на бяло поле h3 · черен кон на черно поле b2 · бяла пешка на черно поле d2 · бял кон на черно поле f2 · бял цар на черно поле e1 | черен топ на бяло поле c8 · черен цар на бяло поле g8 · черна пешка на черно поле g7 · черна пешка на бяло поле h7 · черен кон на черно поле f6 · бяла пешка на черно поле e5 · бяла пешка на бяло поле f5 · черна пешка на бяло поле a4 · бяла пешка на черно поле a3 · бял топ на черно поле g3 · бяла пешка на бяло поле h3 · черен кон на черно поле b2 · бяла пешка на черно поле d2 · бял кон на черно поле f2 · бял цар на черно поле e1 | черен топ на бяло поле c8 · черен цар на бяло поле g8 · черна пешка на черно поле g7 · черна пешка на бяло поле h7 · черен кон на черно поле f6 · бяла пешка на черно поле e5 · бяла пешка на бяло поле f5 · черна пешка на бяло поле a4 · бяла пешка на черно поле a3 · бял топ на черно поле g3 · бяла пешка на бяло поле h3 · черен кон на черно поле b2 · бяла пешка на черно поле d2 · бял кон на черно поле f2 · бял цар на черно поле e1 | черен топ на бяло поле c8 · черен цар на бяло поле g8 · черна пешка на черно поле g7 · черна пешка на бяло поле h7 · черен кон на черно поле f6 · бяла пешка на черно поле e5 · бяла пешка на бяло поле f5 · черна пешка на бяло поле a4 · бяла пешка на черно поле a3 · бял топ на черно поле g3 · бяла пешка на бяло поле h3 · черен кон на черно поле b2 · бяла пешка на черно поле d2 · бял кон на черно поле f2 · бял цар на черно поле e1 | 1 |
|   | a | b | c | d | e | f | g | h |   |

|   | a | b | c | d | e | f | g | h |   |
| 8 | бяла дама на бяло поле g8 · бял офицер на черно поле g7 · черна пешка на бяло поле h7 · бял кон на черно поле b6 · черен цар на черно поле f6 · черен кон на черно поле e5 · черна пешка на бяло поле a4 · бяла пешка на черно поле a3 · черен кон на черно поле c3 · бяла пешка на бяло поле h3 · бял цар на черно поле e1 | бяла дама на бяло поле g8 · бял офицер на черно поле g7 · черна пешка на бяло поле h7 · бял кон на черно поле b6 · черен цар на черно поле f6 · черен кон на черно поле e5 · черна пешка на бяло поле a4 · бяла пешка на черно поле a3 · черен кон на черно поле c3 · бяла пешка на бяло поле h3 · бял цар на черно поле e1 | бяла дама на бяло поле g8 · бял офицер на черно поле g7 · черна пешка на бяло поле h7 · бял кон на черно поле b6 · черен цар на черно поле f6 · черен кон на черно поле e5 · черна пешка на бяло поле a4 · бяла пешка на черно поле a3 · черен кон на черно поле c3 · бяла пешка на бяло поле h3 · бял цар на черно поле e1 | бяла дама на бяло поле g8 · бял офицер на черно поле g7 · черна пешка на бяло поле h7 · бял кон на черно поле b6 · черен цар на черно поле f6 · черен кон на черно поле e5 · черна пешка на бяло поле a4 · бяла пешка на черно поле a3 · черен кон на черно поле c3 · бяла пешка на бяло поле h3 · бял цар на черно поле e1 | бяла дама на бяло поле g8 · бял офицер на черно поле g7 · черна пешка на бяло поле h7 · бял кон на черно поле b6 · черен цар на черно поле f6 · черен кон на черно поле e5 · черна пешка на бяло поле a4 · бяла пешка на черно поле a3 · черен кон на черно поле c3 · бяла пешка на бяло поле h3 · бял цар на черно поле e1 | бяла дама на бяло поле g8 · бял офицер на черно поле g7 · черна пешка на бяло поле h7 · бял кон на черно поле b6 · черен цар на черно поле f6 · черен кон на черно поле e5 · черна пешка на бяло поле a4 · бяла пешка на черно поле a3 · черен кон на черно поле c3 · бяла пешка на бяло поле h3 · бял цар на черно поле e1 | бяла дама на бяло поле g8 · бял офицер на черно поле g7 · черна пешка на бяло поле h7 · бял кон на черно поле b6 · черен цар на черно поле f6 · черен кон на черно поле e5 · черна пешка на бяло поле a4 · бяла пешка на черно поле a3 · черен кон на черно поле c3 · бяла пешка на бяло поле h3 · бял цар на черно поле e1 | бяла дама на бяло поле g8 · бял офицер на черно поле g7 · черна пешка на бяло поле h7 · бял кон на черно поле b6 · черен цар на черно поле f6 · черен кон на черно поле e5 · черна пешка на бяло поле a4 · бяла пешка на черно поле a3 · черен кон на черно поле c3 · бяла пешка на бяло поле h3 · бял цар на черно поле e1 | 8 |
| 7 | бяла дама на бяло поле g8 · бял офицер на черно поле g7 · черна пешка на бяло поле h7 · бял кон на черно поле b6 · черен цар на черно поле f6 · черен кон на черно поле e5 · черна пешка на бяло поле a4 · бяла пешка на черно поле a3 · черен кон на черно поле c3 · бяла пешка на бяло поле h3 · бял цар на черно поле e1 | бяла дама на бяло поле g8 · бял офицер на черно поле g7 · черна пешка на бяло поле h7 · бял кон на черно поле b6 · черен цар на черно поле f6 · черен кон на черно поле e5 · черна пешка на бяло поле a4 · бяла пешка на черно поле a3 · черен кон на черно поле c3 · бяла пешка на бяло поле h3 · бял цар на черно поле e1 | бяла дама на бяло поле g8 · бял офицер на черно поле g7 · черна пешка на бяло поле h7 · бял кон на черно поле b6 · черен цар на черно поле f6 · черен кон на черно поле e5 · черна пешка на бяло поле a4 · бяла пешка на черно поле a3 · черен кон на черно поле c3 · бяла пешка на бяло поле h3 · бял цар на черно поле e1 | бяла дама на бяло поле g8 · бял офицер на черно поле g7 · черна пешка на бяло поле h7 · бял кон на черно поле b6 · черен цар на черно поле f6 · черен кон на черно поле e5 · черна пешка на бяло поле a4 · бяла пешка на черно поле a3 · черен кон на черно поле c3 · бяла пешка на бяло поле h3 · бял цар на черно поле e1 | бяла дама на бяло поле g8 · бял офицер на черно поле g7 · черна пешка на бяло поле h7 · бял кон на черно поле b6 · черен цар на черно поле f6 · черен кон на черно поле e5 · черна пешка на бяло поле a4 · бяла пешка на черно поле a3 · черен кон на черно поле c3 · бяла пешка на бяло поле h3 · бял цар на черно поле e1 | бяла дама на бяло поле g8 · бял офицер на черно поле g7 · черна пешка на бяло поле h7 · бял кон на черно поле b6 · черен цар на черно поле f6 · черен кон на черно поле e5 · черна пешка на бяло поле a4 · бяла пешка на черно поле a3 · черен кон на черно поле c3 · бяла пешка на бяло поле h3 · бял цар на черно поле e1 | бяла дама на бяло поле g8 · бял офицер на черно поле g7 · черна пешка на бяло поле h7 · бял кон на черно поле b6 · черен цар на черно поле f6 · черен кон на черно поле e5 · черна пешка на бяло поле a4 · бяла пешка на черно поле a3 · черен кон на черно поле c3 · бяла пешка на бяло поле h3 · бял цар на черно поле e1 | бяла дама на бяло поле g8 · бял офицер на черно поле g7 · черна пешка на бяло поле h7 · бял кон на черно поле b6 · черен цар на черно поле f6 · черен кон на черно поле e5 · черна пешка на бяло поле a4 · бяла пешка на черно поле a3 · черен кон на черно поле c3 · бяла пешка на бяло поле h3 · бял цар на черно поле e1 | 7 |
| 6 | бяла дама на бяло поле g8 · бял офицер на черно поле g7 · черна пешка на бяло поле h7 · бял кон на черно поле b6 · черен цар на черно поле f6 · черен кон на черно поле e5 · черна пешка на бяло поле a4 · бяла пешка на черно поле a3 · черен кон на черно поле c3 · бяла пешка на бяло поле h3 · бял цар на черно поле e1 | бяла дама на бяло поле g8 · бял офицер на черно поле g7 · черна пешка на бяло поле h7 · бял кон на черно поле b6 · черен цар на черно поле f6 · черен кон на черно поле e5 · черна пешка на бяло поле a4 · бяла пешка на черно поле a3 · черен кон на черно поле c3 · бяла пешка на бяло поле h3 · бял цар на черно поле e1 | бяла дама на бяло поле g8 · бял офицер на черно поле g7 · черна пешка на бяло поле h7 · бял кон на черно поле b6 · черен цар на черно поле f6 · черен кон на черно поле e5 · черна пешка на бяло поле a4 · бяла пешка на черно поле a3 · черен кон на черно поле c3 · бяла пешка на бяло поле h3 · бял цар на черно поле e1 | бяла дама на бяло поле g8 · бял офицер на черно поле g7 · черна пешка на бяло поле h7 · бял кон на черно поле b6 · черен цар на черно поле f6 · черен кон на черно поле e5 · черна пешка на бяло поле a4 · бяла пешка на черно поле a3 · черен кон на черно поле c3 · бяла пешка на бяло поле h3 · бял цар на черно поле e1 | бяла дама на бяло поле g8 · бял офицер на черно поле g7 · черна пешка на бяло поле h7 · бял кон на черно поле b6 · черен цар на черно поле f6 · черен кон на черно поле e5 · черна пешка на бяло поле a4 · бяла пешка на черно поле a3 · черен кон на черно поле c3 · бяла пешка на бяло поле h3 · бял цар на черно поле e1 | бяла дама на бяло поле g8 · бял офицер на черно поле g7 · черна пешка на бяло поле h7 · бял кон на черно поле b6 · черен цар на черно поле f6 · черен кон на черно поле e5 · черна пешка на бяло поле a4 · бяла пешка на черно поле a3 · черен кон на черно поле c3 · бяла пешка на бяло поле h3 · бял цар на черно поле e1 | бяла дама на бяло поле g8 · бял офицер на черно поле g7 · черна пешка на бяло поле h7 · бял кон на черно поле b6 · черен цар на черно поле f6 · черен кон на черно поле e5 · черна пешка на бяло поле a4 · бяла пешка на черно поле a3 · черен кон на черно поле c3 · бяла пешка на бяло поле h3 · бял цар на черно поле e1 | бяла дама на бяло поле g8 · бял офицер на черно поле g7 · черна пешка на бяло поле h7 · бял кон на черно поле b6 · черен цар на черно поле f6 · черен кон на черно поле e5 · черна пешка на бяло поле a4 · бяла пешка на черно поле a3 · черен кон на черно поле c3 · бяла пешка на бяло поле h3 · бял цар на черно поле e1 | 6 |
| 5 | бяла дама на бяло поле g8 · бял офицер на черно поле g7 · черна пешка на бяло поле h7 · бял кон на черно поле b6 · черен цар на черно поле f6 · черен кон на черно поле e5 · черна пешка на бяло поле a4 · бяла пешка на черно поле a3 · черен кон на черно поле c3 · бяла пешка на бяло поле h3 · бял цар на черно поле e1 | бяла дама на бяло поле g8 · бял офицер на черно поле g7 · черна пешка на бяло поле h7 · бял кон на черно поле b6 · черен цар на черно поле f6 · черен кон на черно поле e5 · черна пешка на бяло поле a4 · бяла пешка на черно поле a3 · черен кон на черно поле c3 · бяла пешка на бяло поле h3 · бял цар на черно поле e1 | бяла дама на бяло поле g8 · бял офицер на черно поле g7 · черна пешка на бяло поле h7 · бял кон на черно поле b6 · черен цар на черно поле f6 · черен кон на черно поле e5 · черна пешка на бяло поле a4 · бяла пешка на черно поле a3 · черен кон на черно поле c3 · бяла пешка на бяло поле h3 · бял цар на черно поле e1 | бяла дама на бяло поле g8 · бял офицер на черно поле g7 · черна пешка на бяло поле h7 · бял кон на черно поле b6 · черен цар на черно поле f6 · черен кон на черно поле e5 · черна пешка на бяло поле a4 · бяла пешка на черно поле a3 · черен кон на черно поле c3 · бяла пешка на бяло поле h3 · бял цар на черно поле e1 | бяла дама на бяло поле g8 · бял офицер на черно поле g7 · черна пешка на бяло поле h7 · бял кон на черно поле b6 · черен цар на черно поле f6 · черен кон на черно поле e5 · черна пешка на бяло поле a4 · бяла пешка на черно поле a3 · черен кон на черно поле c3 · бяла пешка на бяло поле h3 · бял цар на черно поле e1 | бяла дама на бяло поле g8 · бял офицер на черно поле g7 · черна пешка на бяло поле h7 · бял кон на черно поле b6 · черен цар на черно поле f6 · черен кон на черно поле e5 · черна пешка на бяло поле a4 · бяла пешка на черно поле a3 · черен кон на черно поле c3 · бяла пешка на бяло поле h3 · бял цар на черно поле e1 | бяла дама на бяло поле g8 · бял офицер на черно поле g7 · черна пешка на бяло поле h7 · бял кон на черно поле b6 · черен цар на черно поле f6 · черен кон на черно поле e5 · черна пешка на бяло поле a4 · бяла пешка на черно поле a3 · черен кон на черно поле c3 · бяла пешка на бяло поле h3 · бял цар на черно поле e1 | бяла дама на бяло поле g8 · бял офицер на черно поле g7 · черна пешка на бяло поле h7 · бял кон на черно поле b6 · черен цар на черно поле f6 · черен кон на черно поле e5 · черна пешка на бяло поле a4 · бяла пешка на черно поле a3 · черен кон на черно поле c3 · бяла пешка на бяло поле h3 · бял цар на черно поле e1 | 5 |
| 4 | бяла дама на бяло поле g8 · бял офицер на черно поле g7 · черна пешка на бяло поле h7 · бял кон на черно поле b6 · черен цар на черно поле f6 · черен кон на черно поле e5 · черна пешка на бяло поле a4 · бяла пешка на черно поле a3 · черен кон на черно поле c3 · бяла пешка на бяло поле h3 · бял цар на черно поле e1 | бяла дама на бяло поле g8 · бял офицер на черно поле g7 · черна пешка на бяло поле h7 · бял кон на черно поле b6 · черен цар на черно поле f6 · черен кон на черно поле e5 · черна пешка на бяло поле a4 · бяла пешка на черно поле a3 · черен кон на черно поле c3 · бяла пешка на бяло поле h3 · бял цар на черно поле e1 | бяла дама на бяло поле g8 · бял офицер на черно поле g7 · черна пешка на бяло поле h7 · бял кон на черно поле b6 · черен цар на черно поле f6 · черен кон на черно поле e5 · черна пешка на бяло поле a4 · бяла пешка на черно поле a3 · черен кон на черно поле c3 · бяла пешка на бяло поле h3 · бял цар на черно поле e1 | бяла дама на бяло поле g8 · бял офицер на черно поле g7 · черна пешка на бяло поле h7 · бял кон на черно поле b6 · черен цар на черно поле f6 · черен кон на черно поле e5 · черна пешка на бяло поле a4 · бяла пешка на черно поле a3 · черен кон на черно поле c3 · бяла пешка на бяло поле h3 · бял цар на черно поле e1 | бяла дама на бяло поле g8 · бял офицер на черно поле g7 · черна пешка на бяло поле h7 · бял кон на черно поле b6 · черен цар на черно поле f6 · черен кон на черно поле e5 · черна пешка на бяло поле a4 · бяла пешка на черно поле a3 · черен кон на черно поле c3 · бяла пешка на бяло поле h3 · бял цар на черно поле e1 | бяла дама на бяло поле g8 · бял офицер на черно поле g7 · черна пешка на бяло поле h7 · бял кон на черно поле b6 · черен цар на черно поле f6 · черен кон на черно поле e5 · черна пешка на бяло поле a4 · бяла пешка на черно поле a3 · черен кон на черно поле c3 · бяла пешка на бяло поле h3 · бял цар на черно поле e1 | бяла дама на бяло поле g8 · бял офицер на черно поле g7 · черна пешка на бяло поле h7 · бял кон на черно поле b6 · черен цар на черно поле f6 · черен кон на черно поле e5 · черна пешка на бяло поле a4 · бяла пешка на черно поле a3 · черен кон на черно поле c3 · бяла пешка на бяло поле h3 · бял цар на черно поле e1 | бяла дама на бяло поле g8 · бял офицер на черно поле g7 · черна пешка на бяло поле h7 · бял кон на черно поле b6 · черен цар на черно поле f6 · черен кон на черно поле e5 · черна пешка на бяло поле a4 · бяла пешка на черно поле a3 · черен кон на черно поле c3 · бяла пешка на бяло поле h3 · бял цар на черно поле e1 | 4 |
| 3 | бяла дама на бяло поле g8 · бял офицер на черно поле g7 · черна пешка на бяло поле h7 · бял кон на черно поле b6 · черен цар на черно поле f6 · черен кон на черно поле e5 · черна пешка на бяло поле a4 · бяла пешка на черно поле a3 · черен кон на черно поле c3 · бяла пешка на бяло поле h3 · бял цар на черно поле e1 | бяла дама на бяло поле g8 · бял офицер на черно поле g7 · черна пешка на бяло поле h7 · бял кон на черно поле b6 · черен цар на черно поле f6 · черен кон на черно поле e5 · черна пешка на бяло поле a4 · бяла пешка на черно поле a3 · черен кон на черно поле c3 · бяла пешка на бяло поле h3 · бял цар на черно поле e1 | бяла дама на бяло поле g8 · бял офицер на черно поле g7 · черна пешка на бяло поле h7 · бял кон на черно поле b6 · черен цар на черно поле f6 · черен кон на черно поле e5 · черна пешка на бяло поле a4 · бяла пешка на черно поле a3 · черен кон на черно поле c3 · бяла пешка на бяло поле h3 · бял цар на черно поле e1 | бяла дама на бяло поле g8 · бял офицер на черно поле g7 · черна пешка на бяло поле h7 · бял кон на черно поле b6 · черен цар на черно поле f6 · черен кон на черно поле e5 · черна пешка на бяло поле a4 · бяла пешка на черно поле a3 · черен кон на черно поле c3 · бяла пешка на бяло поле h3 · бял цар на черно поле e1 | бяла дама на бяло поле g8 · бял офицер на черно поле g7 · черна пешка на бяло поле h7 · бял кон на черно поле b6 · черен цар на черно поле f6 · черен кон на черно поле e5 · черна пешка на бяло поле a4 · бяла пешка на черно поле a3 · черен кон на черно поле c3 · бяла пешка на бяло поле h3 · бял цар на черно поле e1 | бяла дама на бяло поле g8 · бял офицер на черно поле g7 · черна пешка на бяло поле h7 · бял кон на черно поле b6 · черен цар на черно поле f6 · черен кон на черно поле e5 · черна пешка на бяло поле a4 · бяла пешка на черно поле a3 · черен кон на черно поле c3 · бяла пешка на бяло поле h3 · бял цар на черно поле e1 | бяла дама на бяло поле g8 · бял офицер на черно поле g7 · черна пешка на бяло поле h7 · бял кон на черно поле b6 · черен цар на черно поле f6 · черен кон на черно поле e5 · черна пешка на бяло поле a4 · бяла пешка на черно поле a3 · черен кон на черно поле c3 · бяла пешка на бяло поле h3 · бял цар на черно поле e1 | бяла дама на бяло поле g8 · бял офицер на черно поле g7 · черна пешка на бяло поле h7 · бял кон на черно поле b6 · черен цар на черно поле f6 · черен кон на черно поле e5 · черна пешка на бяло поле a4 · бяла пешка на черно поле a3 · черен кон на черно поле c3 · бяла пешка на бяло поле h3 · бял цар на черно поле e1 | 3 |
| 2 | бяла дама на бяло поле g8 · бял офицер на черно поле g7 · черна пешка на бяло поле h7 · бял кон на черно поле b6 · черен цар на черно поле f6 · черен кон на черно поле e5 · черна пешка на бяло поле a4 · бяла пешка на черно поле a3 · черен кон на черно поле c3 · бяла пешка на бяло поле h3 · бял цар на черно поле e1 | бяла дама на бяло поле g8 · бял офицер на черно поле g7 · черна пешка на бяло поле h7 · бял кон на черно поле b6 · черен цар на черно поле f6 · черен кон на черно поле e5 · черна пешка на бяло поле a4 · бяла пешка на черно поле a3 · черен кон на черно поле c3 · бяла пешка на бяло поле h3 · бял цар на черно поле e1 | бяла дама на бяло поле g8 · бял офицер на черно поле g7 · черна пешка на бяло поле h7 · бял кон на черно поле b6 · черен цар на черно поле f6 · черен кон на черно поле e5 · черна пешка на бяло поле a4 · бяла пешка на черно поле a3 · черен кон на черно поле c3 · бяла пешка на бяло поле h3 · бял цар на черно поле e1 | бяла дама на бяло поле g8 · бял офицер на черно поле g7 · черна пешка на бяло поле h7 · бял кон на черно поле b6 · черен цар на черно поле f6 · черен кон на черно поле e5 · черна пешка на бяло поле a4 · бяла пешка на черно поле a3 · черен кон на черно поле c3 · бяла пешка на бяло поле h3 · бял цар на черно поле e1 | бяла дама на бяло поле g8 · бял офицер на черно поле g7 · черна пешка на бяло поле h7 · бял кон на черно поле b6 · черен цар на черно поле f6 · черен кон на черно поле e5 · черна пешка на бяло поле a4 · бяла пешка на черно поле a3 · черен кон на черно поле c3 · бяла пешка на бяло поле h3 · бял цар на черно поле e1 | бяла дама на бяло поле g8 · бял офицер на черно поле g7 · черна пешка на бяло поле h7 · бял кон на черно поле b6 · черен цар на черно поле f6 · черен кон на черно поле e5 · черна пешка на бяло поле a4 · бяла пешка на черно поле a3 · черен кон на черно поле c3 · бяла пешка на бяло поле h3 · бял цар на черно поле e1 | бяла дама на бяло поле g8 · бял офицер на черно поле g7 · черна пешка на бяло поле h7 · бял кон на черно поле b6 · черен цар на черно поле f6 · черен кон на черно поле e5 · черна пешка на бяло поле a4 · бяла пешка на черно поле a3 · черен кон на черно поле c3 · бяла пешка на бяло поле h3 · бял цар на черно поле e1 | бяла дама на бяло поле g8 · бял офицер на черно поле g7 · черна пешка на бяло поле h7 · бял кон на черно поле b6 · черен цар на черно поле f6 · черен кон на черно поле e5 · черна пешка на бяло поле a4 · бяла пешка на черно поле a3 · черен кон на черно поле c3 · бяла пешка на бяло поле h3 · бял цар на черно поле e1 | 2 |
| 1 | бяла дама на бяло поле g8 · бял офицер на черно поле g7 · черна пешка на бяло поле h7 · бял кон на черно поле b6 · черен цар на черно поле f6 · черен кон на черно поле e5 · черна пешка на бяло поле a4 · бяла пешка на черно поле a3 · черен кон на черно поле c3 · бяла пешка на бяло поле h3 · бял цар на черно поле e1 | бяла дама на бяло поле g8 · бял офицер на черно поле g7 · черна пешка на бяло поле h7 · бял кон на черно поле b6 · черен цар на черно поле f6 · черен кон на черно поле e5 · черна пешка на бяло поле a4 · бяла пешка на черно поле a3 · черен кон на черно поле c3 · бяла пешка на бяло поле h3 · бял цар на черно поле e1 | бяла дама на бяло поле g8 · бял офицер на черно поле g7 · черна пешка на бяло поле h7 · бял кон на черно поле b6 · черен цар на черно поле f6 · черен кон на черно поле e5 · черна пешка на бяло поле a4 · бяла пешка на черно поле a3 · черен кон на черно поле c3 · бяла пешка на бяло поле h3 · бял цар на черно поле e1 | бяла дама на бяло поле g8 · бял офицер на черно поле g7 · черна пешка на бяло поле h7 · бял кон на черно поле b6 · черен цар на черно поле f6 · черен кон на черно поле e5 · черна пешка на бяло поле a4 · бяла пешка на черно поле a3 · черен кон на черно поле c3 · бяла пешка на бяло поле h3 · бял цар на черно поле e1 | бяла дама на бяло поле g8 · бял офицер на черно поле g7 · черна пешка на бяло поле h7 · бял кон на черно поле b6 · черен цар на черно поле f6 · черен кон на черно поле e5 · черна пешка на бяло поле a4 · бяла пешка на черно поле a3 · черен кон на черно поле c3 · бяла пешка на бяло поле h3 · бял цар на черно поле e1 | бяла дама на бяло поле g8 · бял офицер на черно поле g7 · черна пешка на бяло поле h7 · бял кон на черно поле b6 · черен цар на черно поле f6 · черен кон на черно поле e5 · черна пешка на бяло поле a4 · бяла пешка на черно поле a3 · черен кон на черно поле c3 · бяла пешка на бяло поле h3 · бял цар на черно поле e1 | бяла дама на бяло поле g8 · бял офицер на черно поле g7 · черна пешка на бяло поле h7 · бял кон на черно поле b6 · черен цар на черно поле f6 · черен кон на черно поле e5 · черна пешка на бяло поле a4 · бяла пешка на черно поле a3 · черен кон на черно поле c3 · бяла пешка на бяло поле h3 · бял цар на черно поле e1 | бяла дама на бяло поле g8 · бял офицер на черно поле g7 · черна пешка на бяло поле h7 · бял кон на черно поле b6 · черен цар на черно поле f6 · черен кон на черно поле e5 · черна пешка на бяло поле a4 · бяла пешка на черно поле a3 · черен кон на черно поле c3 · бяла пешка на бяло поле h3 · бял цар на черно поле e1 | 1 |
|   | a | b | c | d | e | f | g | h |   |

Белите имат два офицера и открита линия „c”, така че те са малко по-добре, но не е ясно дали за Крамник позицията се подобрява без дама? 15...Кf6 Предотвратява e2-e4 за момента и заплашва К:d4. Карпов препоръчва 16.g5 Кe4 17.Оf4 +/=. 16.Тg1 Тac8 17.Оg2 Кe7 18.Оb4 (диаграма 3). Заплашва О:е7 и предотвратява c5. 18...c5?! Неоправдана жертва на пешка. Карпов също не одобрява. Един възможен вариант е 18...Тfe8 19.О:e7 Т:e7 20.Кe5 О:g2 21.Т:g2 c5 22.d:c5 Т:c5 23.Т:c5 b:c5 24.Тg3 +=. 19.d:c5 Тfd8 20.Кe5 О:g2 21.Т:g2 (диаграма 4) След размяната на офицерите топът на g1 може да излезе през g3, което означава, че и белият цар е много добре позициониран. 21...b:c5. Черните остават с пешка по-малко. Крамник казва, че в началото е смятал краят за равен, но след това е осъзнал, че има някои проблеми. Той никога не възстановява пешката, чиято жертва е тактическа грешка 21...Кc6 22.Кd3! и белите трябва да избягват 22...Кd4 23.c:b6?? Т:c1+ 24.К:c1 Кc2+ 25.Цf1 Тd1+; но 21...Кc6 22.Кd3! Кd4 23.e3! Кb3 24.Тc3+/-; 21...a5 22.Оd2 Кe4 23.c:b6 Т:d2 24.Т:c8+ К:c8 25.b7 Тc2! 26.Цd1! с печалба. 22.Т:c5 Кe4. Чиста печалба на пешка за белите, която дава солидно предимство. 23.Т:c8 Т:c8 24.Кd3 24...Кd5 25.Оd2 Тc2 26.Оc1 f5 27.Цd1. С Тc2 и Цd1 Крамник търси активност, но е останал с по-малко време за мислене според часовника. 28. ...Тc8 28.f3 Кd6 29.Цe1. Карпов препоръчва Тg1 като по-добър начин да се избегнат евентуални конски вилици (Ке3+), но ходът на Ананд също е добър. 29...a5 30.e3 e5?! Губи нова пешка. 31.g:f5 e4 32.f:e4 К:e4 Ананд остава с две пешки повече. (диаграма 5). 33.Оd2 a4. 33...Тc2 34.Цd1?? К:e3+; но 33...Тc2 34.Тe2 К:d2 35.Цd1 К:e3+ 36.Т:e3 Кc4 37.Ц:c2 К:e3+ 38.Цb3 К:f5 39.Цa4 е лесно. По-добре е 33...Тe8. 34.Кf2! Кd6 35.Тg4 Кc4 36.e4 Кf6 37.Тg3 К:b2 38.e5! [38.Оc3 Кh5] (диаграма 6). 38...Кd5 39.f6 Цf7 40.Кe4 Кc4 41.f:g7. Отзвук от 3-та партия, където Ананд също пропуска по-бърза победа. 41.Т:g7+ Цe6 42.Кg5+ Ц:e5 43.f7 К:d2 44.Тg8+–. 41...Цg8 42.Тd3. Тук има интересно продължение 42.Кf6+ К:f6 43.e:f6 Тe8+ 44.Цd1 Тd8 45.Цc1 К:d2 46.f7+ Ц:f7 47.g8Д+ Т:g8 48.Т:g8 Кb3+!, отбелязано от Дейвид Норууд. 42...Кdb6 43.Оh6 К:e5 44.Кf6+ Цf7 45.Тc3!! Завличане за наслада на публиката. 45...Т:c3 46.g8Д+ Ц:f6 47.Оg7+ (диаграма 7). Крамник се предава. 1 - 0. 